# Biserica Buna Vestire din Jina

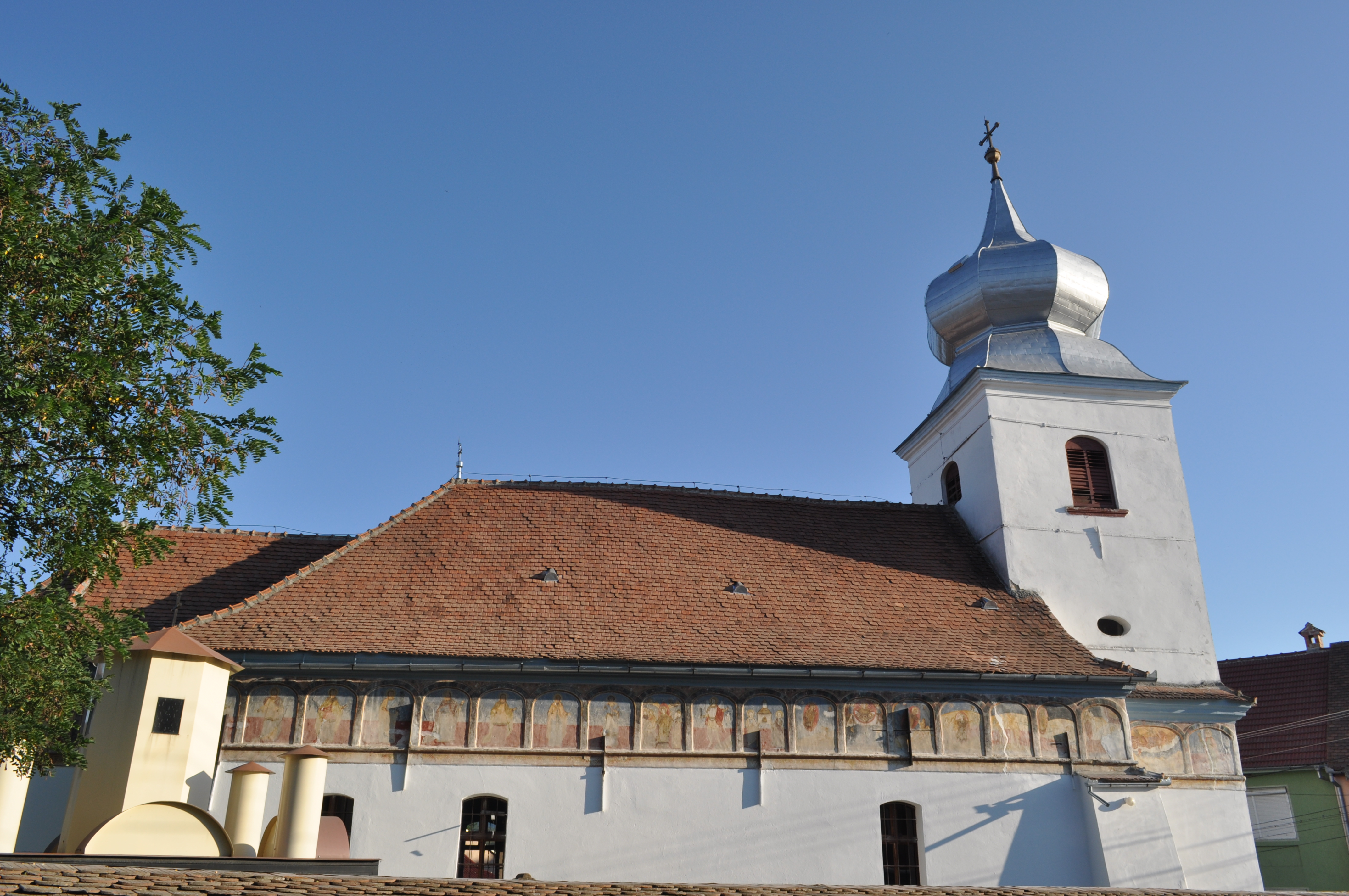
Biserica „Buna Vestire” din Jina, județul Sibiu, foto: august 2011.

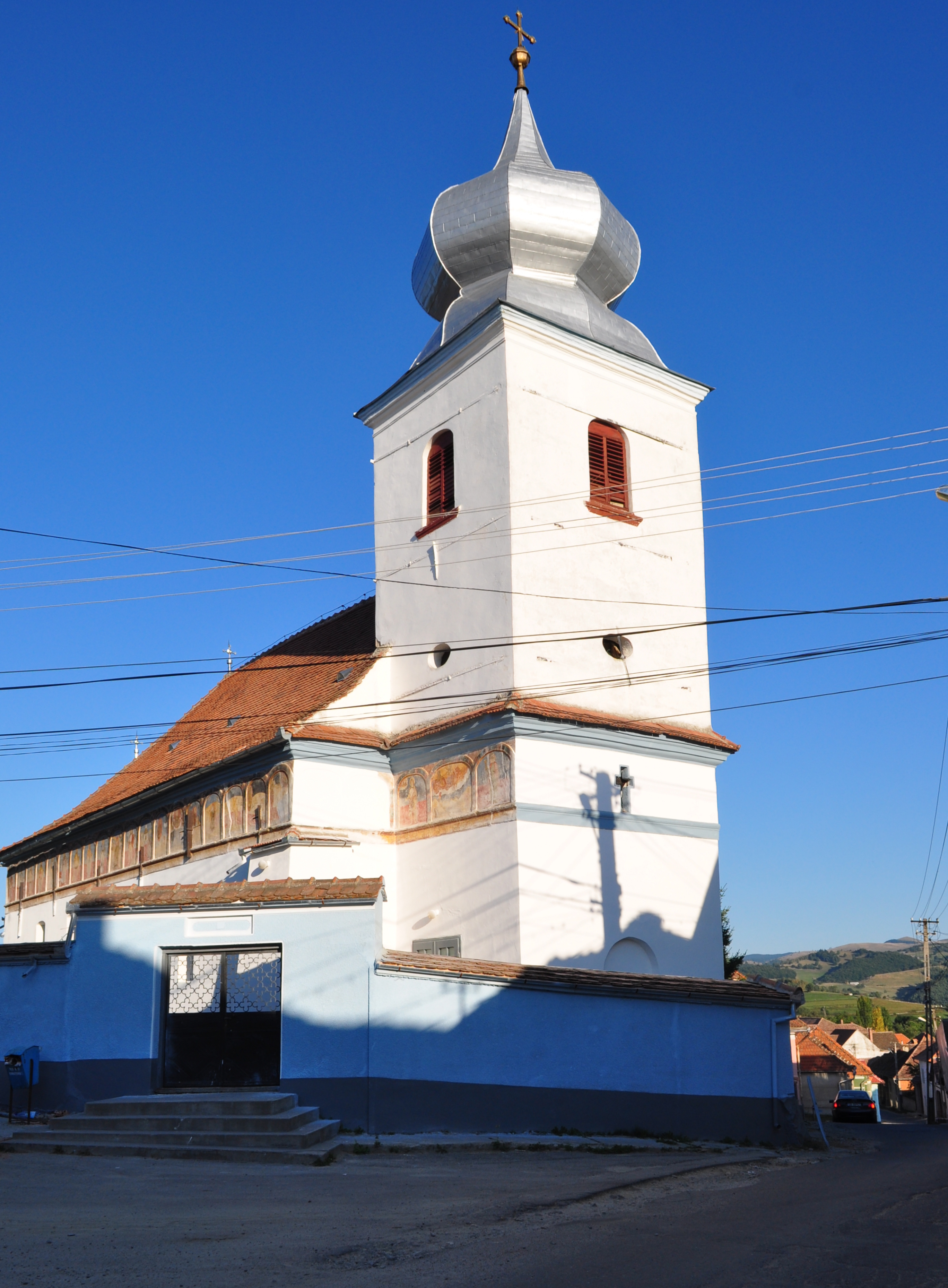
Biserica „Buna Vestire” din Jina, județul Sibiu, foto: august 2011.

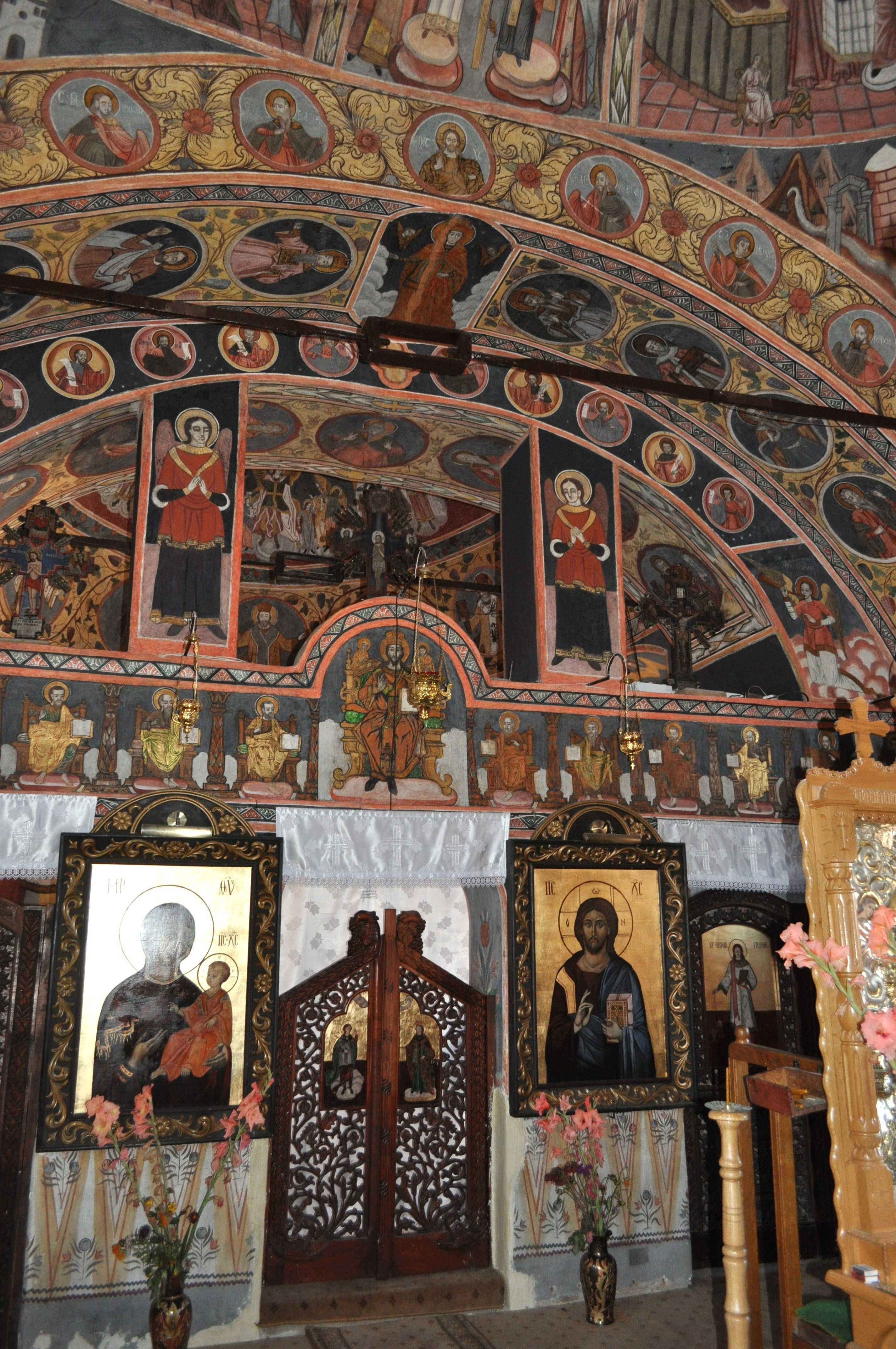
Ușile și icoanele împărătești

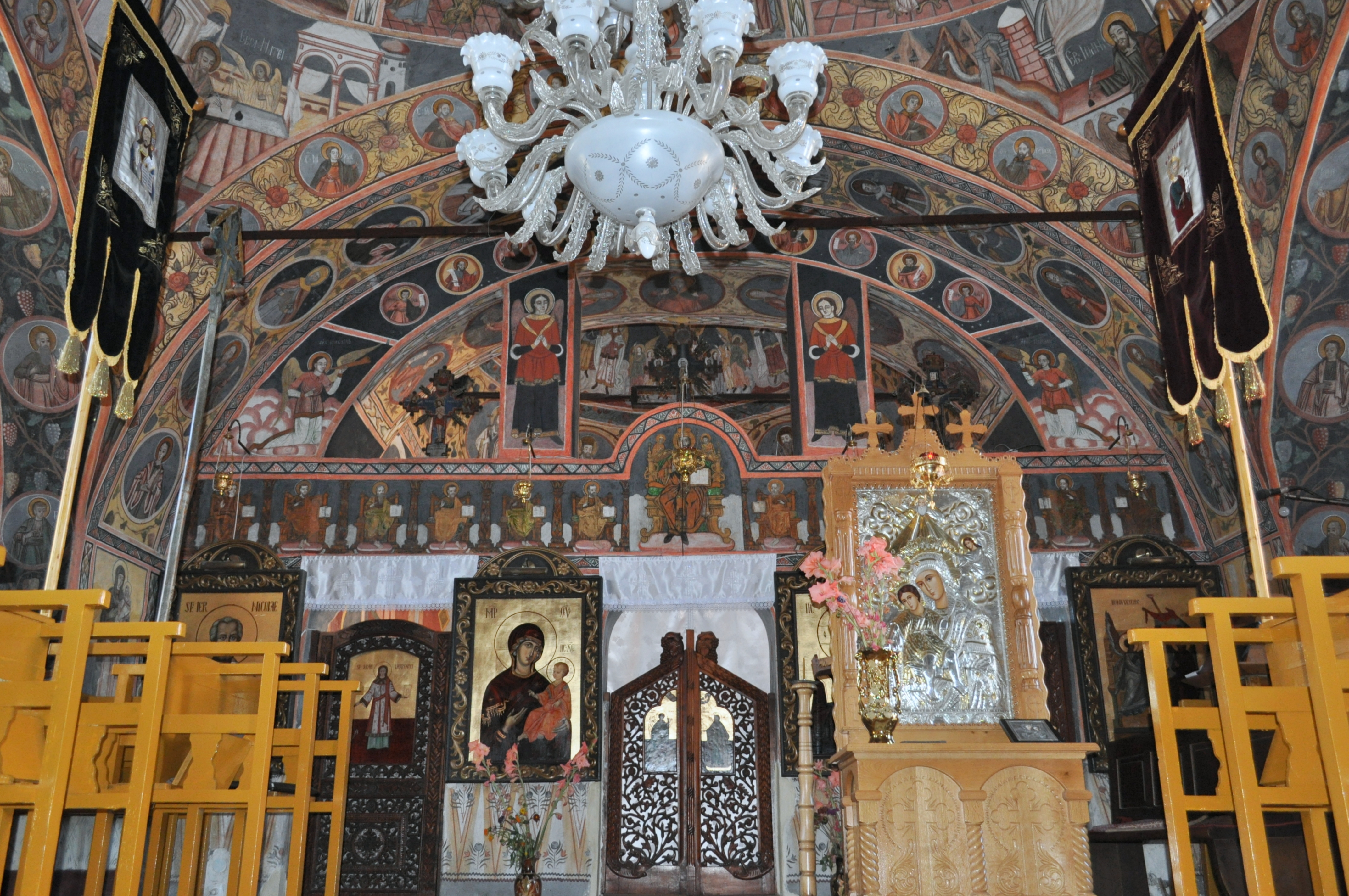
Interiorul navei

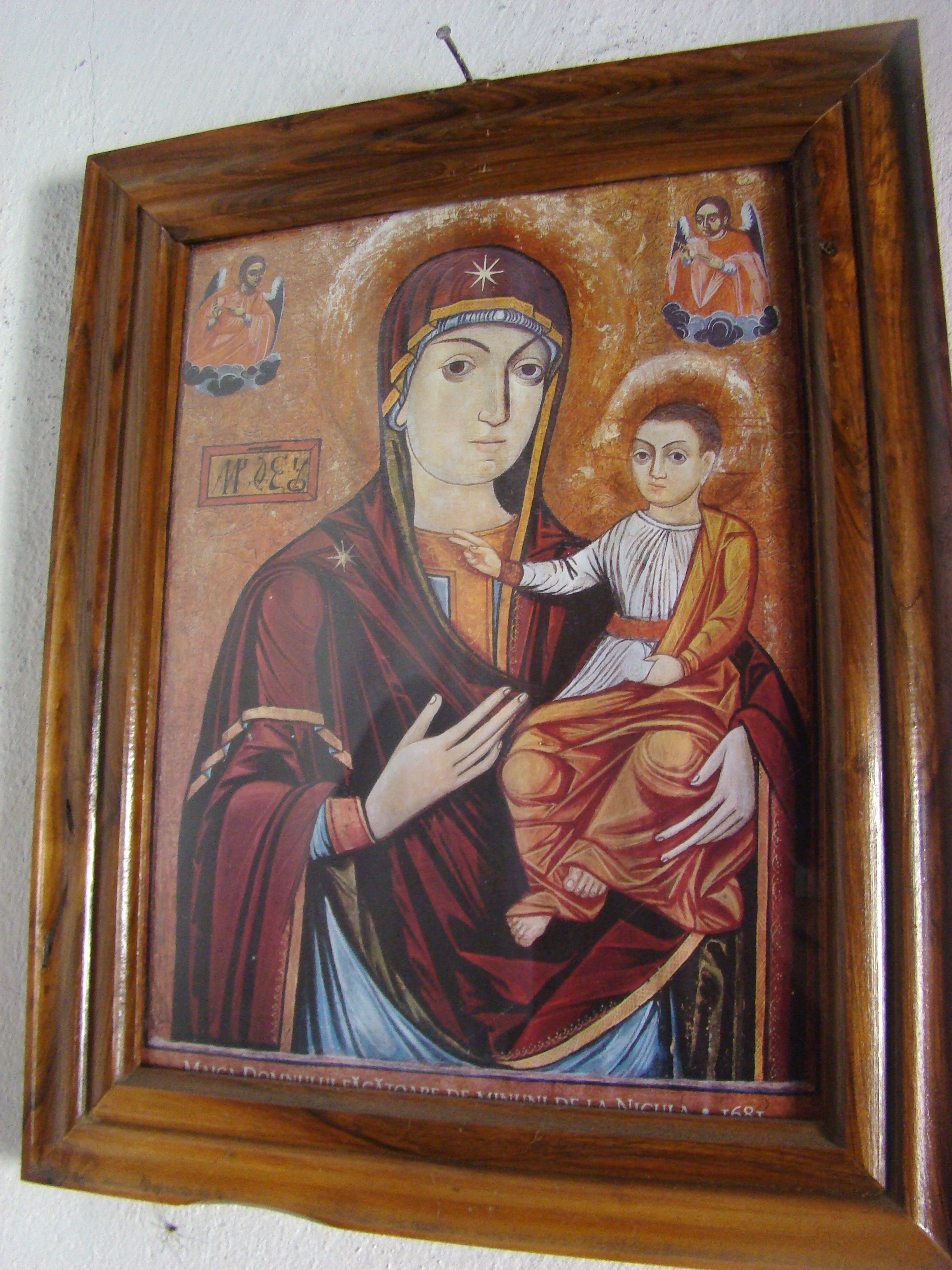
Maica Domnului și pruncul

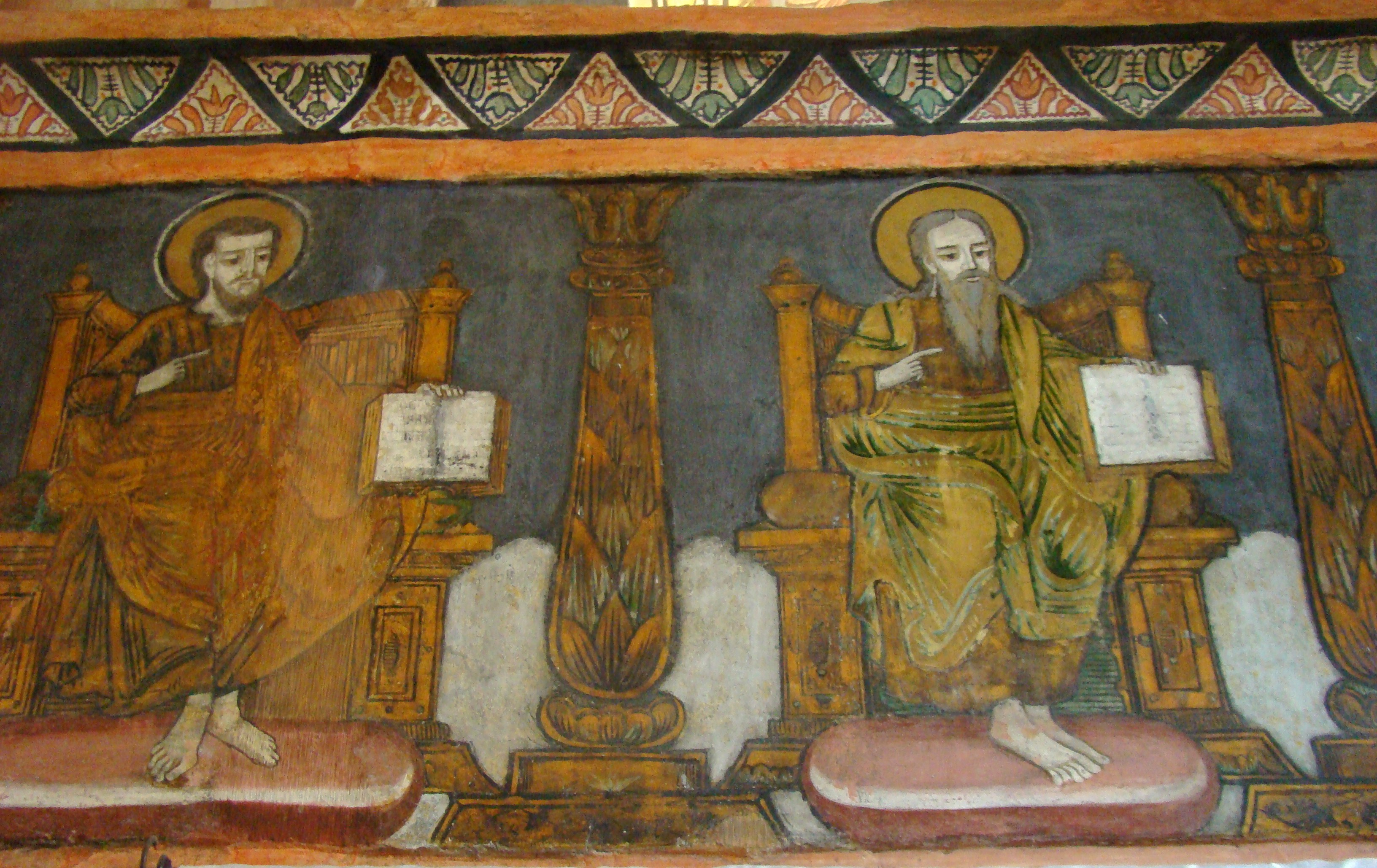
Catapeteasma (detaliu: Apostolii)

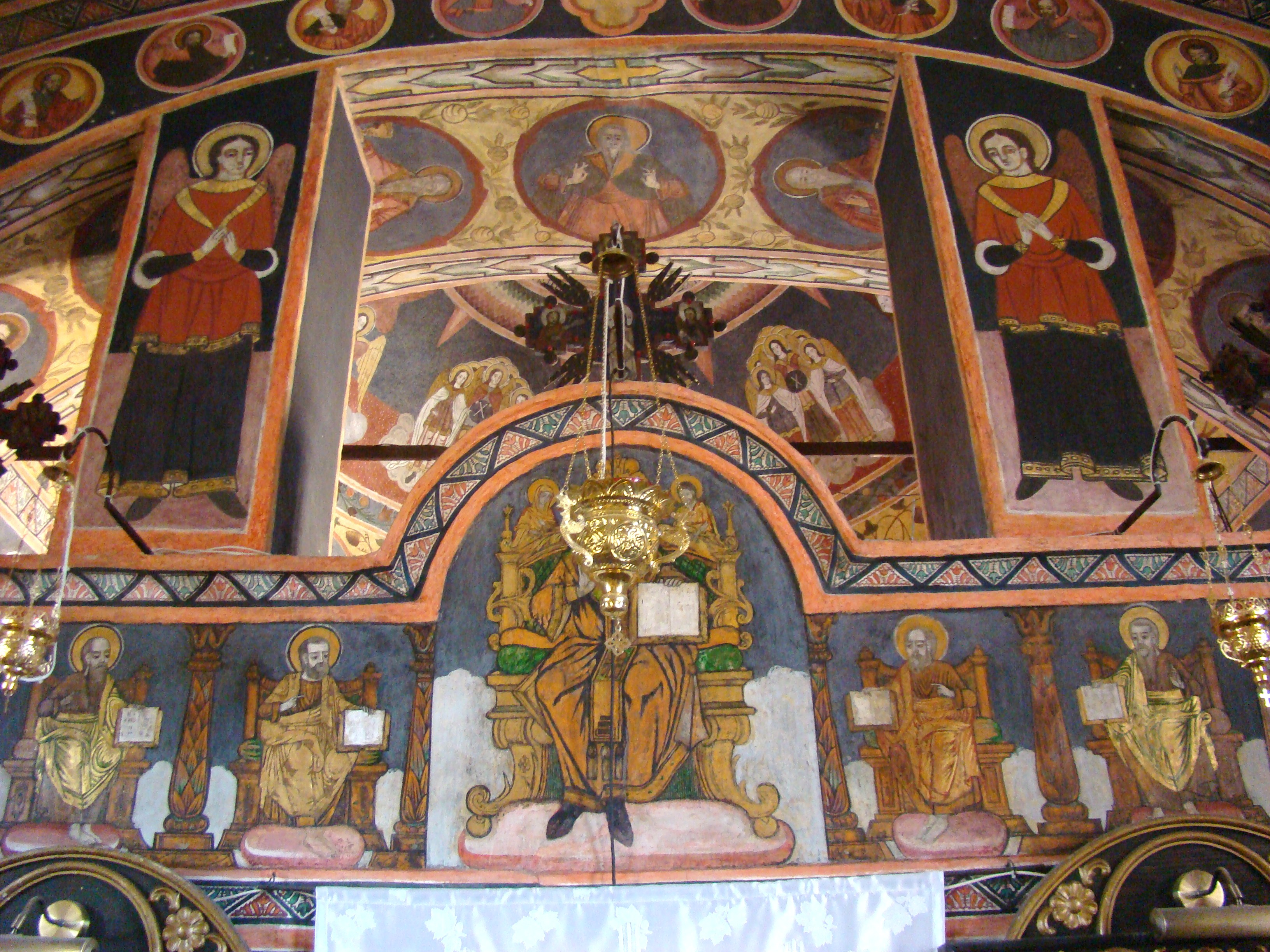
Catapeteasma (detaliu)

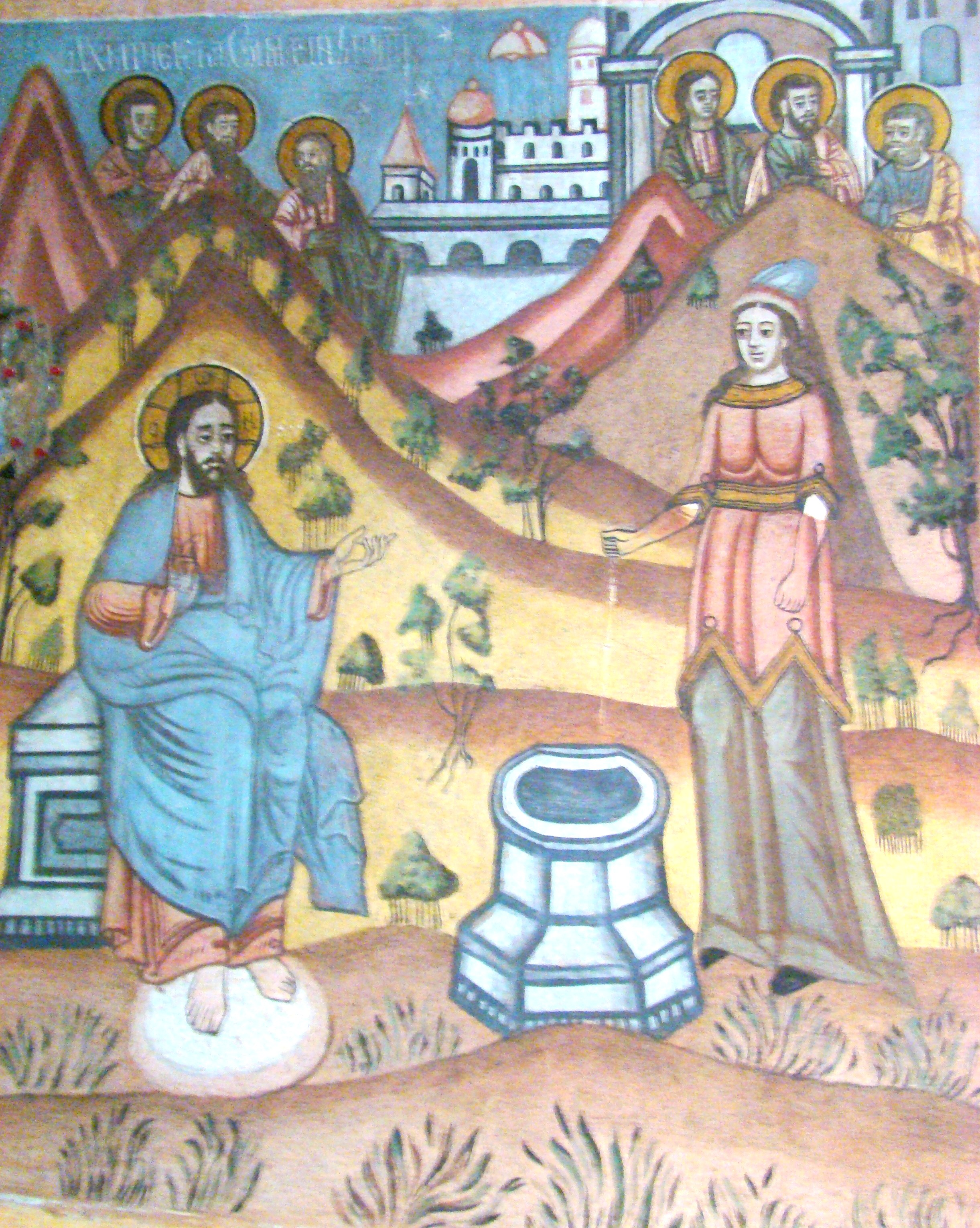
Dumineca Samarinencii

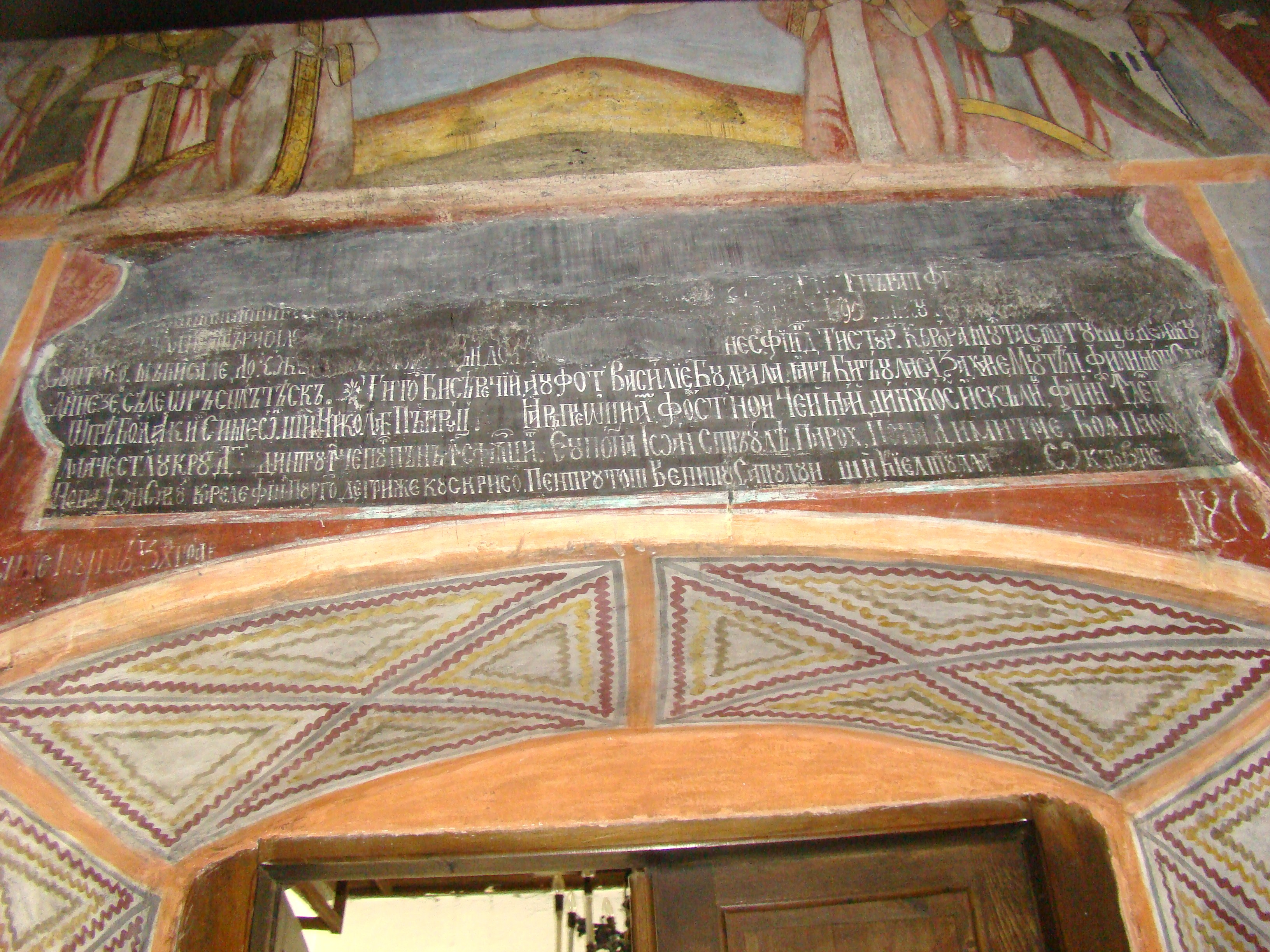
Pisania

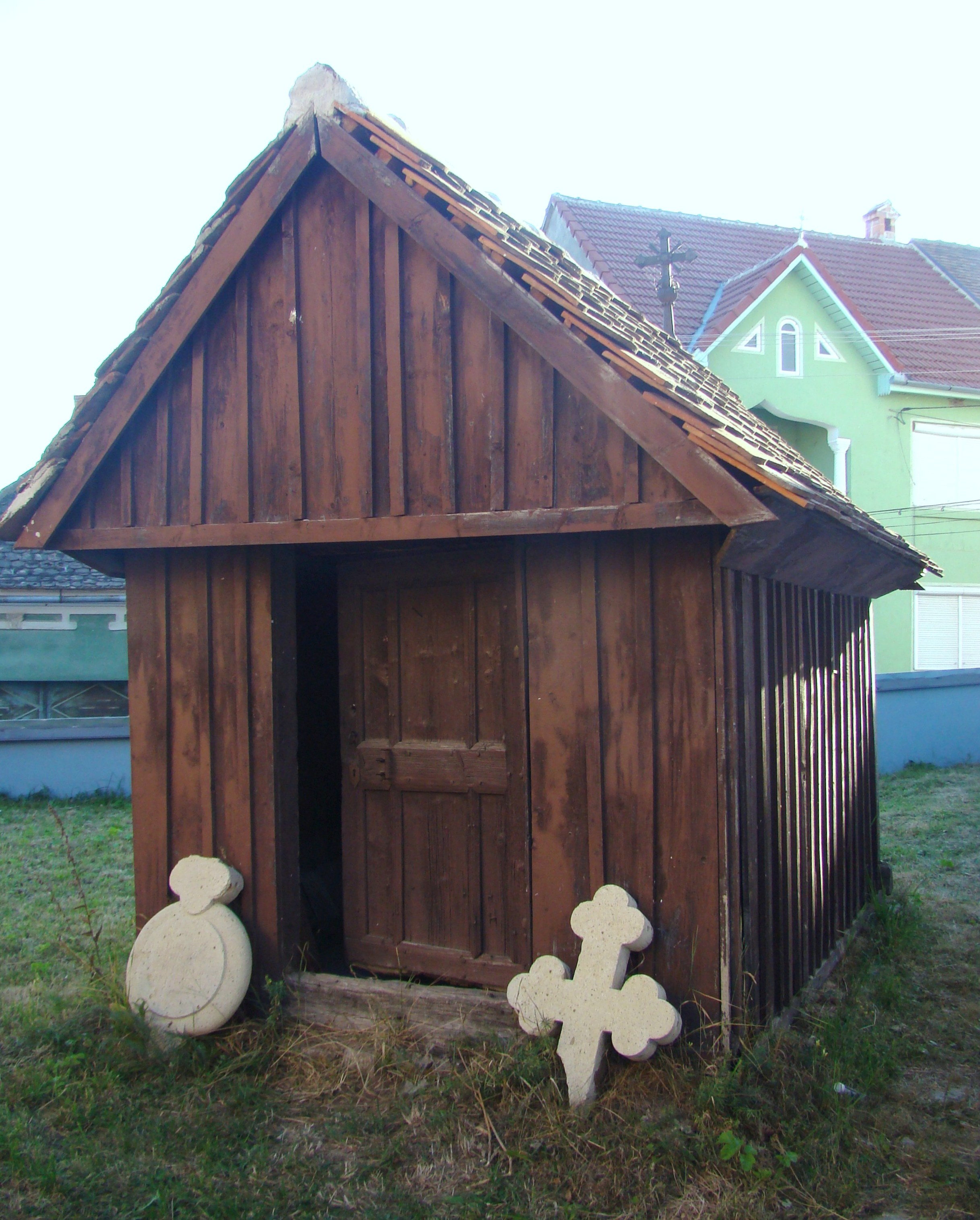
Osuarul

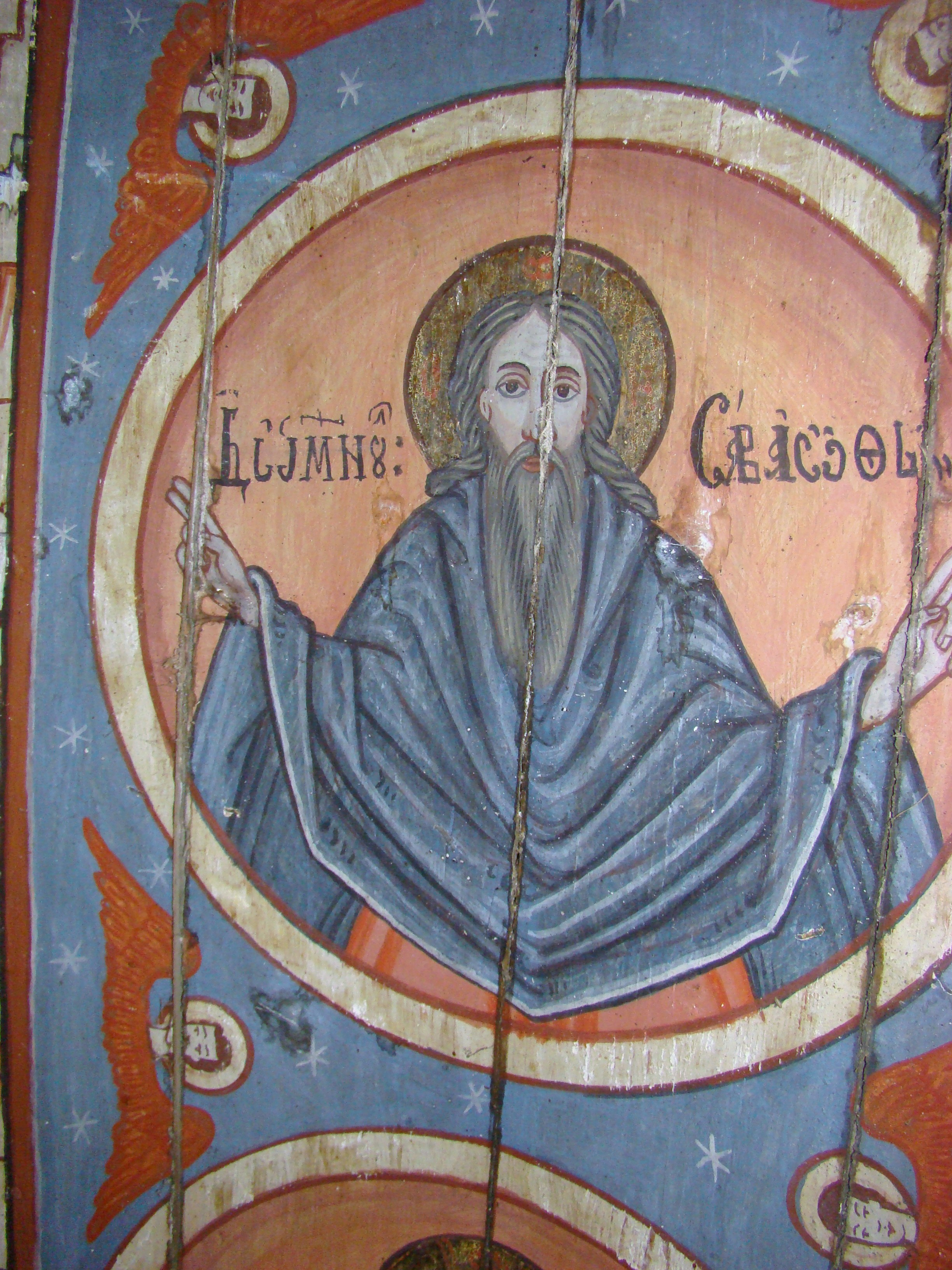
Pictura capelei-osuar: Domnul Savaot

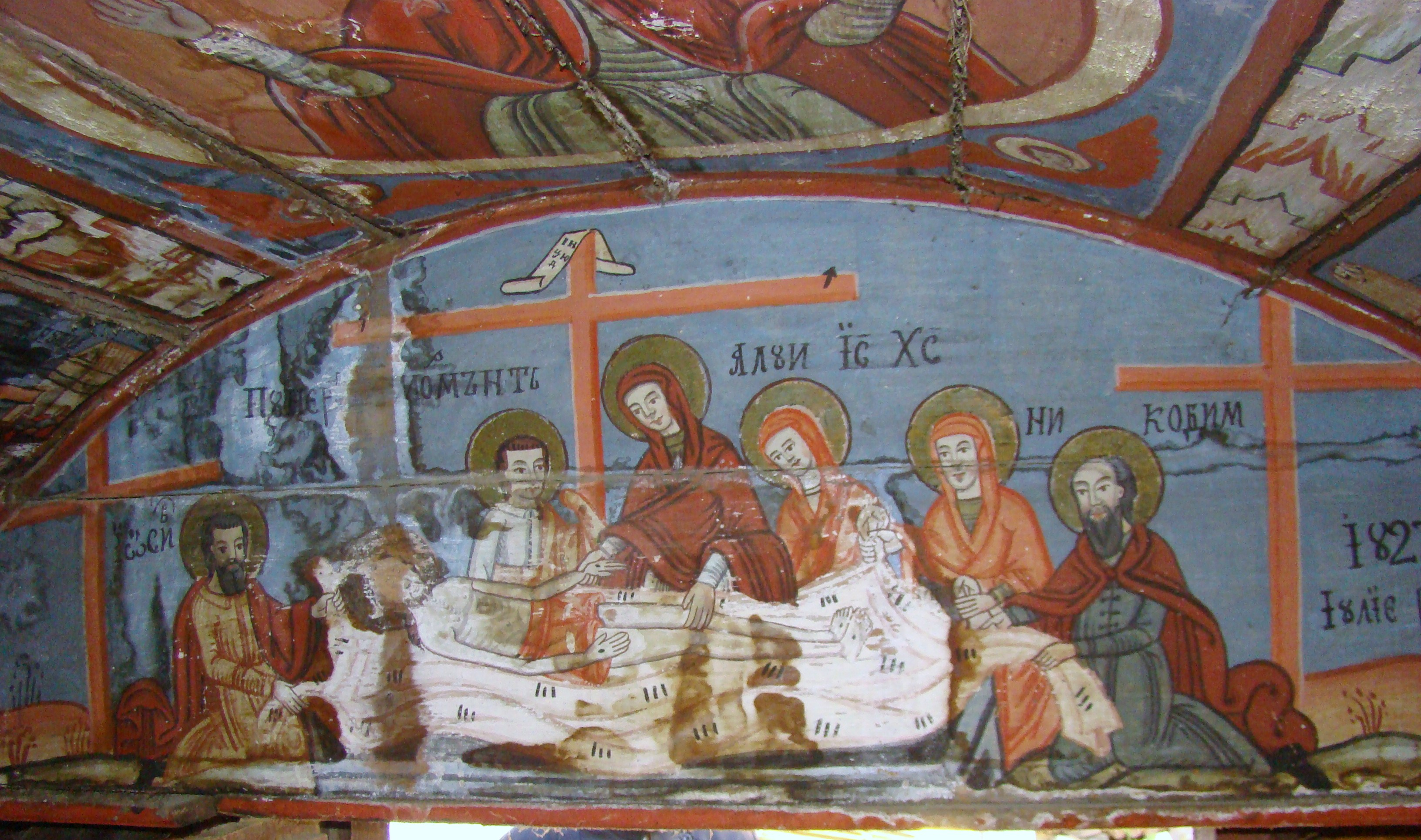
Pictura capelei-osuar: Punerea în mormânt

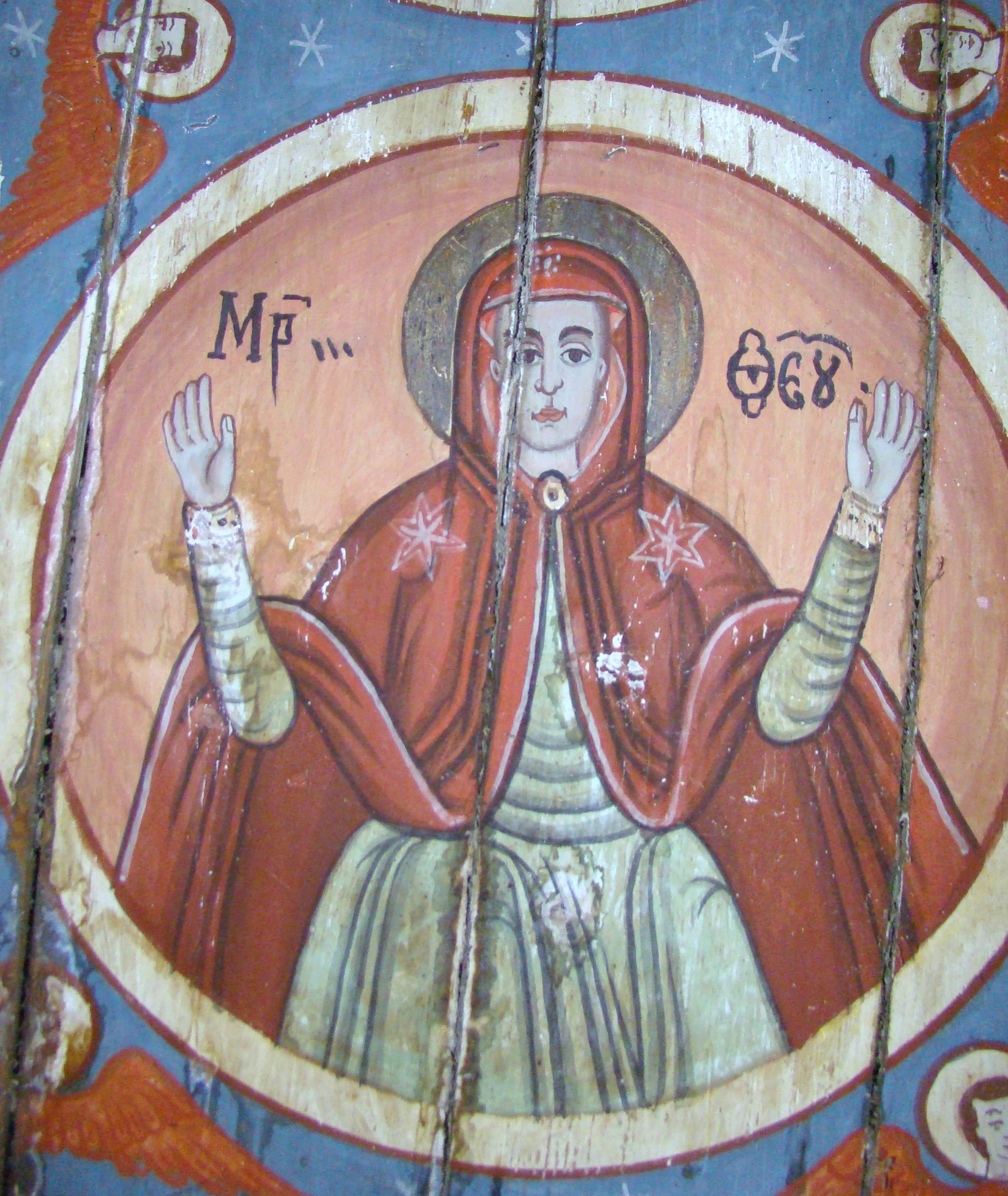
Pictura capelei-osuar: Maria Orantă

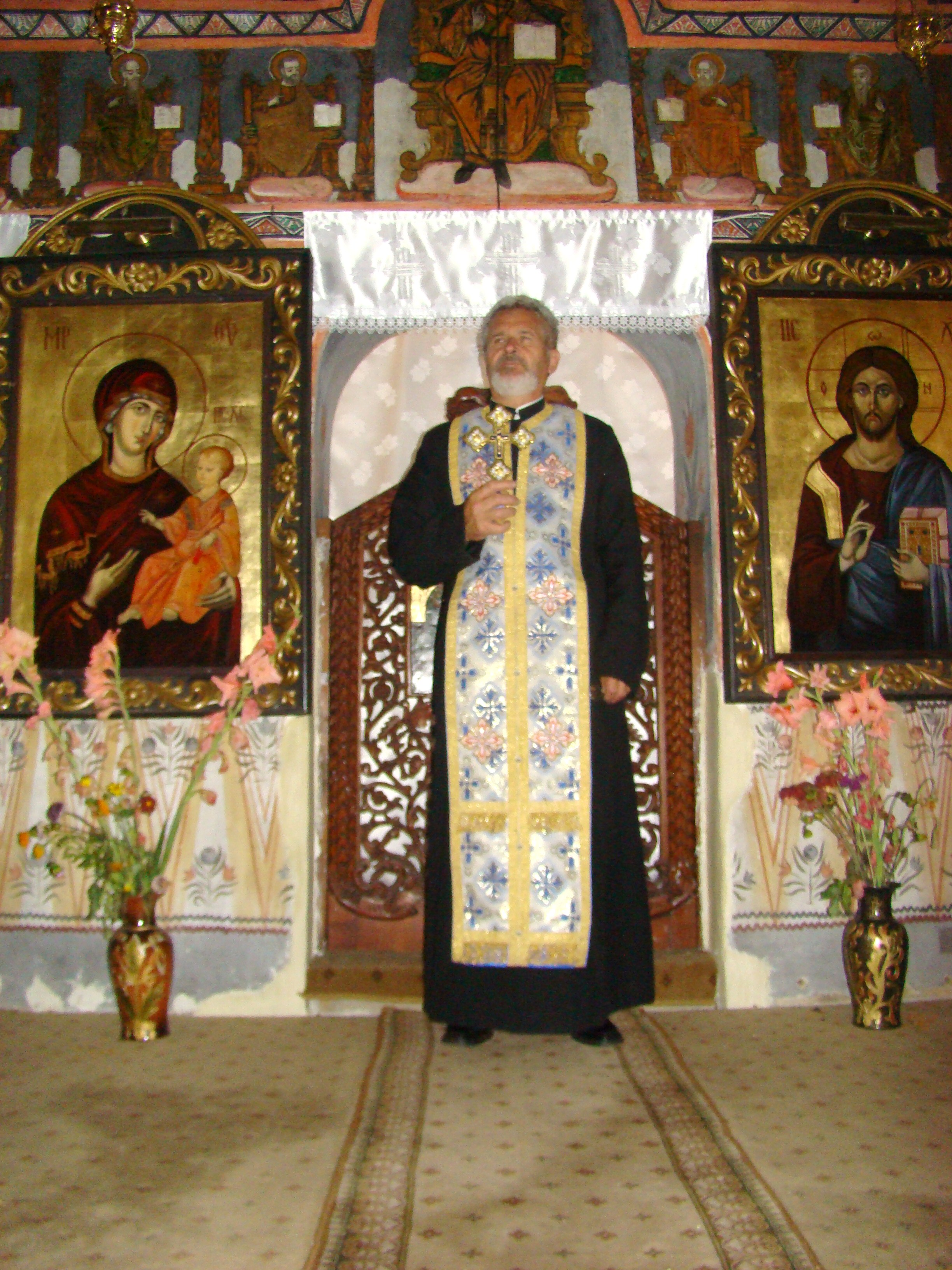
Preotul paroh Pavel Oltean

Biserica „Buna Vestire” din Jina, județul Sibiu, a fost construită în anul 1795. Lăcașul de cult figurează pe lista monumentelor istorice 2010, cod LMI SB-II-m-B-12409.

## Istoric și trăsături
Din documentele existente se știe că în Jina a mai fost o biserică din lemn, pe locul numit „Valea Secii”. Azi pe acest loc există o troiță, unde se fac procesiuni religioase la 6 ianuarie - la sărbătoarea „Botezul Domnului”.
Actuala biserică, cu hramul „Buna Vestire”, a fost zidită în anul 1795. Cheltuielile au fost suportate de credincioși, alături de care a contribuit și regimentul l de graniță, cu sediul la Orlat, cu suma de 1040 florini. Jina era comună grănicerească, deși toți locuitorii erau de religie ortodoxă, religie interzisă pentru o comună grănicerească. Biserica este construită din piatră și cărămidă, acoperită cu țiglă, iar turnul este acoperit cu tablă. Nu se cunoaște meșterul care a zidit-o și nici arhiereul care a sfințit-o, deoarece în 1795-1801, când a fost dată în folosință, scaunul arhieresc din Ardeal a fost vacant.
În interiorul bisericii, deasupra ușii se află o pisanie, din care reiese că a fost pictată în anul 1801 de către zugravul Vasile Muntean din Laz. În exterior, are o pictură sub streașină, un brâu. În interior pictura se păstrează în întregime, a fost restaurată în anii 1988-1989 de către Stinghe Mihai, dar după puțin timp, restaurarea picturii a fost compromisă din cauza unui puternic atac biologic (toată pictura s-a înnegrit), și a fost nevoie de o altă restaurare, cu alte metode, care să garanteze eficiența restaurării. 
Biserica are două cupole din cărămidă și o semicupolă deasupra altarului. Cu ani în urmă, în zidurile bisericii au apărut fisuri, fapt ce a determinat ridicarea a doi stâlpi de susținere și protectie în dreptul  tâmplei. La altar, în exterior, s-au clădit două contraforturi, s-au tras chei puternice de fier la nivelul absidelor, pentru asigurarea pereților laterali. Turnul a fost și el consolidat și asigurat.
Clopotul din turn datează din 1776 și inscripția de pe el arată proveniența lui 'Erstes Infanterie Regiment Zweite Maior……'.  Anul 1776 înscris pe clopot dovedește că a servit și în altă biserică, mai veche decât actuala. În patrimoniul bisericii sunt și icoane vechi, din 1794 și cărți din 1743. 
Stăpânirea habsburgică nu a reușit sa facă „uniti”. Din tradiția orală a satului se spune că ar fi locuit un preot unit la nr. 221, care a fost omorât de ortodocși. Aceeași soartă au avut-o și niște jandarmi unguri care au fost îngropați într-o fântână. Se confirma că „satul a fost mai tare ca împăratul”.
În incinta bisericii se află un „osuar”, construit din respect pentru cei decedați, care trebuiau duși în altă parte, în cimitirul nou, din „Dealul Boii”. Până în anul 1826, morții erau înmormântați în jurul bisericii. Când s-a înființat noul cimitir, jinarii au primit cu greu să-și ducă morții departe de biserică. După 7 ani sau cu ocazia unei alte înhumări, oasele erau aduse lângă biserică, în așa numitul osuar. Pictura osuarului datează din anul 1826 și este semnată de Ieremia Zugrav. Și în prezent se văd oasele sub dușumeaua osuarului.
Preoți slujitori au fost, conform datelor existente, Ioan Streulea 1728-1826, Dimitrie Boia, de la care biserica are cimitirul care-i poartă numele, Ioan Sava 1756-1837, apoi fii preotului Sava, Constantin Dimitrie și Pamfilie 1791 -1865, Luca Sava 1857-1877, Dumitru Pamfiloi 1850-1929 și ginerele lui, Nicolae Vlad Stejar 1883-1928, Pompiliu Acelenescu 1929-1940, Simion Mogoș 1940-1942, Irimie Victor 1943-1958, Valeriu Ciorea 1943-1974, Gheorghe Buzea 1959-1976, Oltean Pavel 1976 până în prezent.

## Imagini din exterior

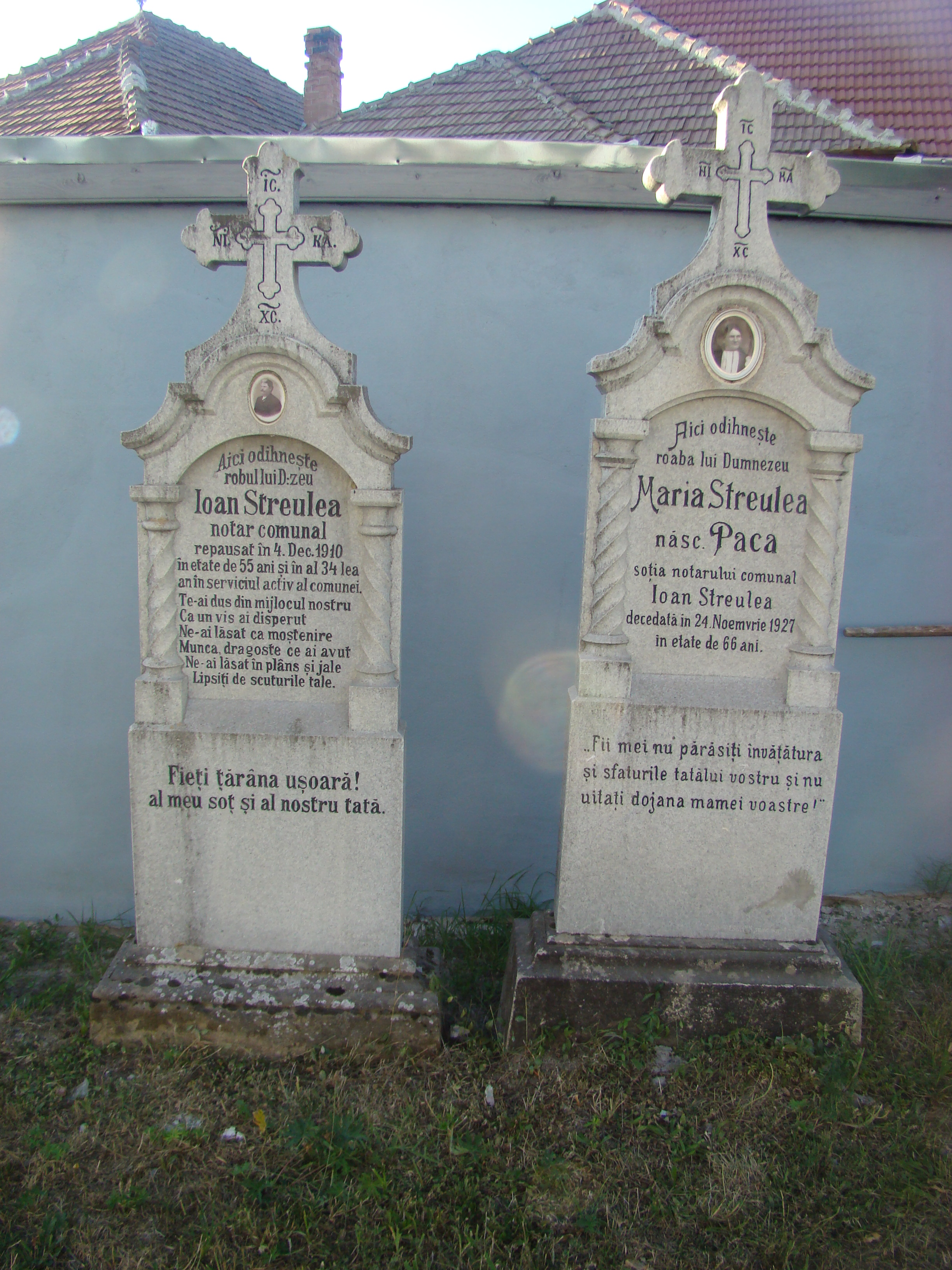
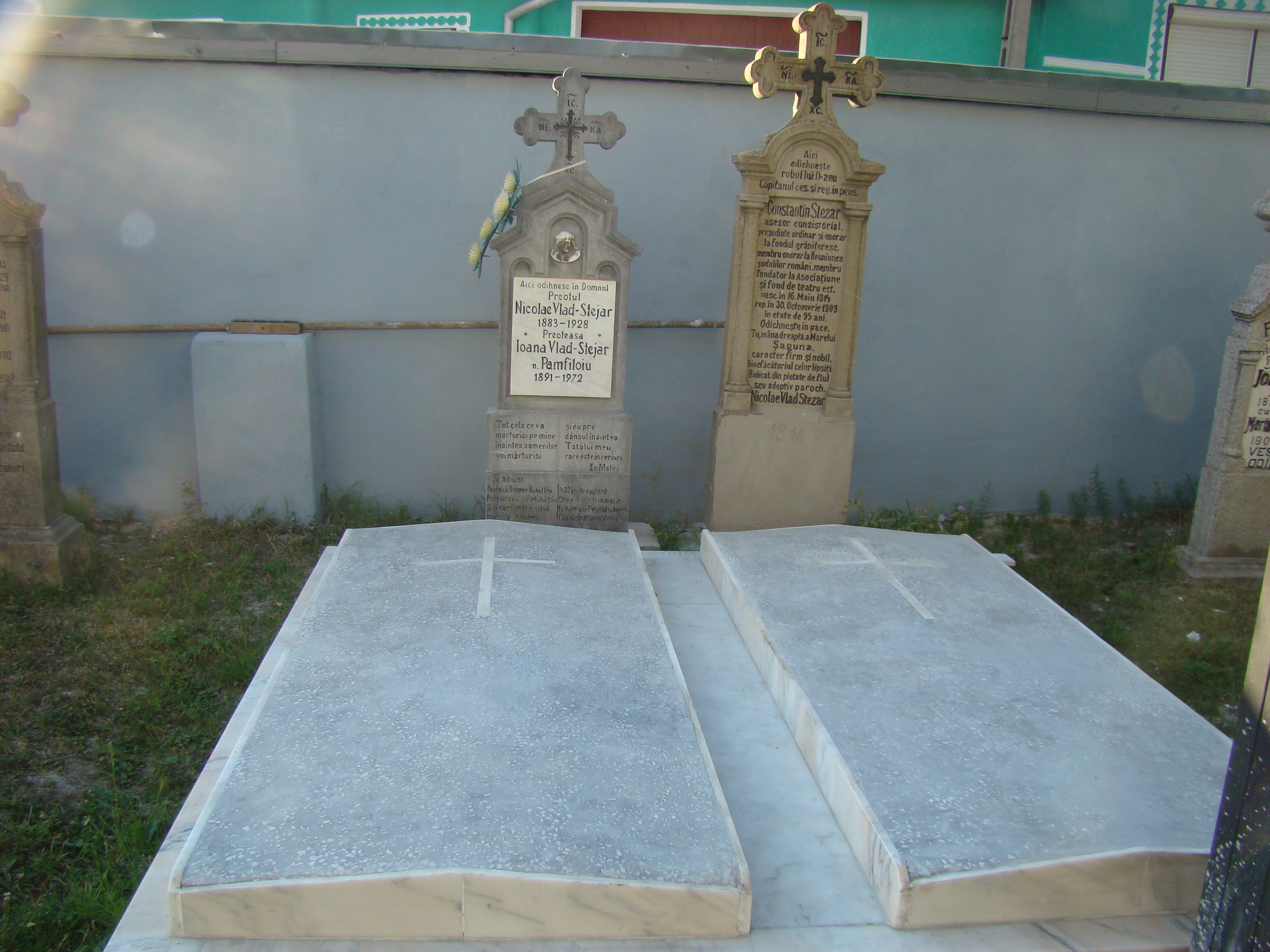
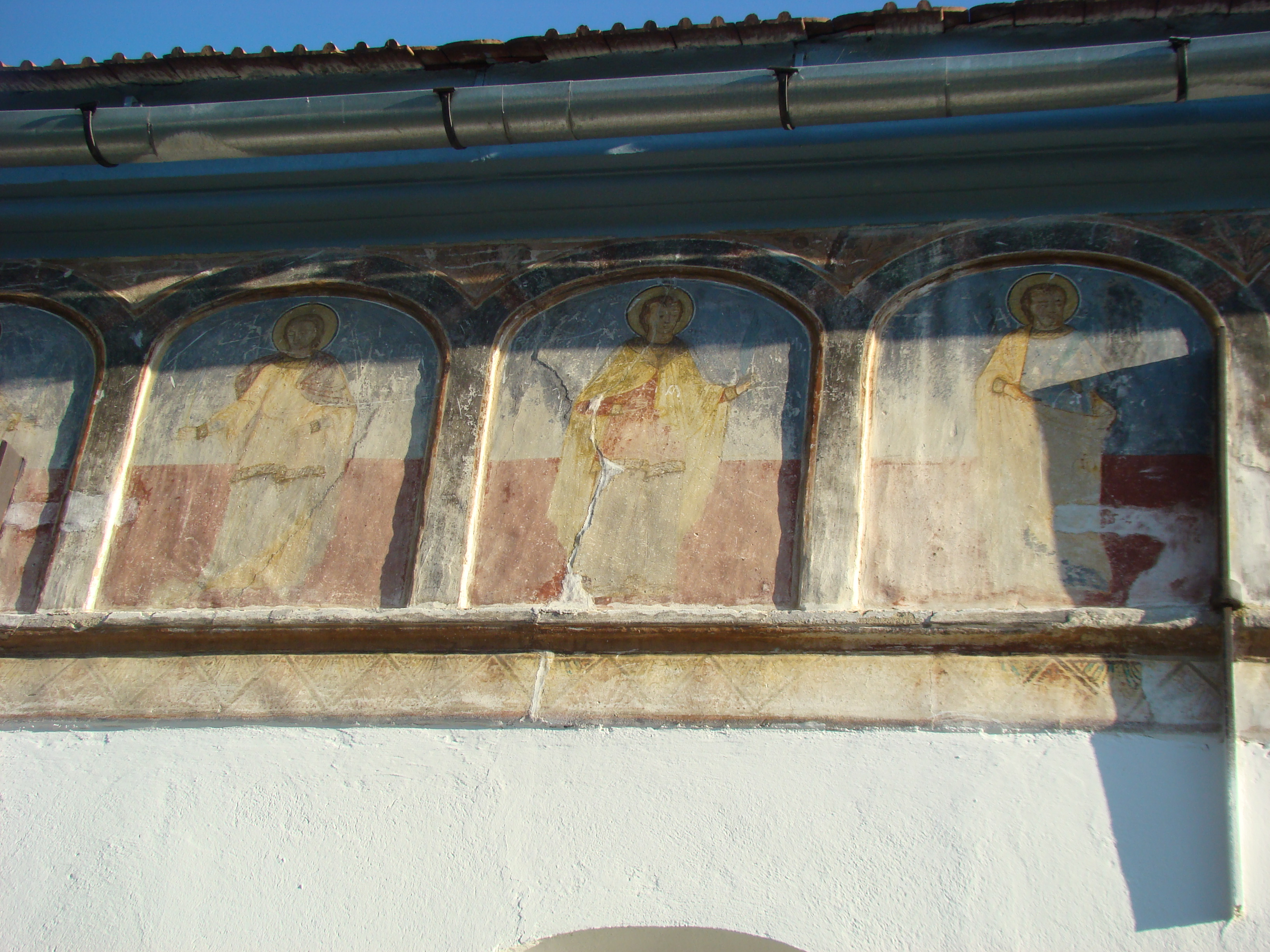
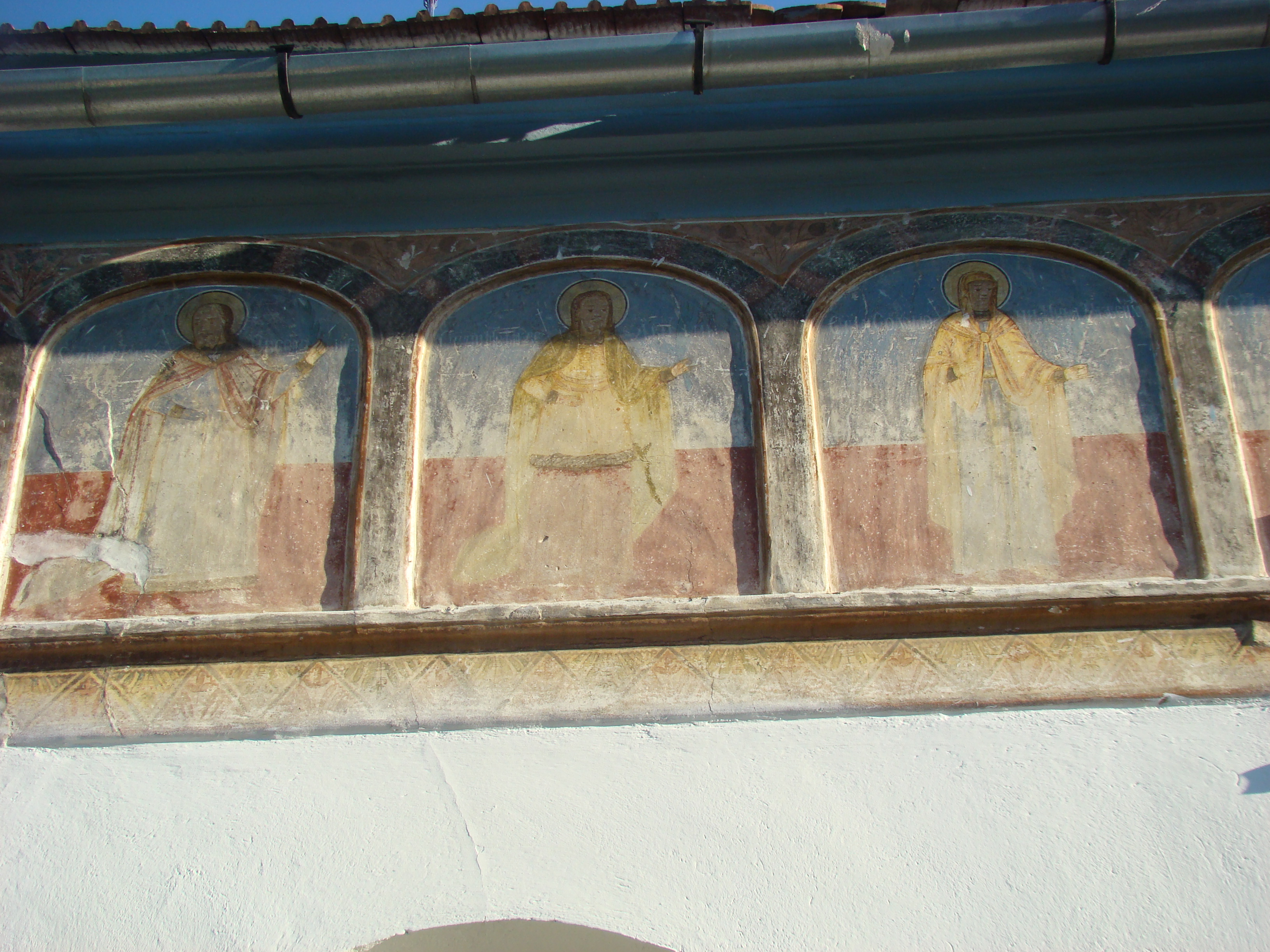
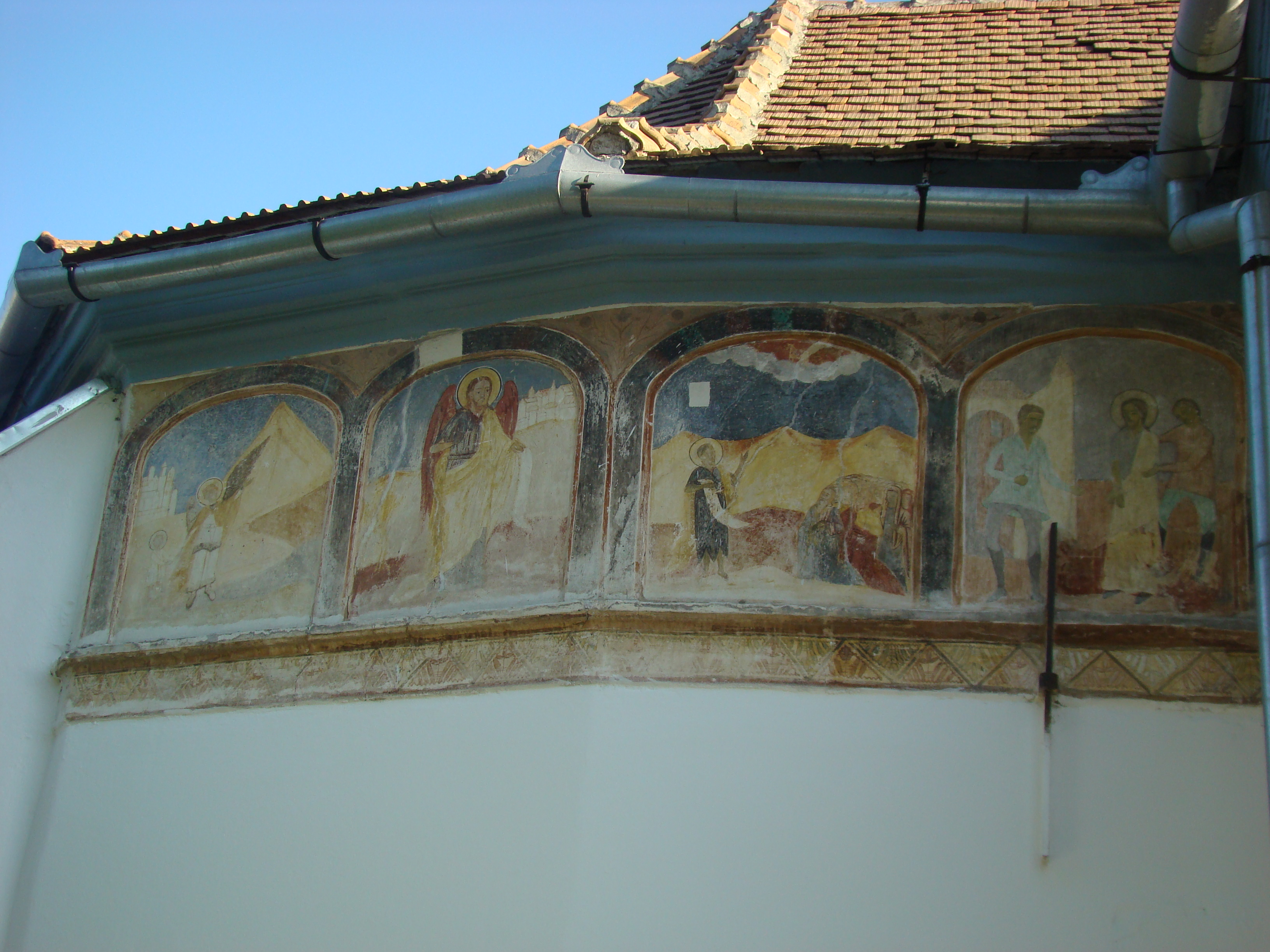
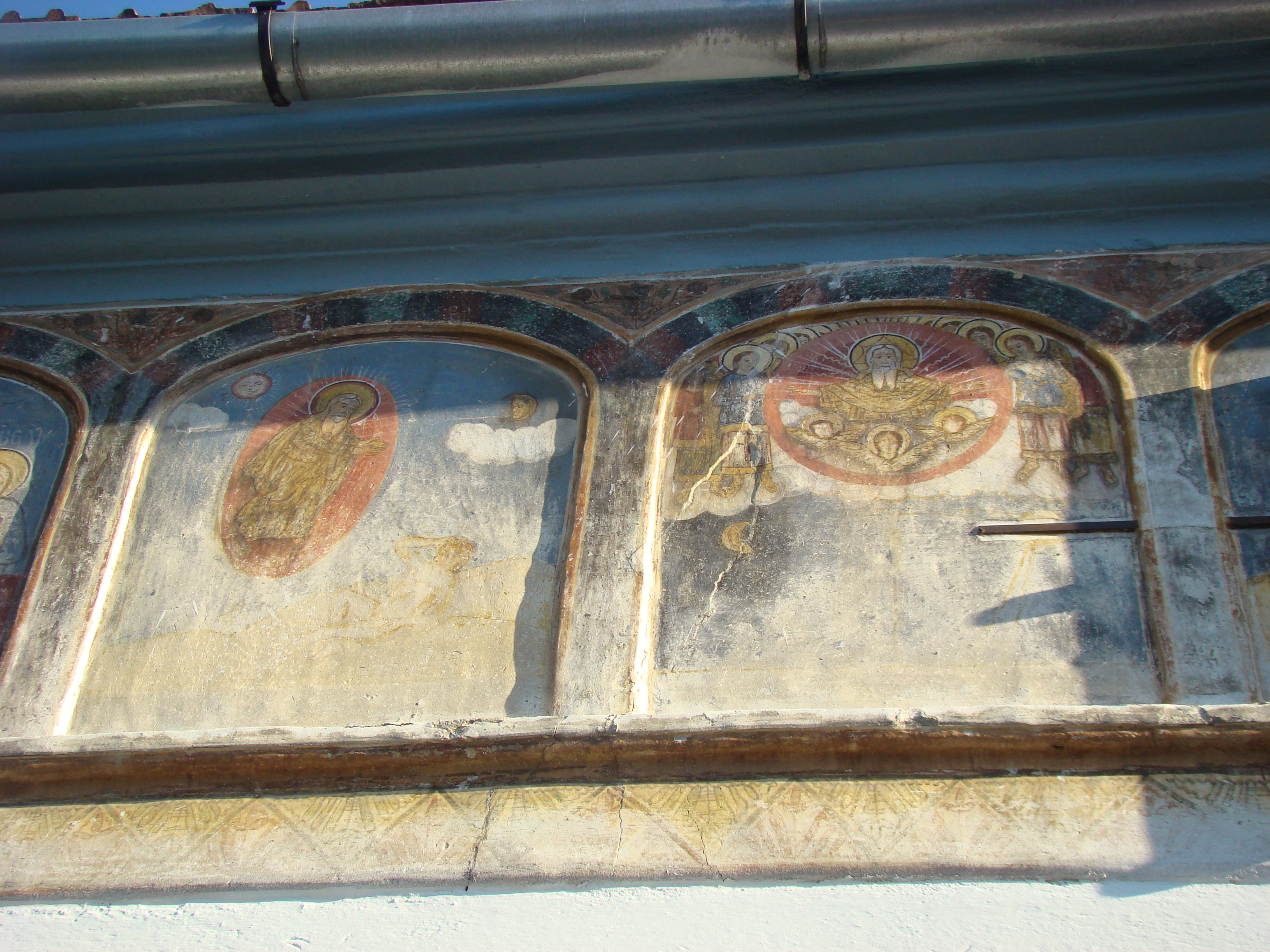
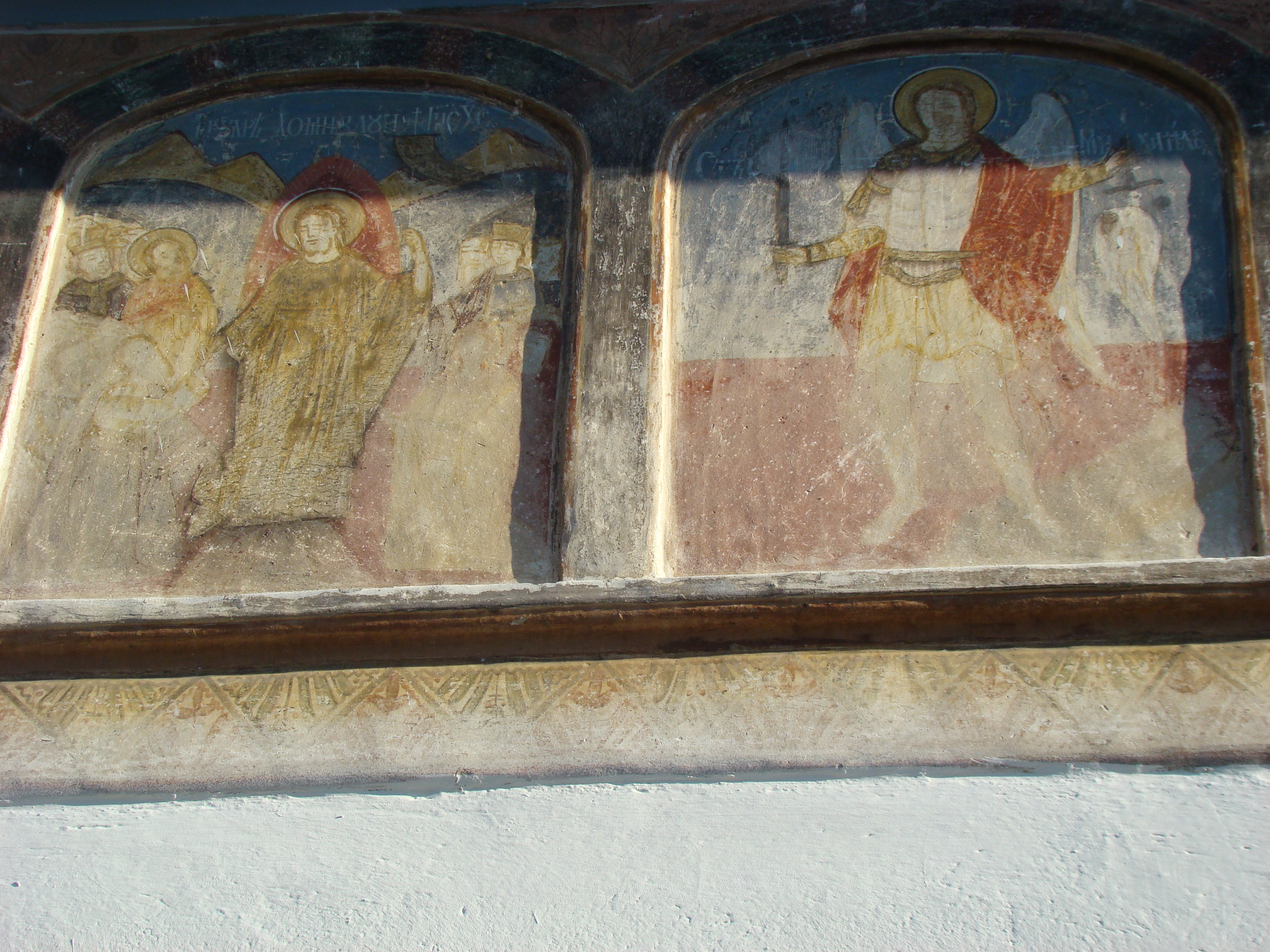
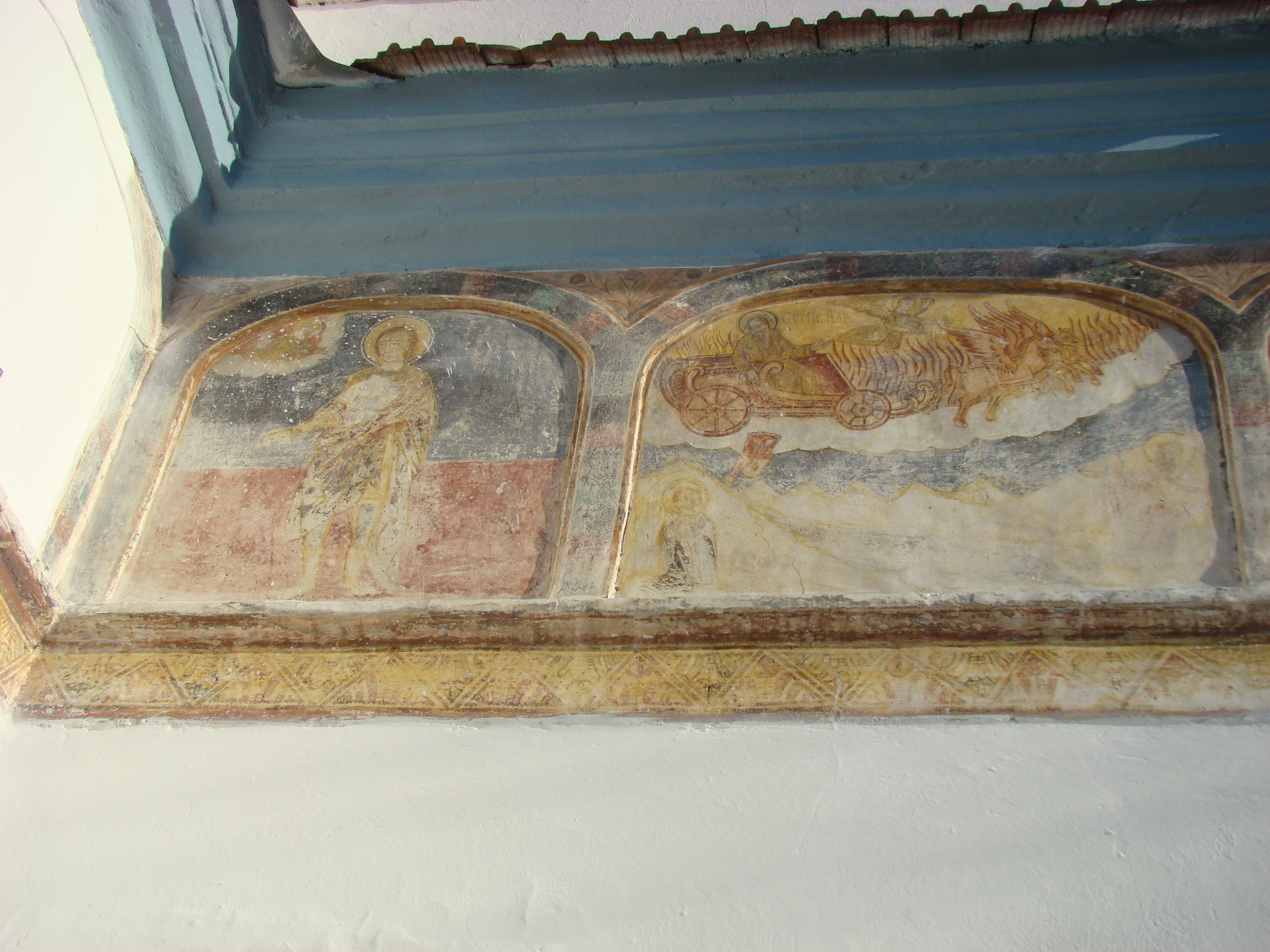

## Imagini din interior

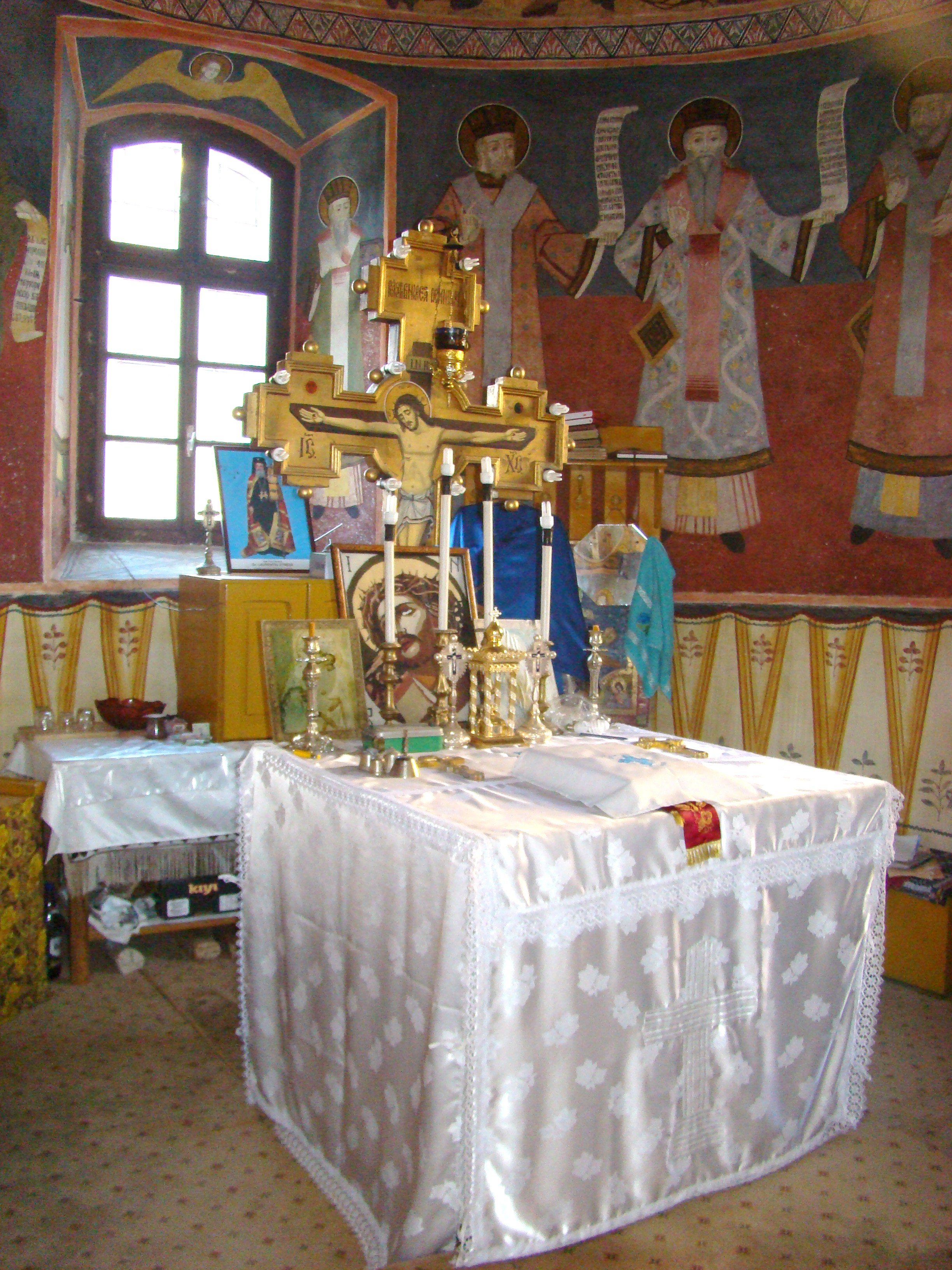
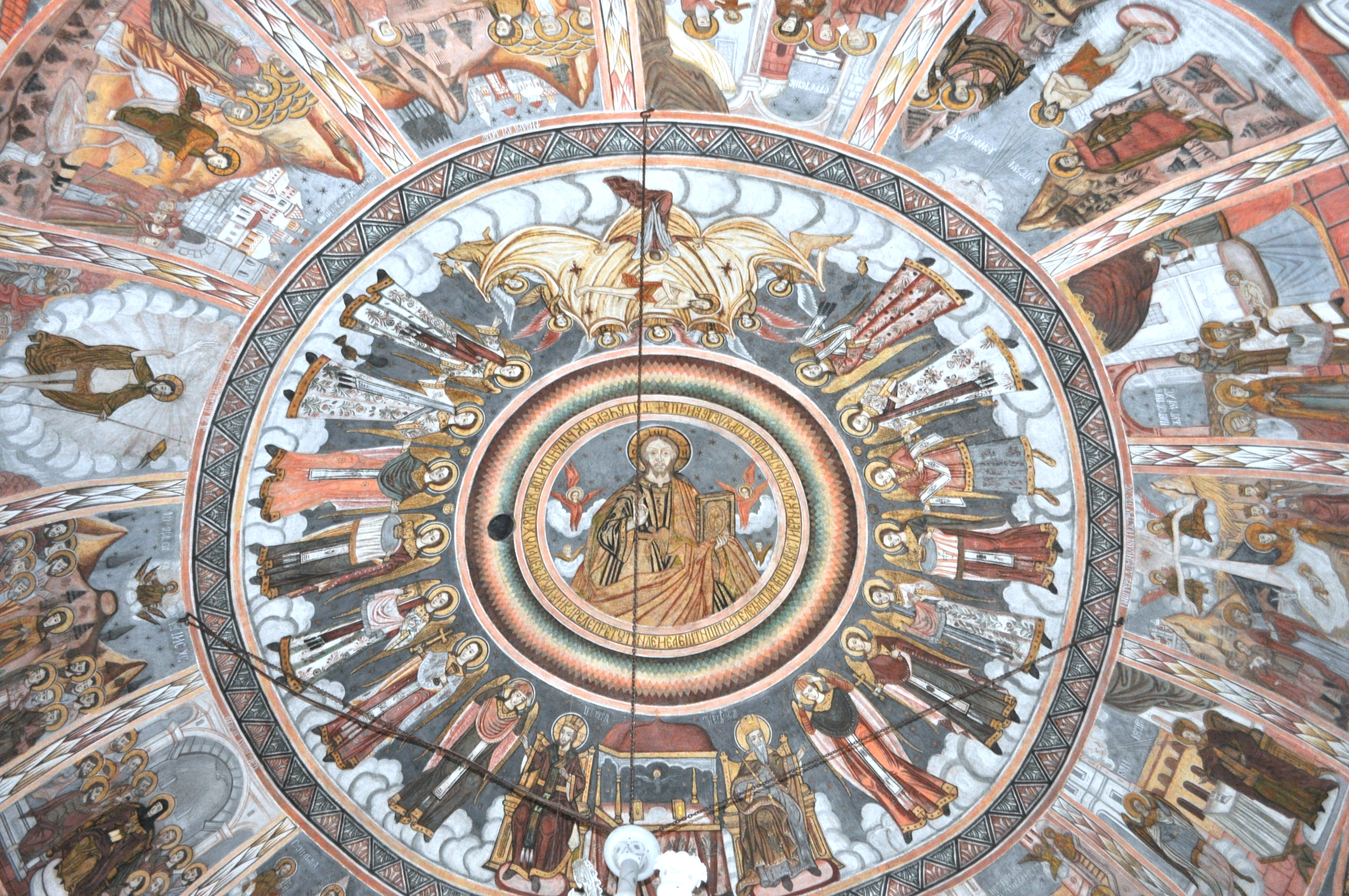
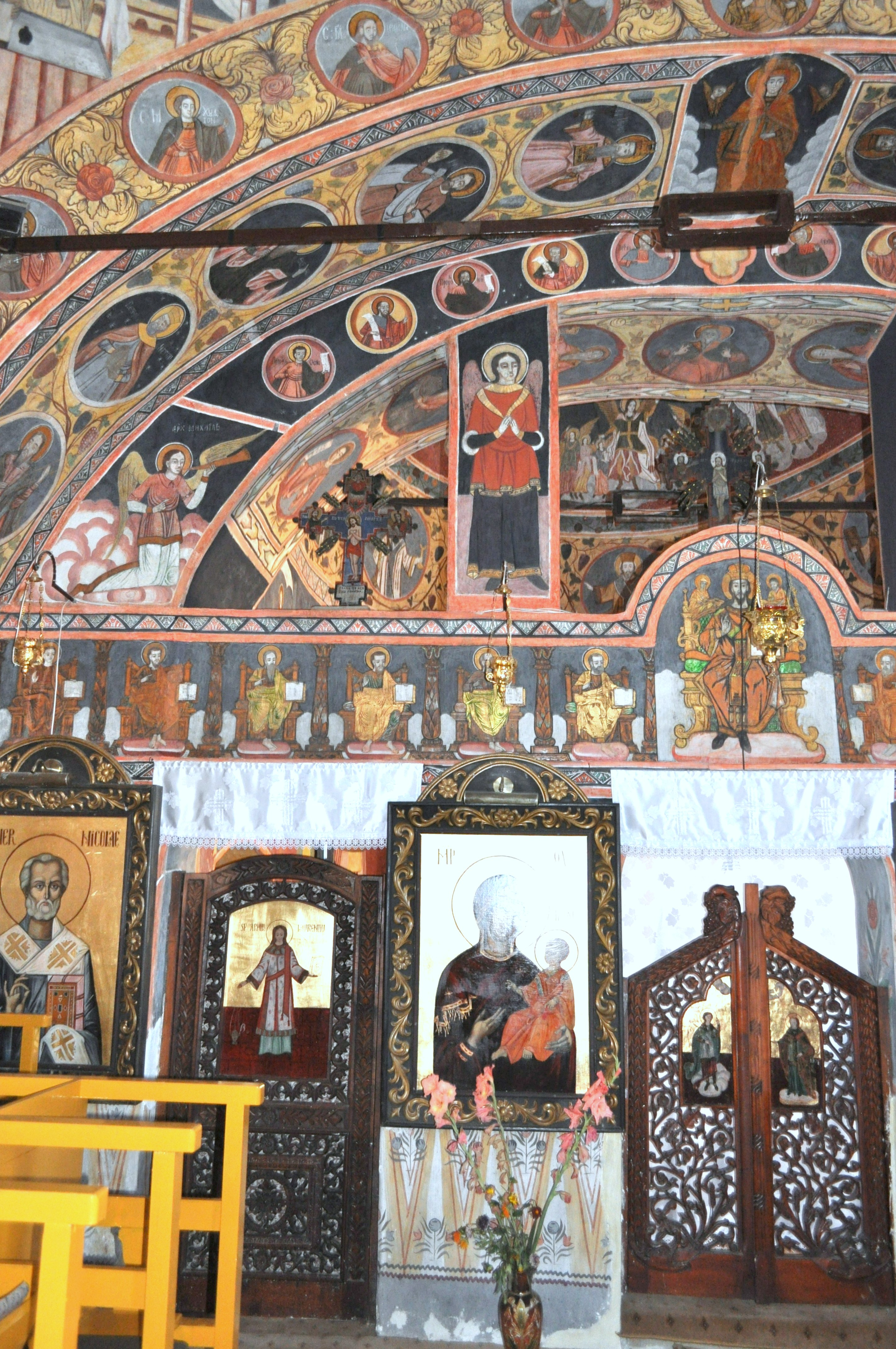
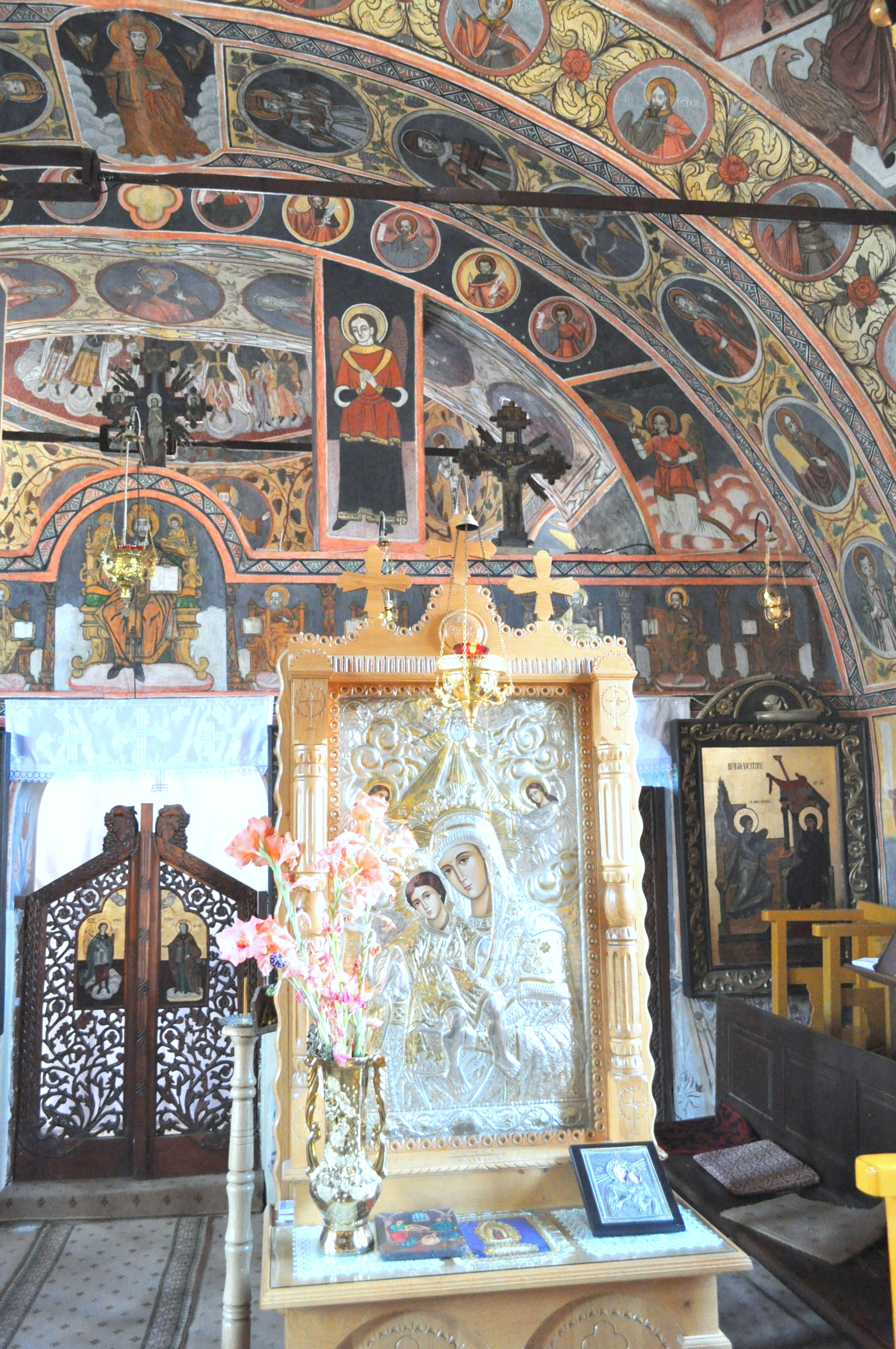
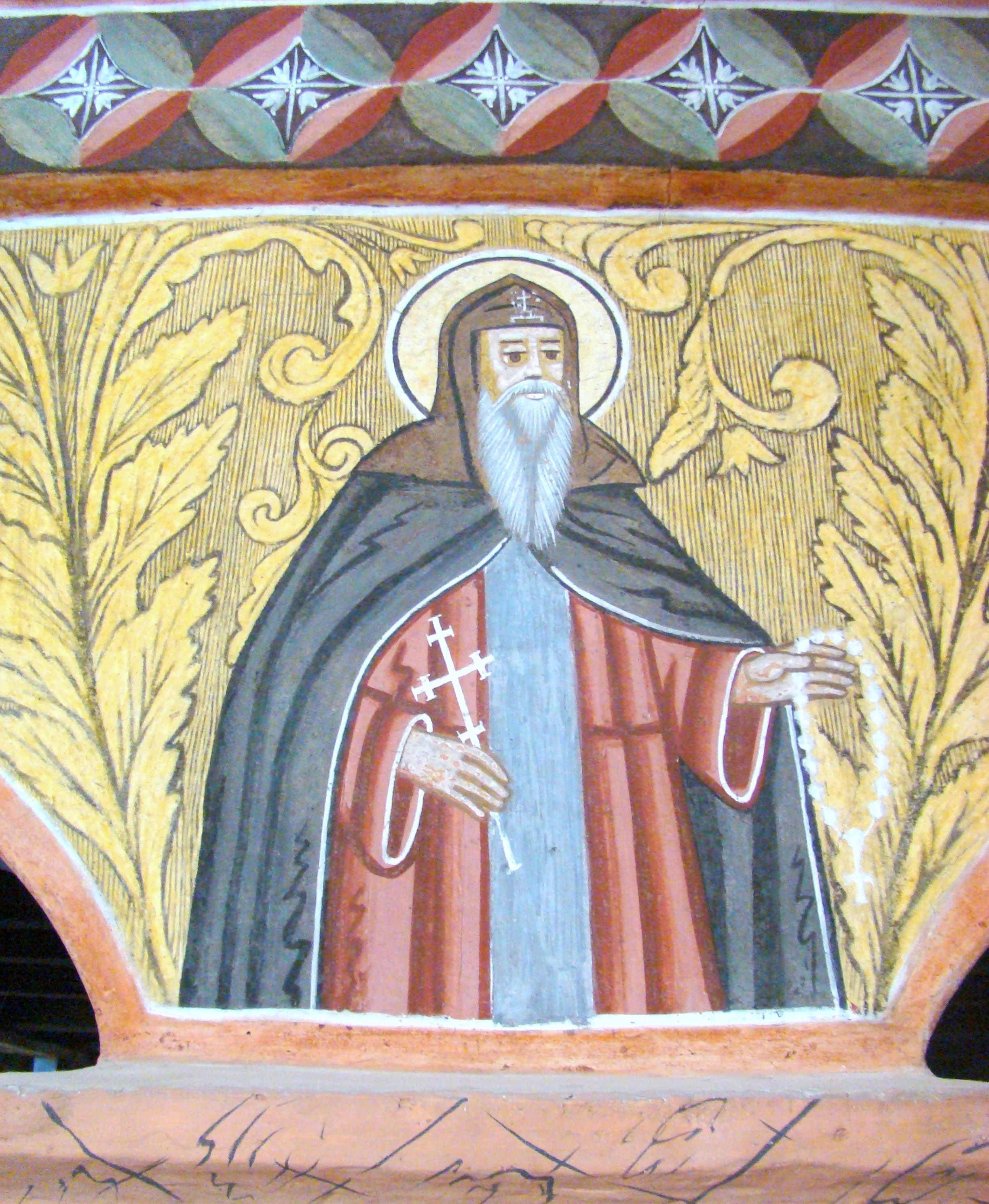
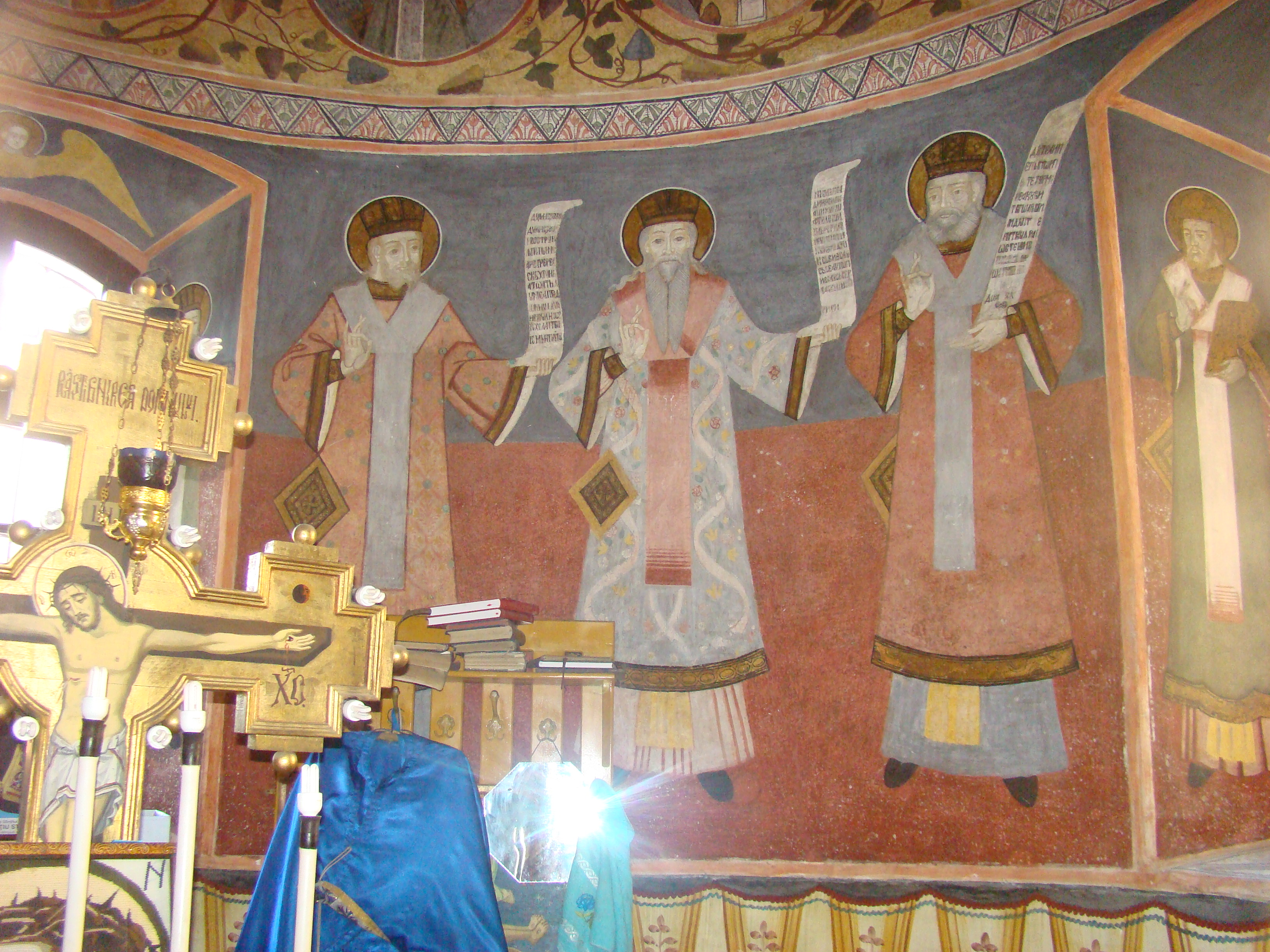
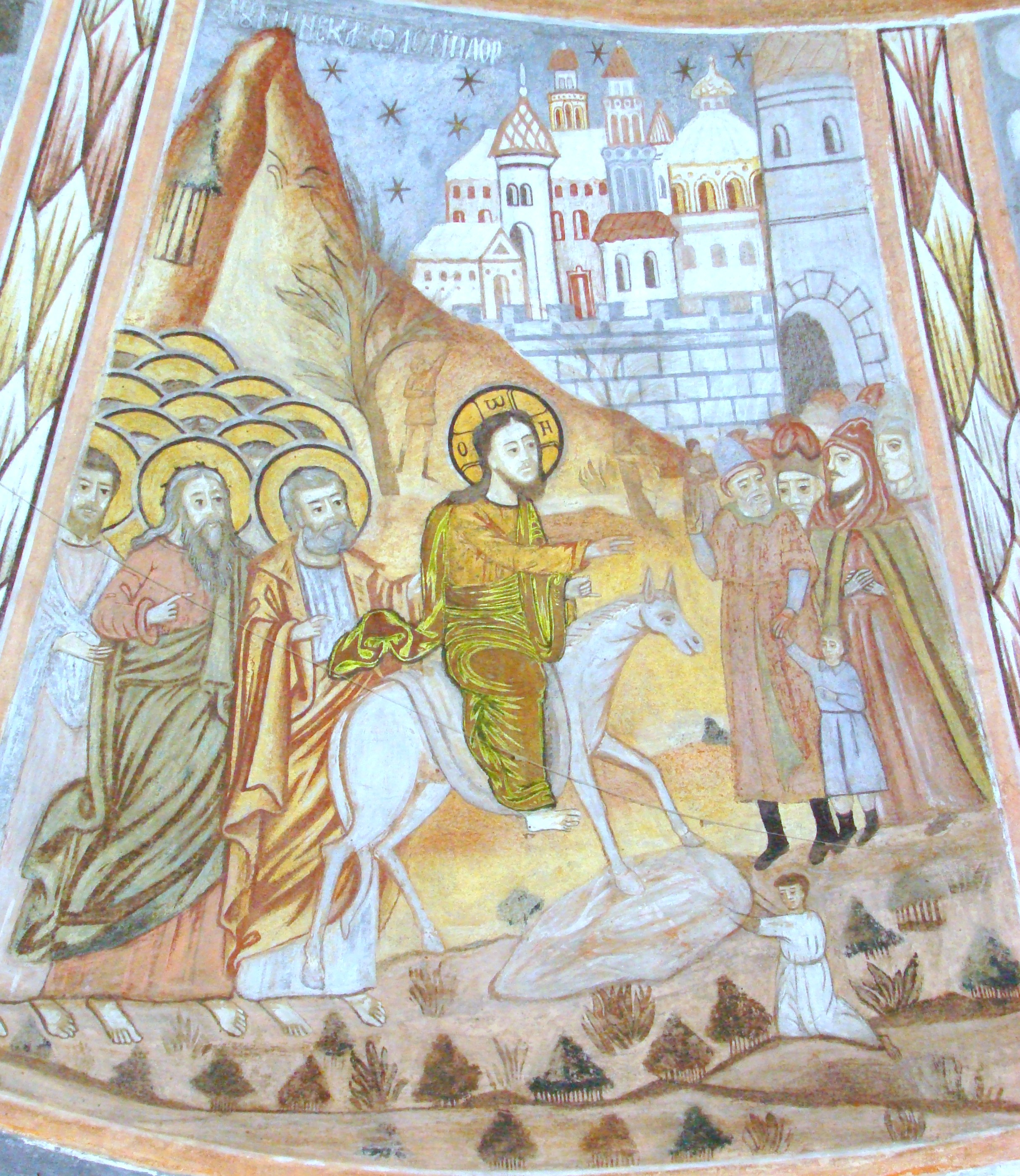
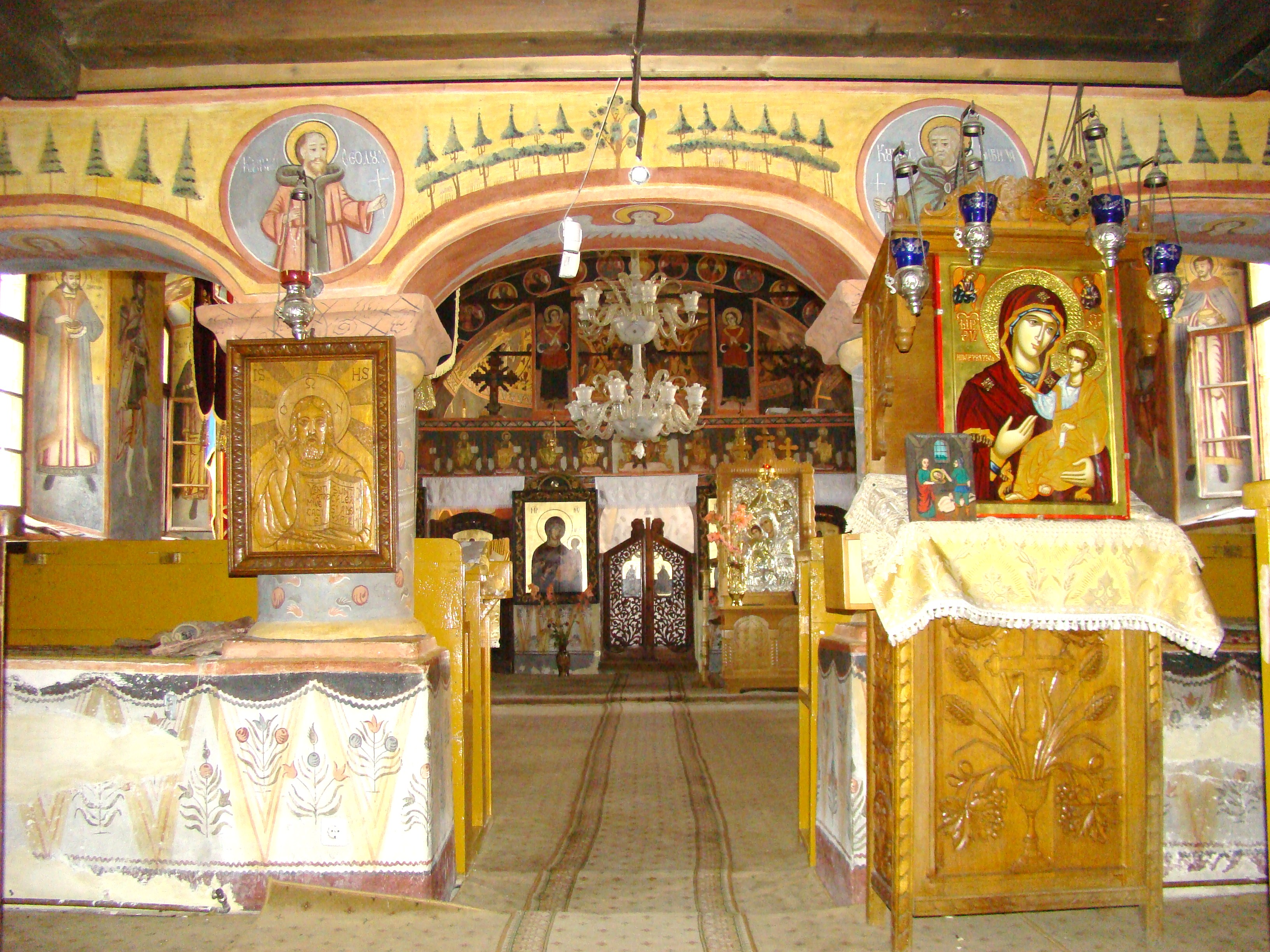
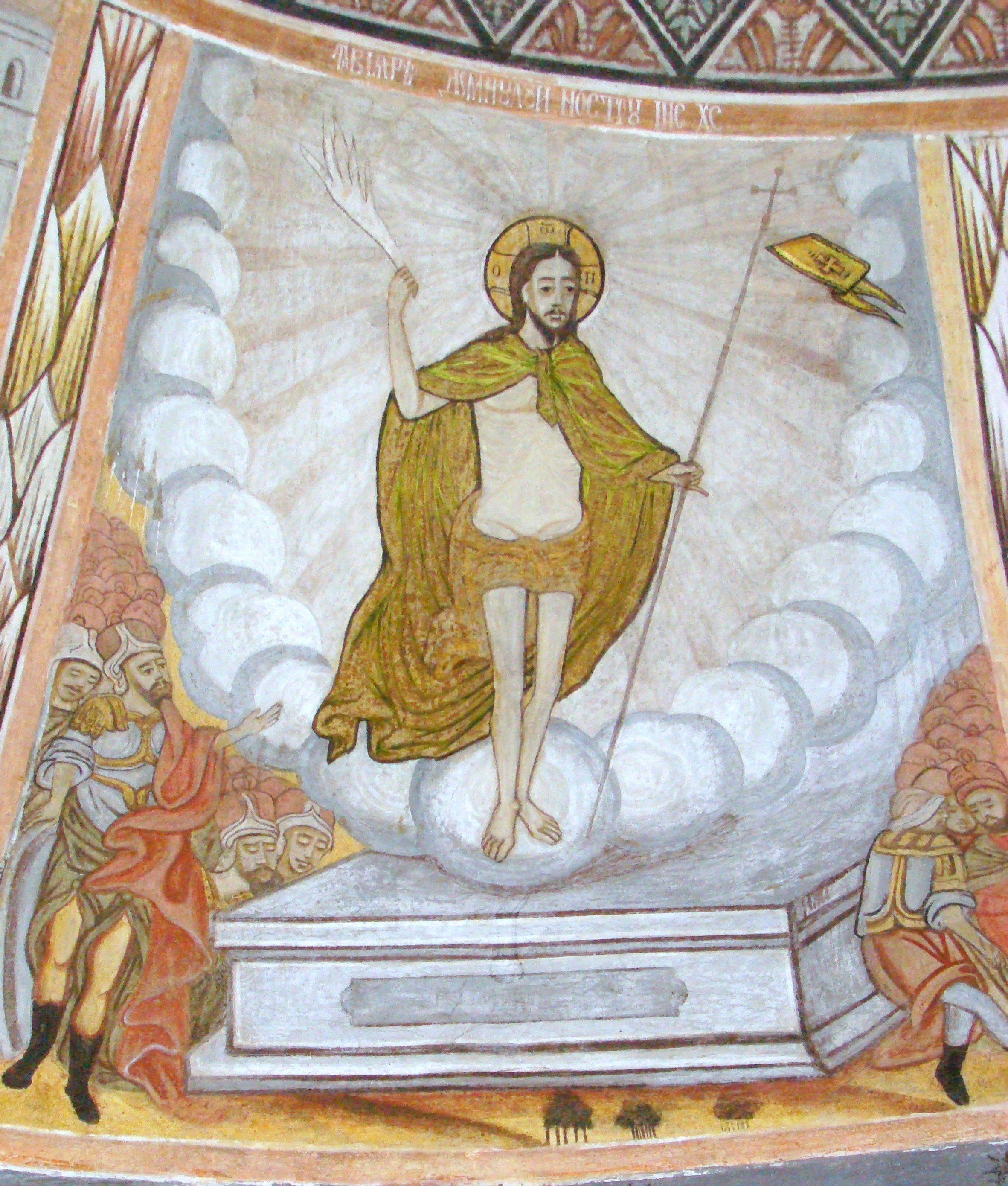
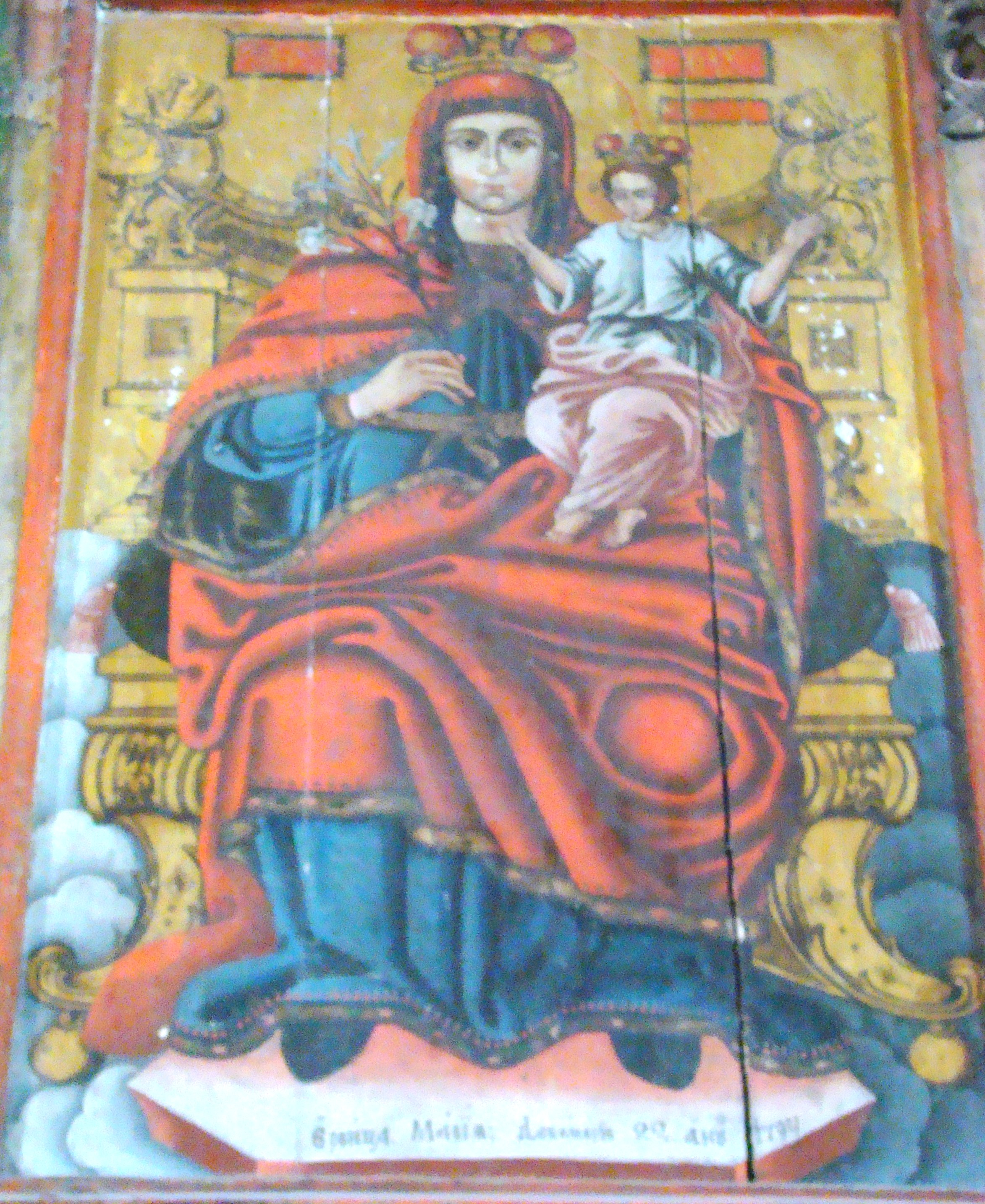
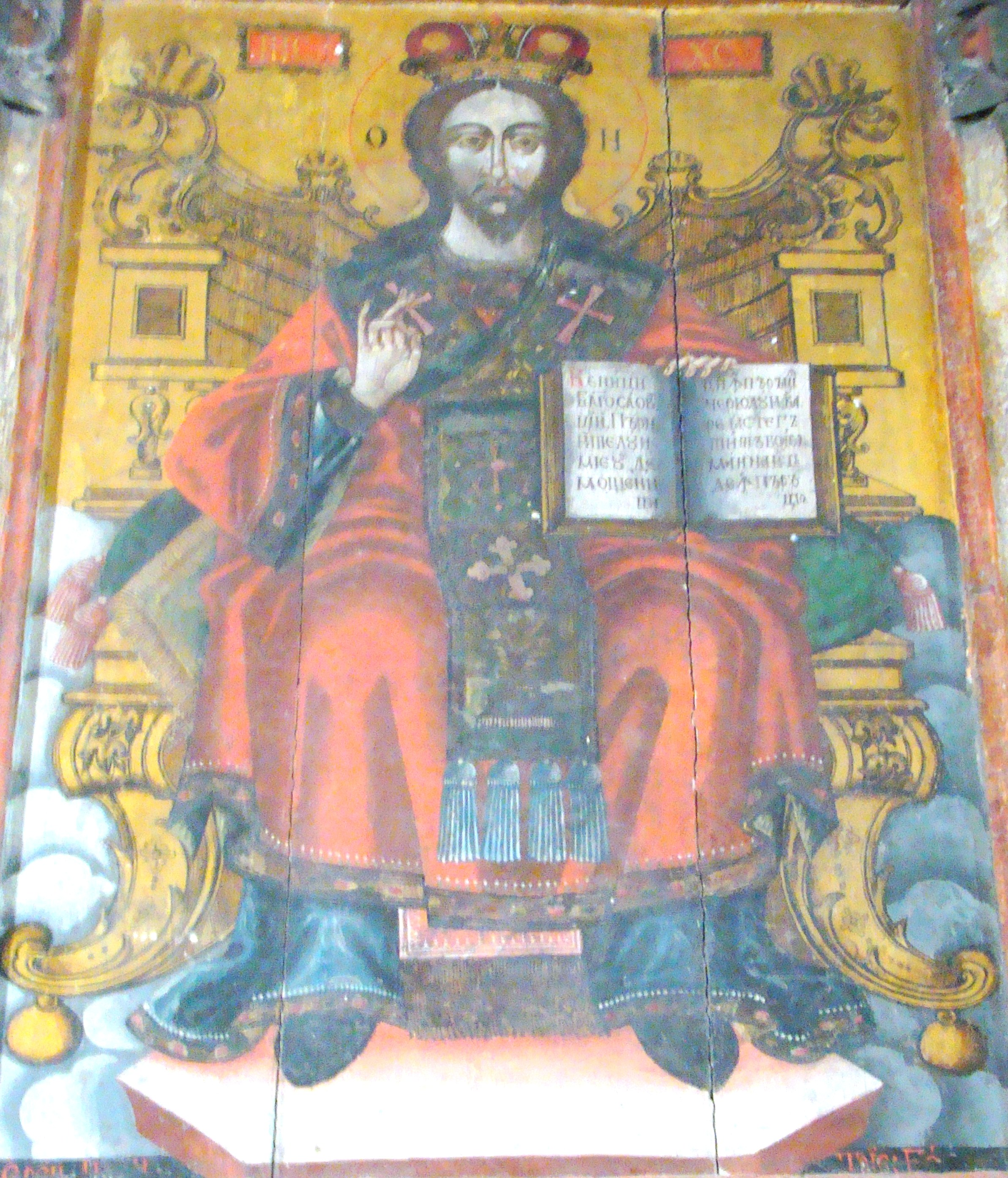
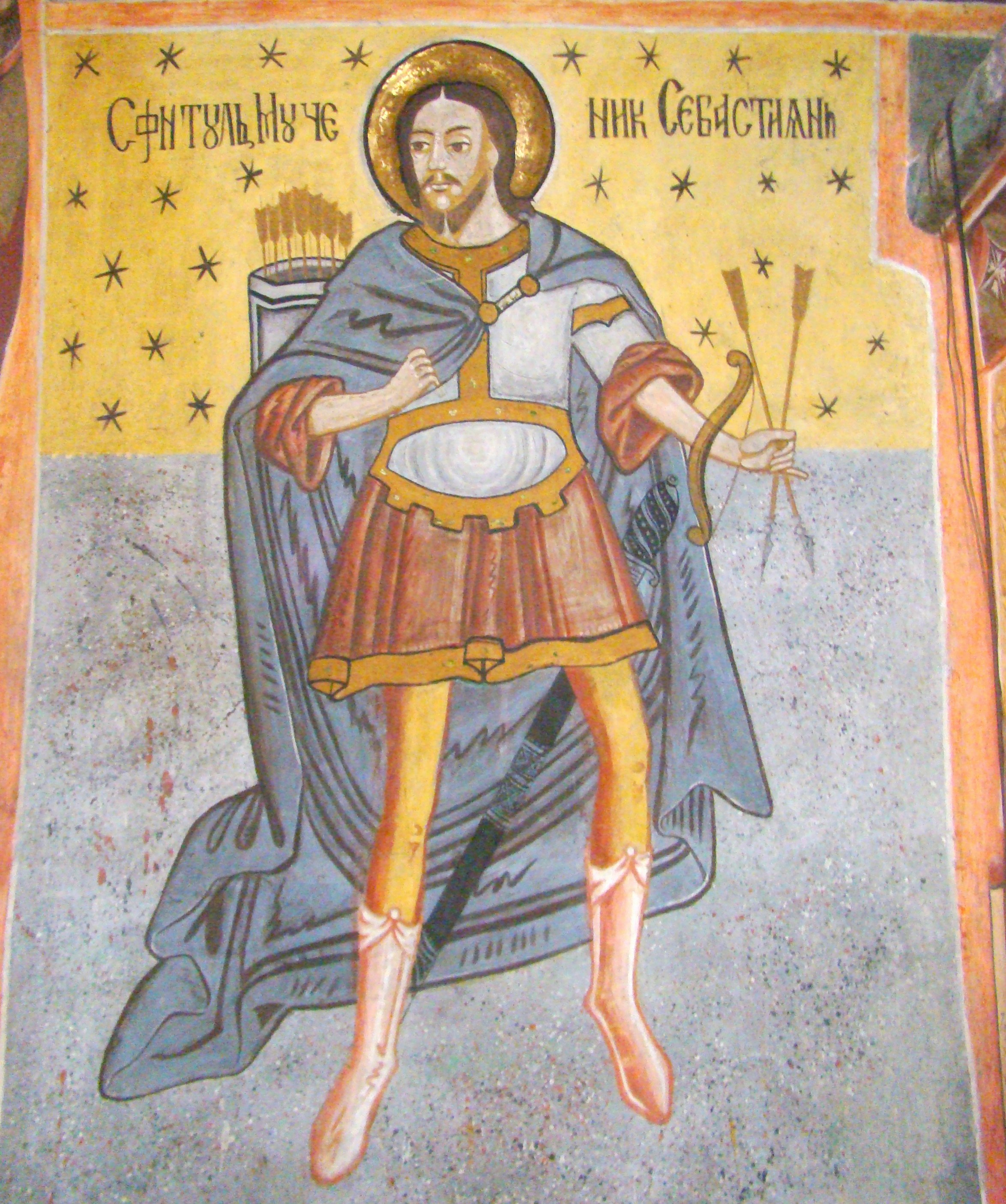
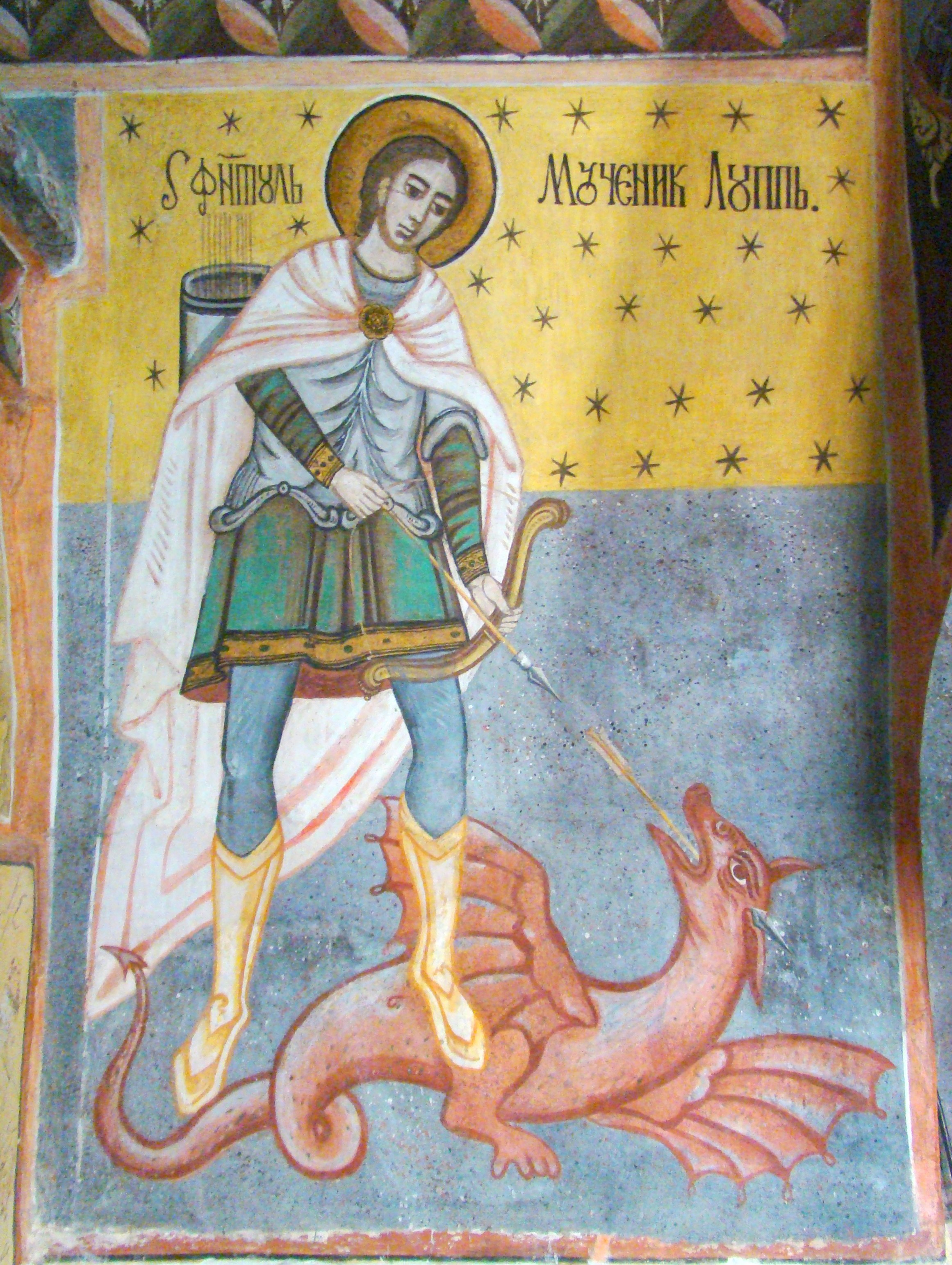
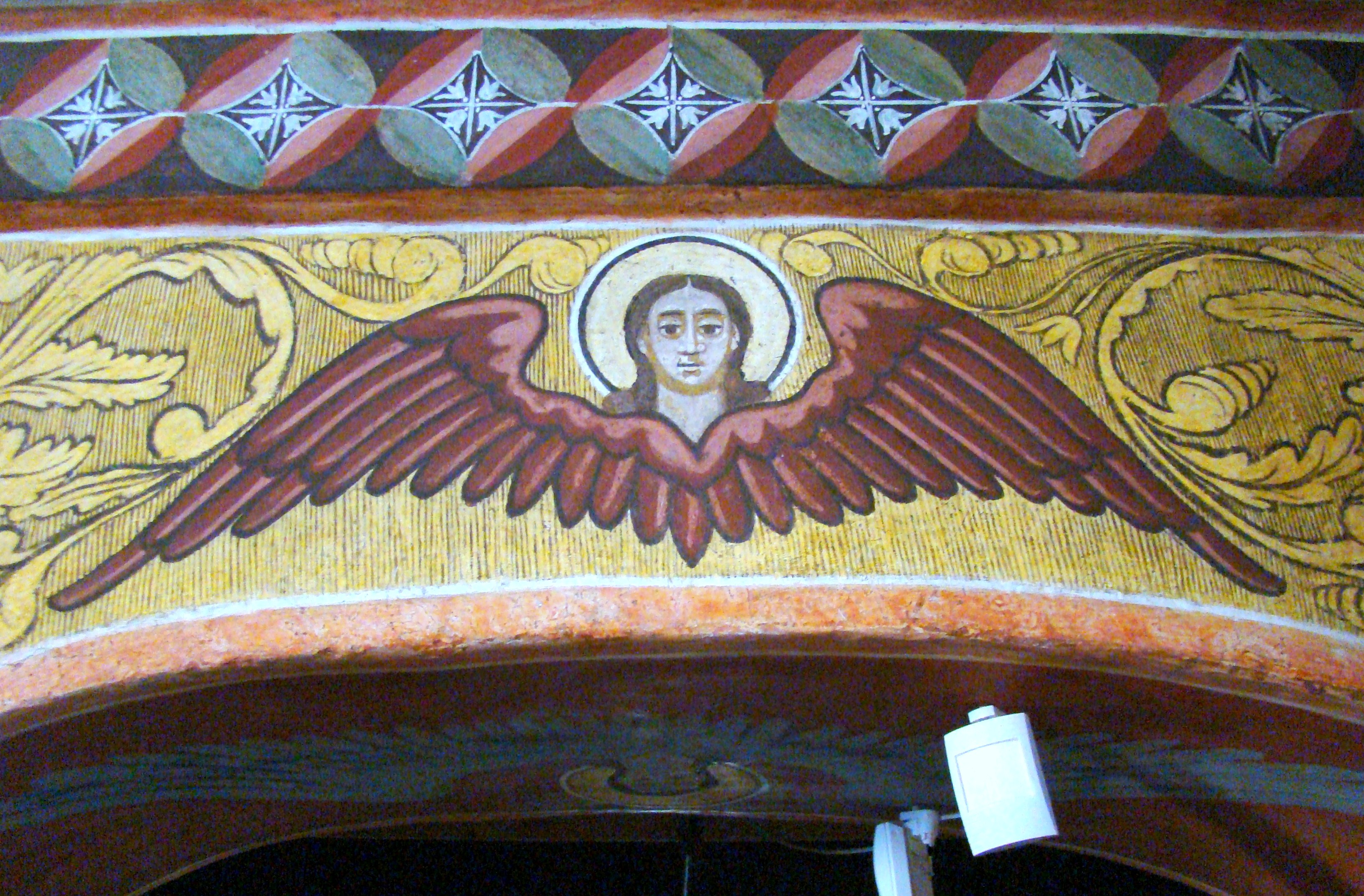
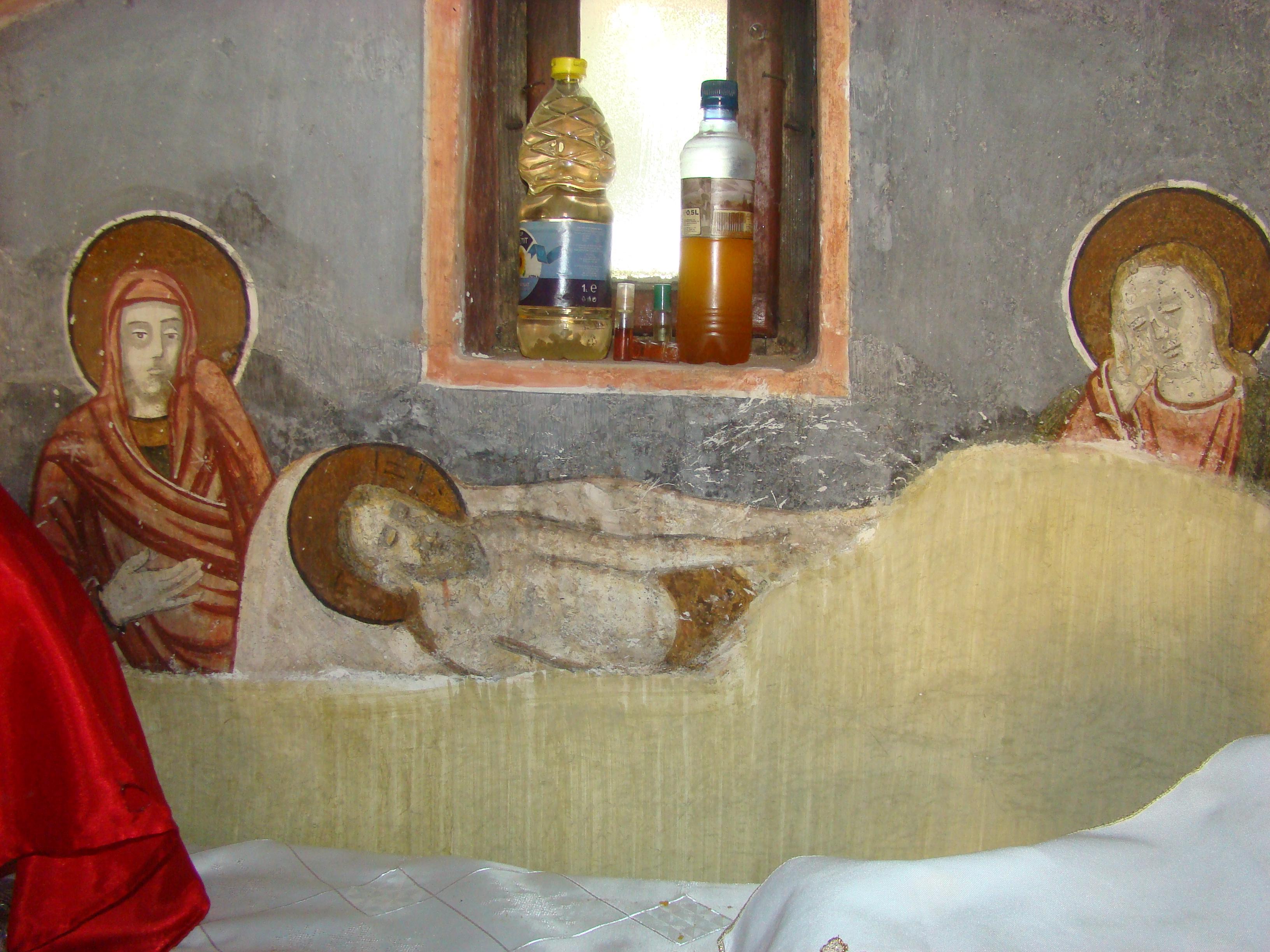
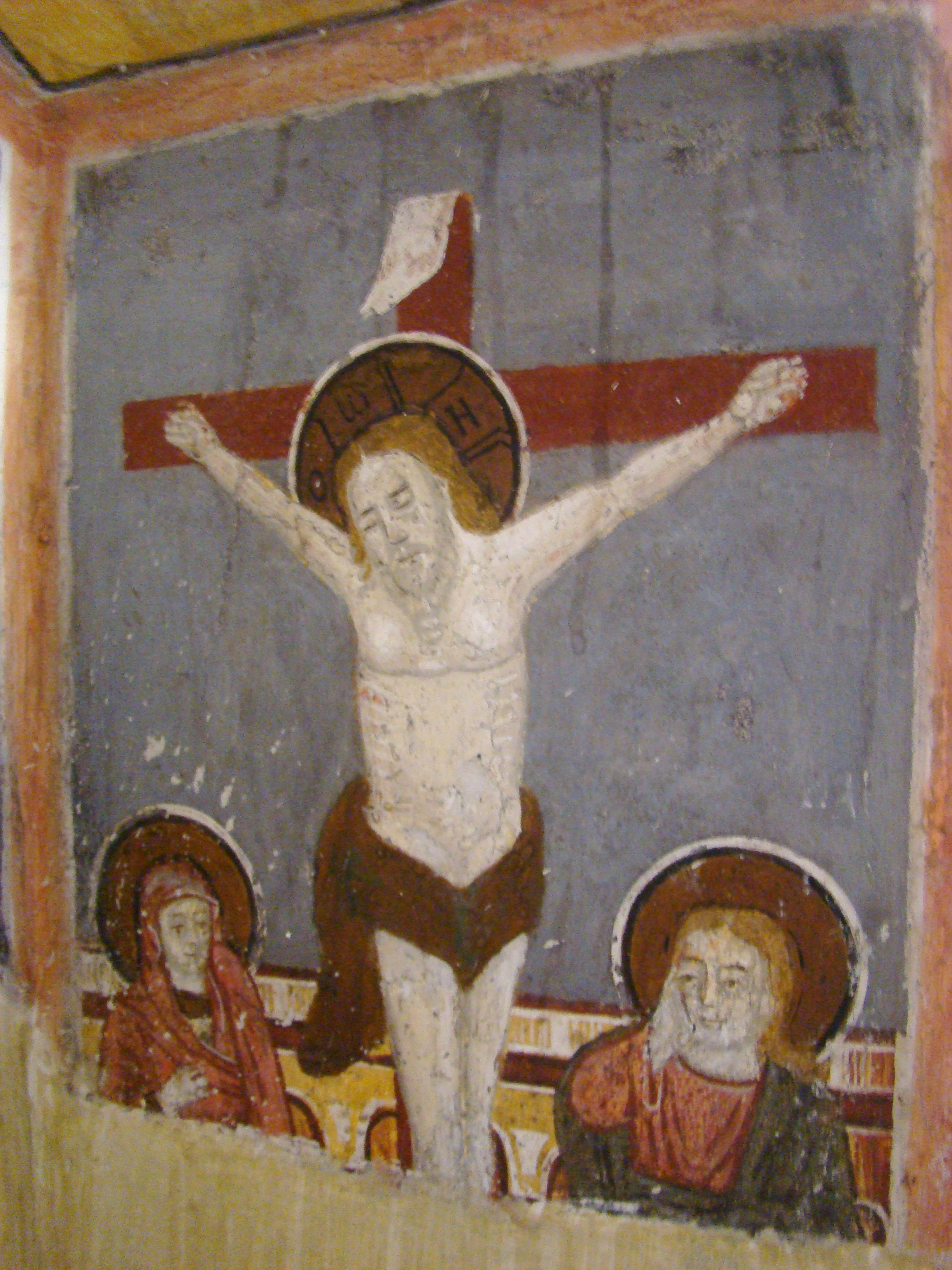
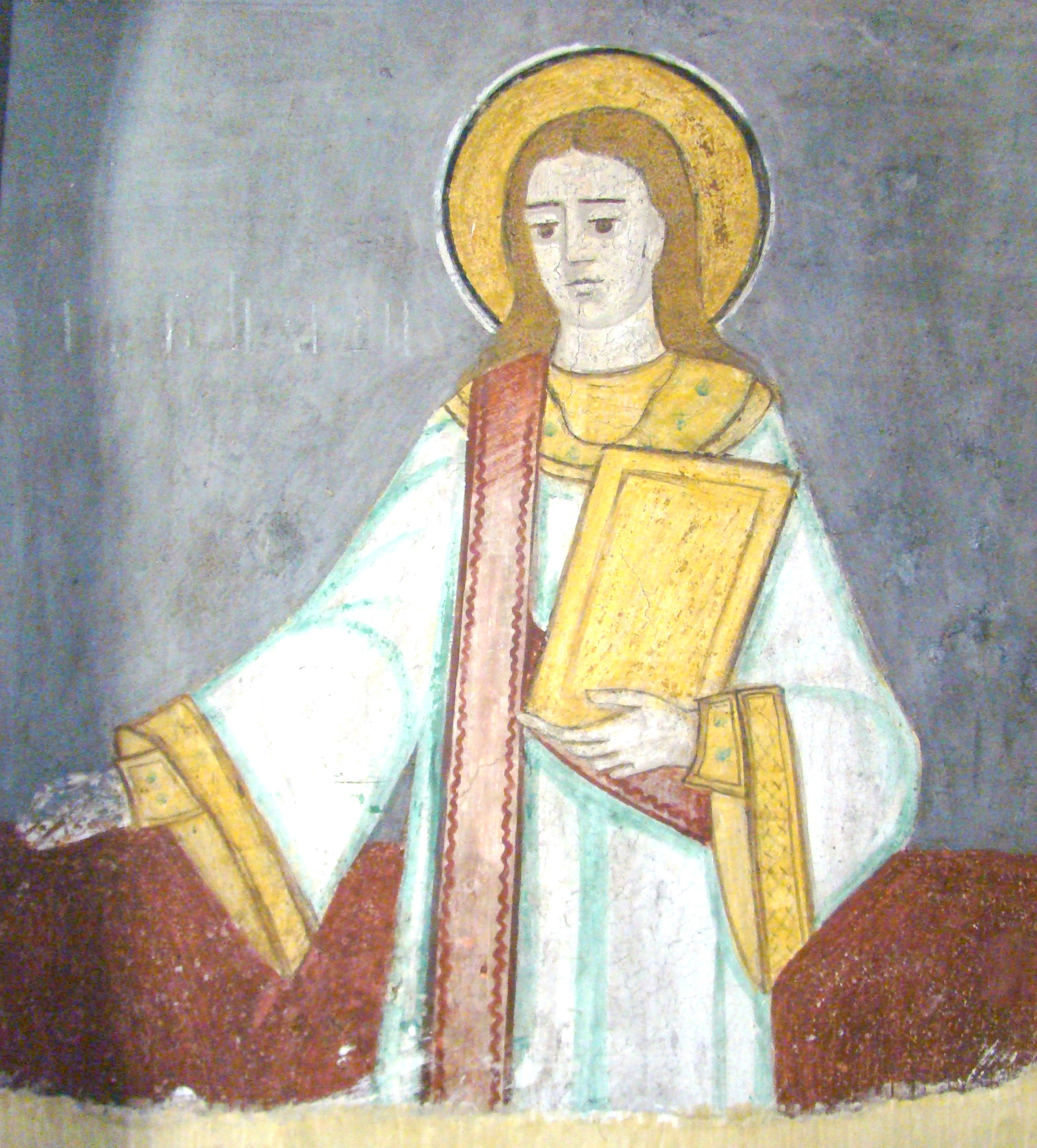
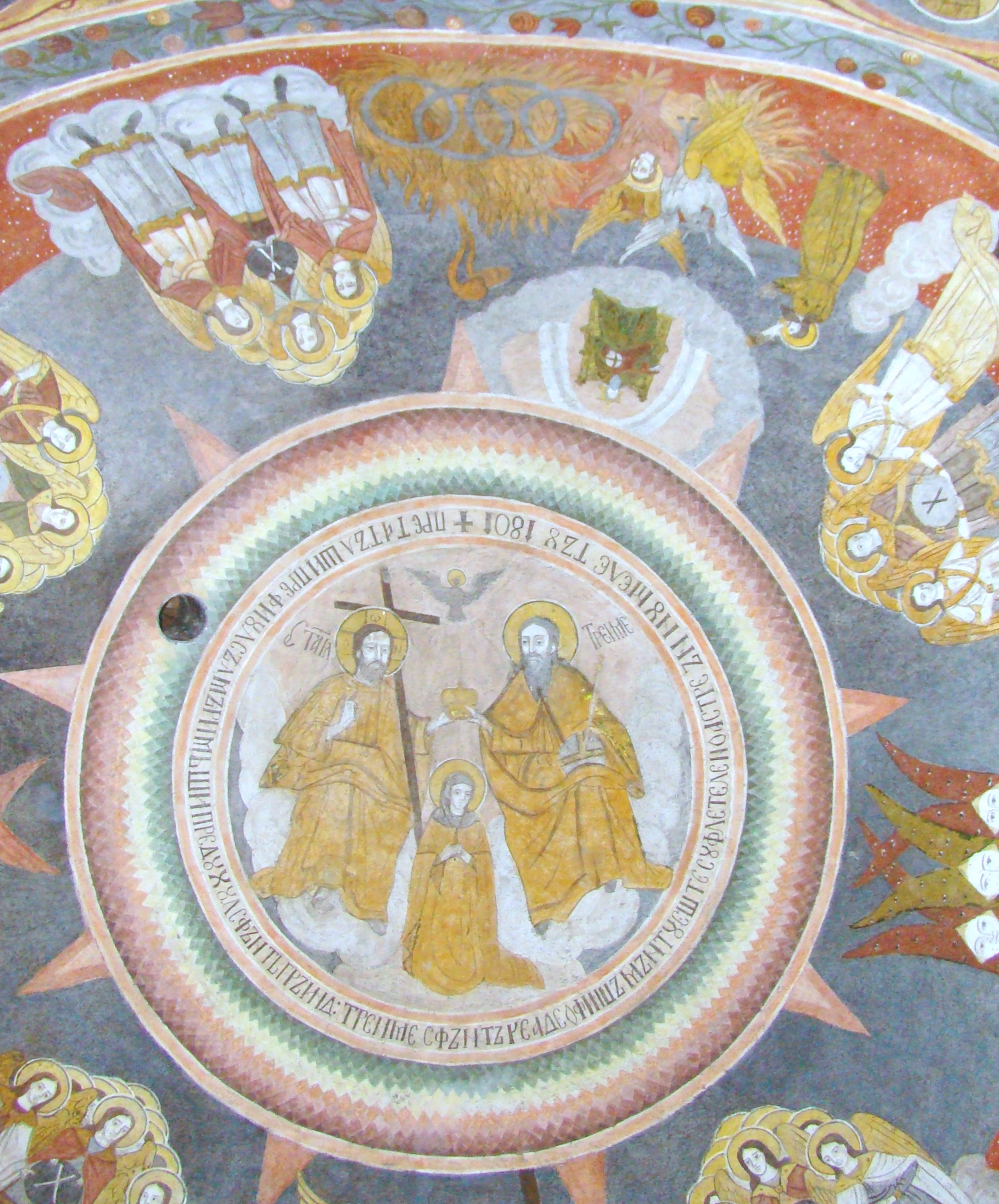
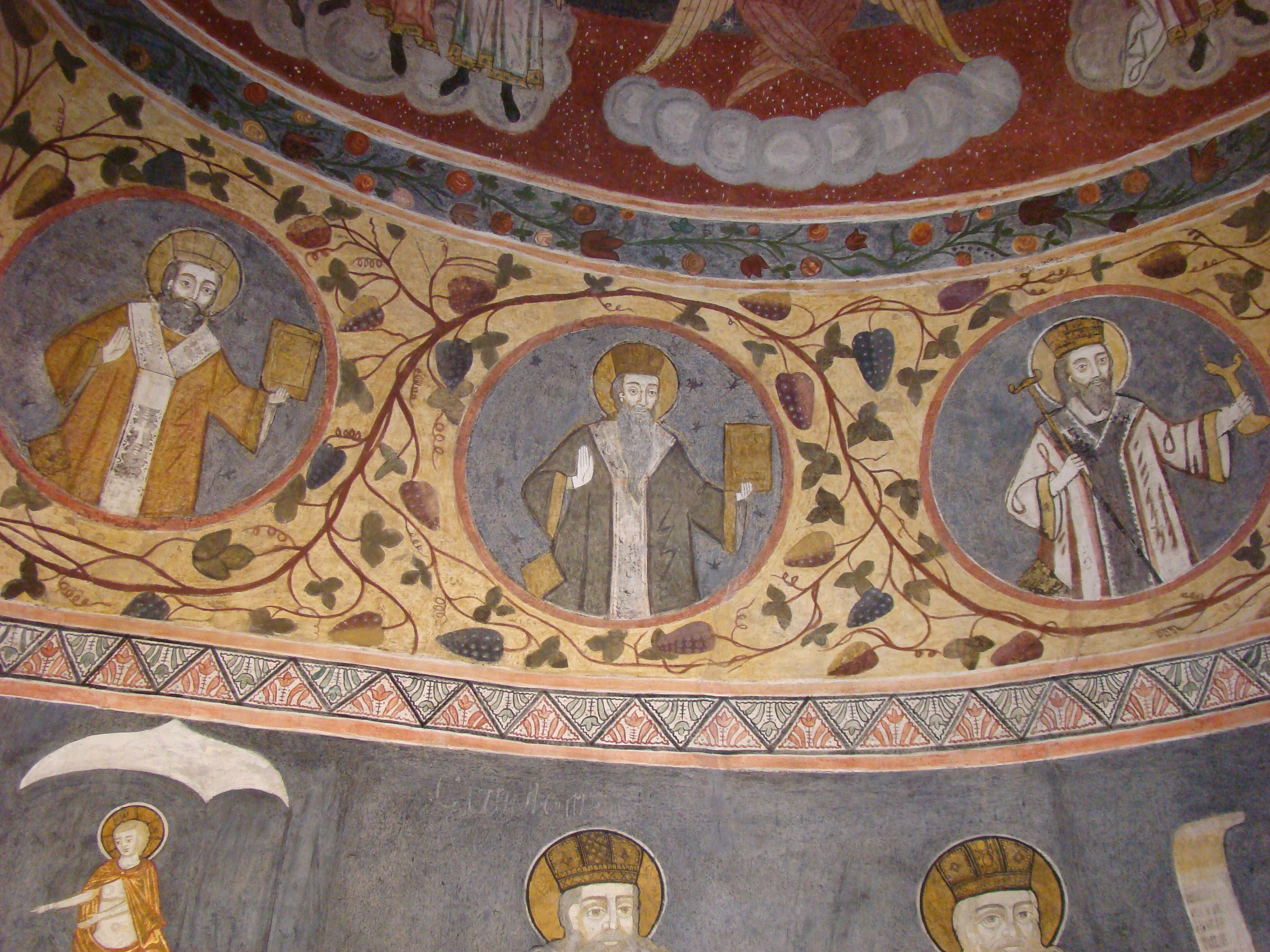
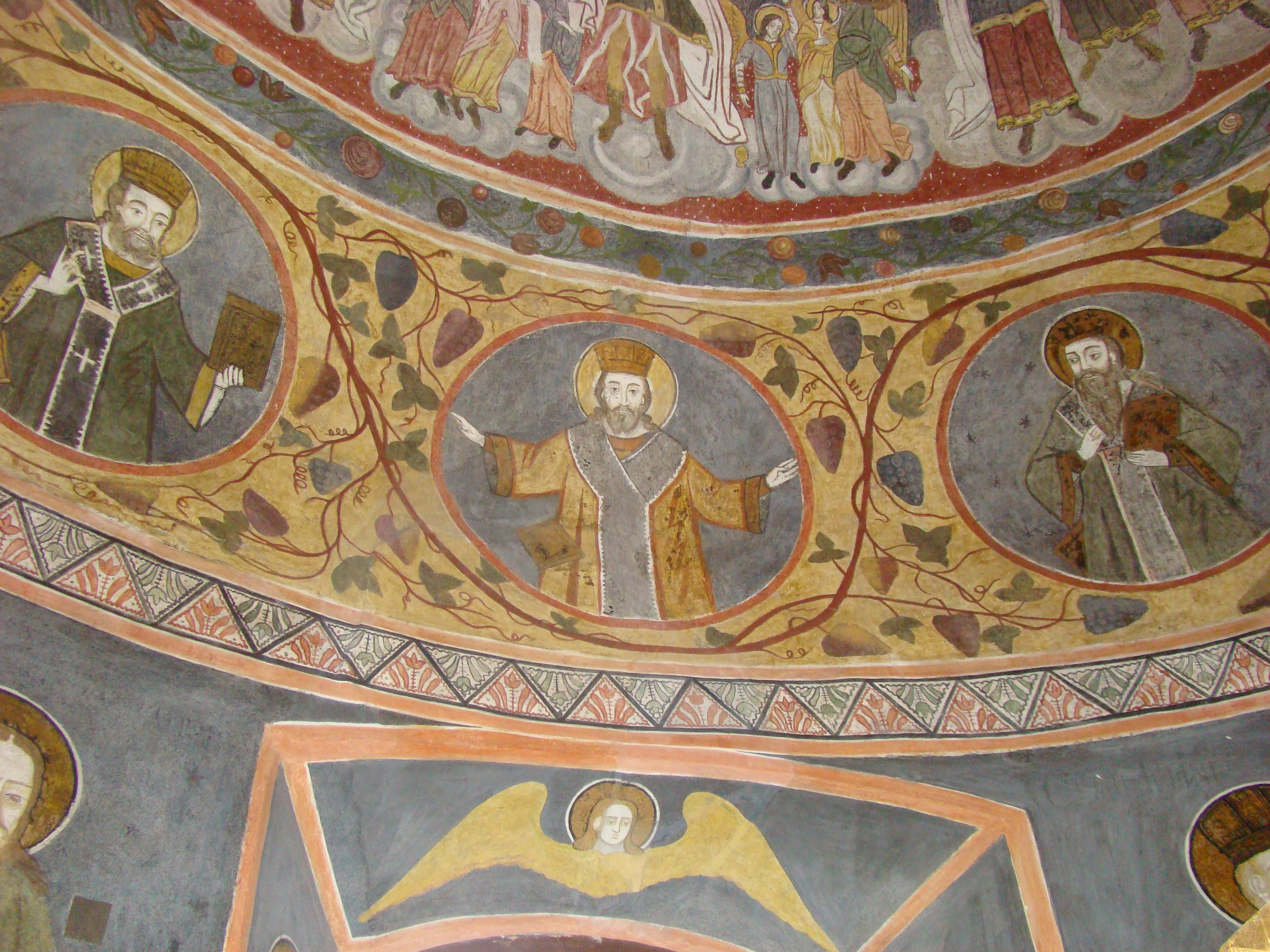
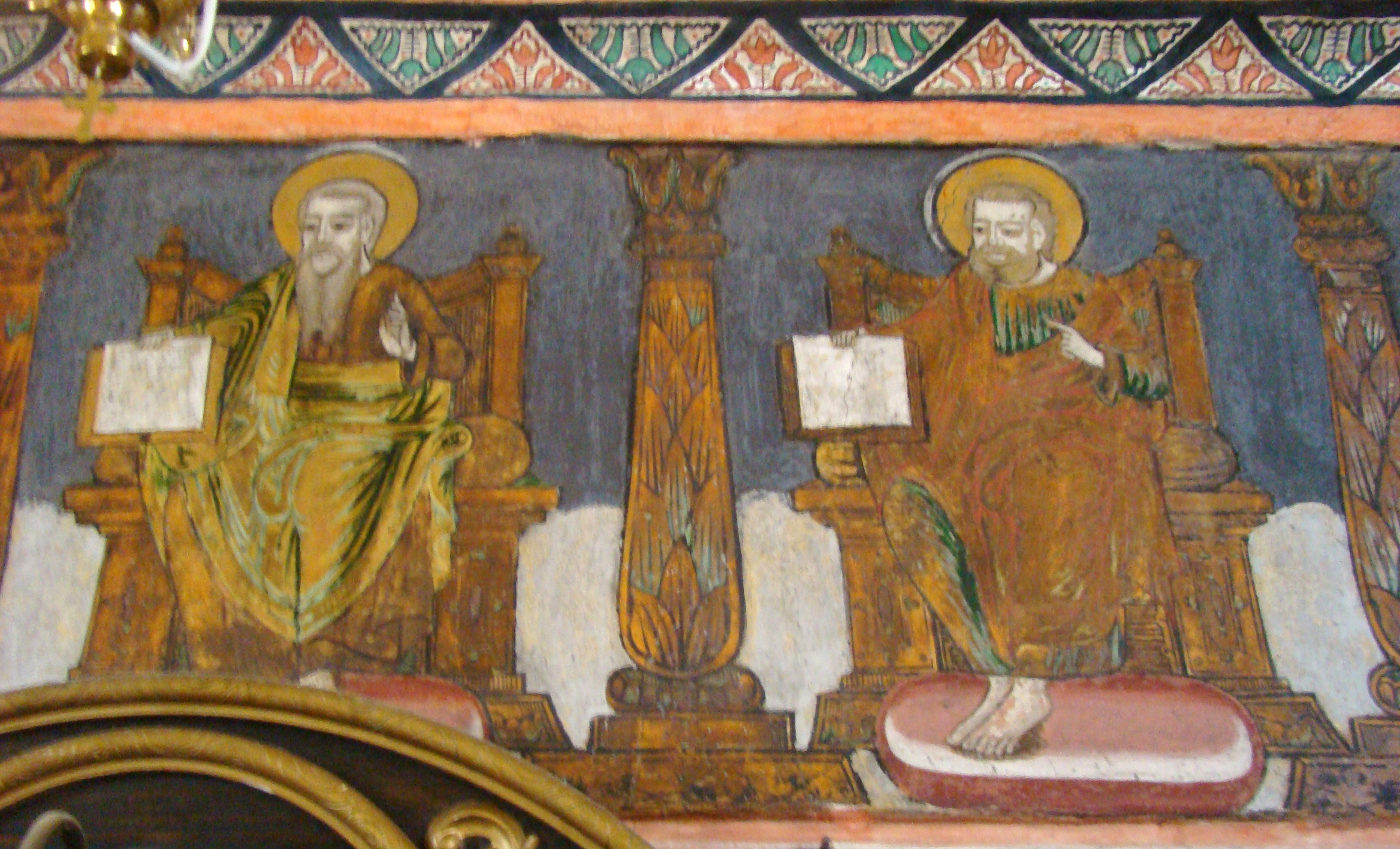
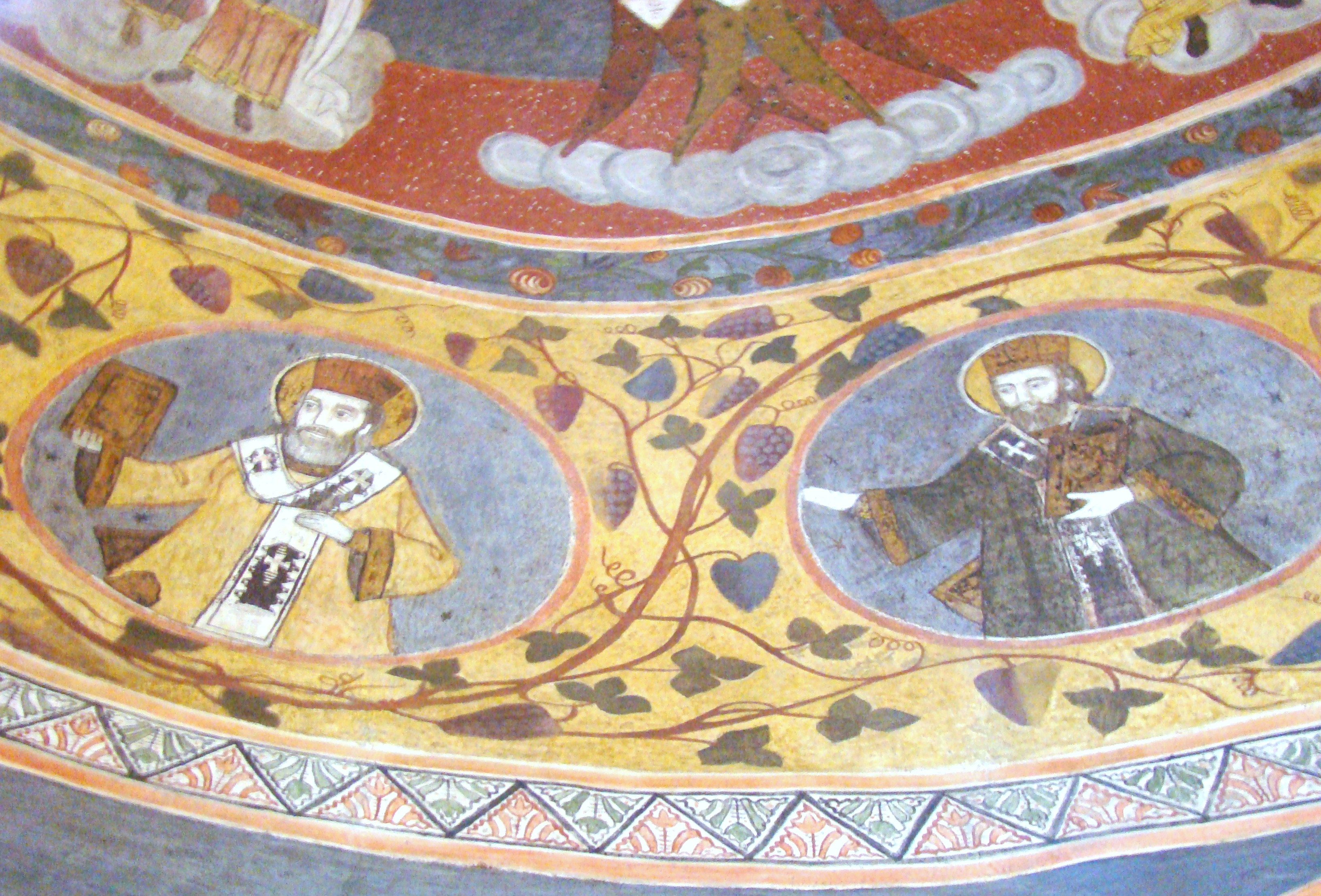
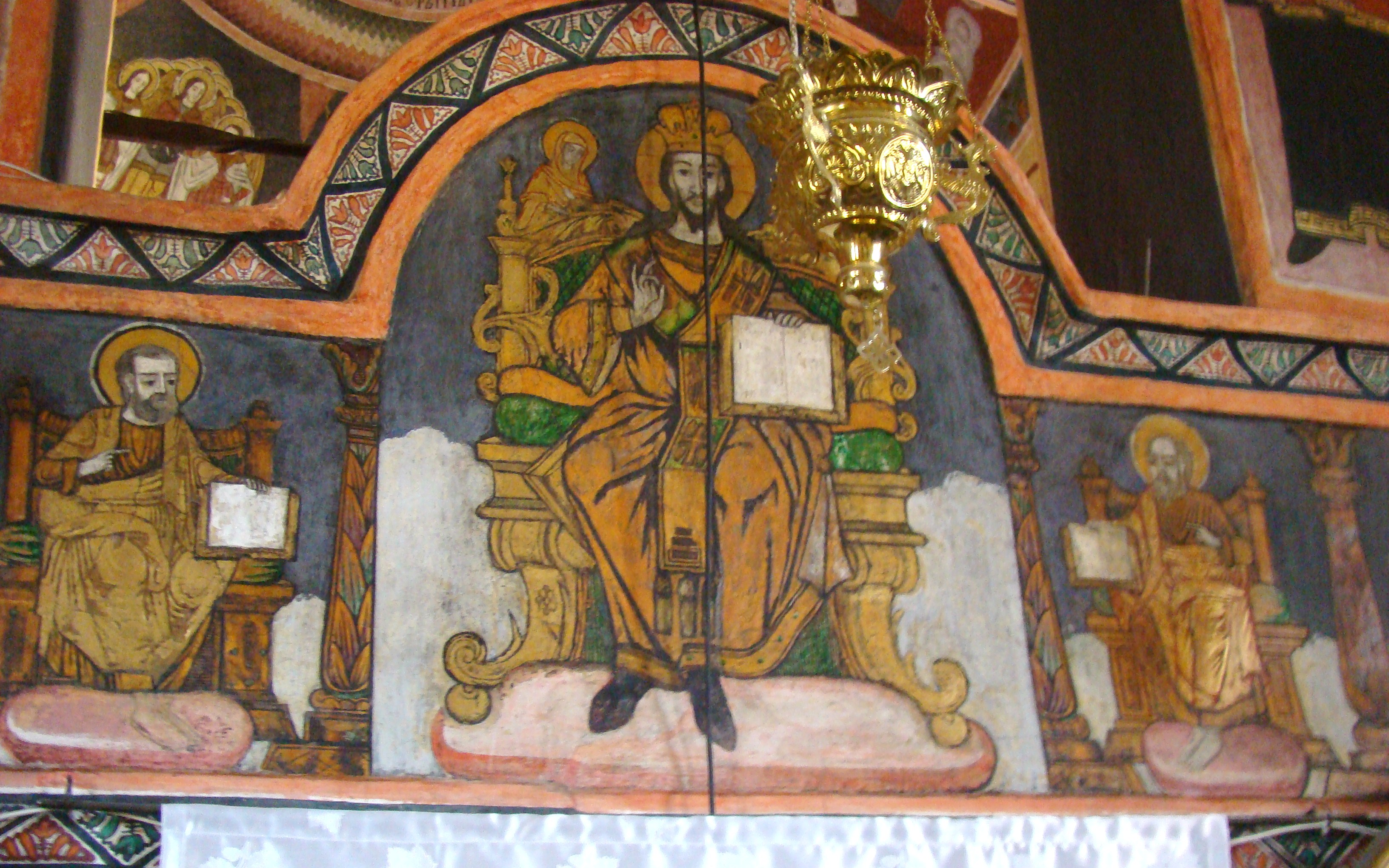
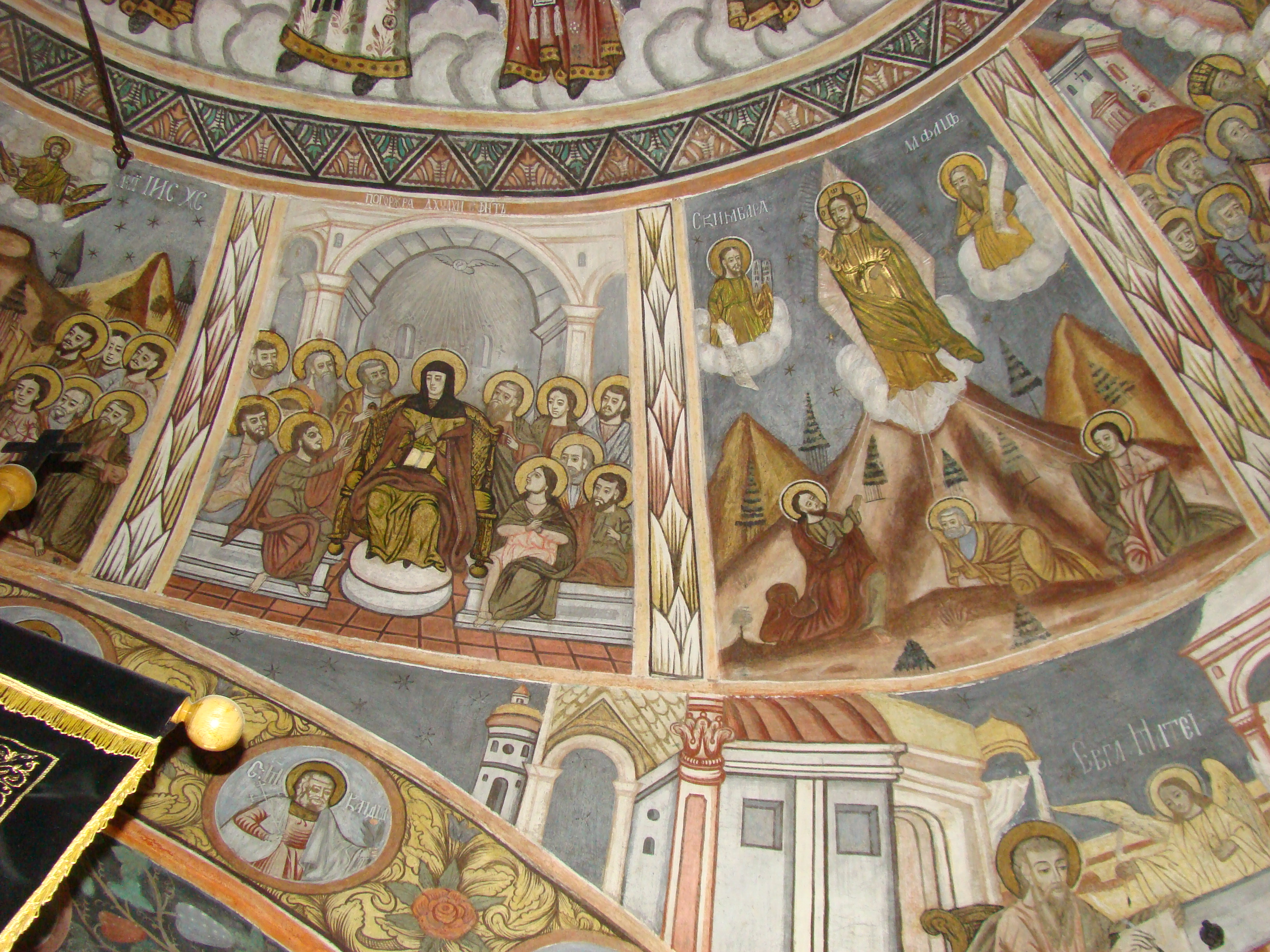
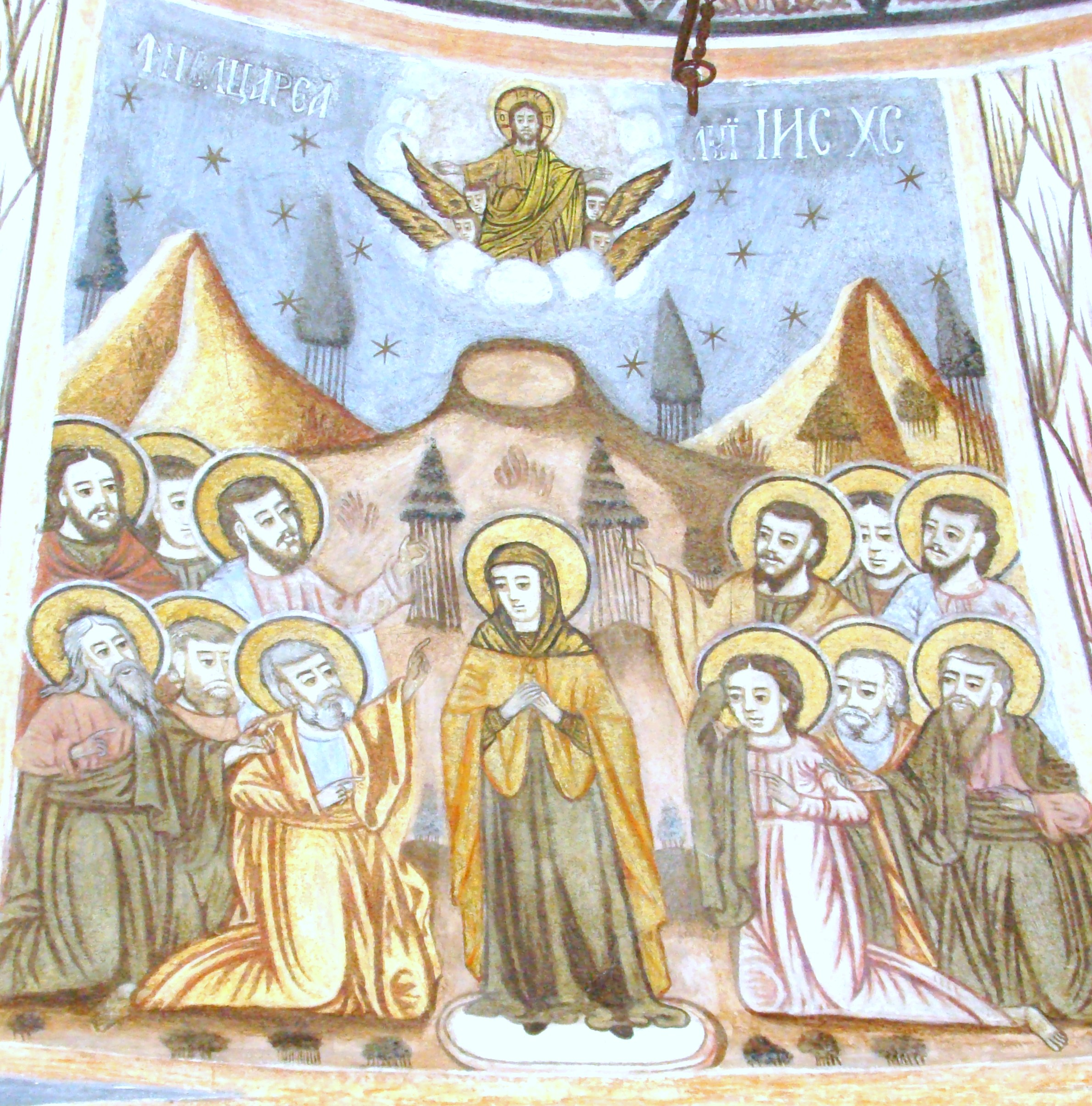
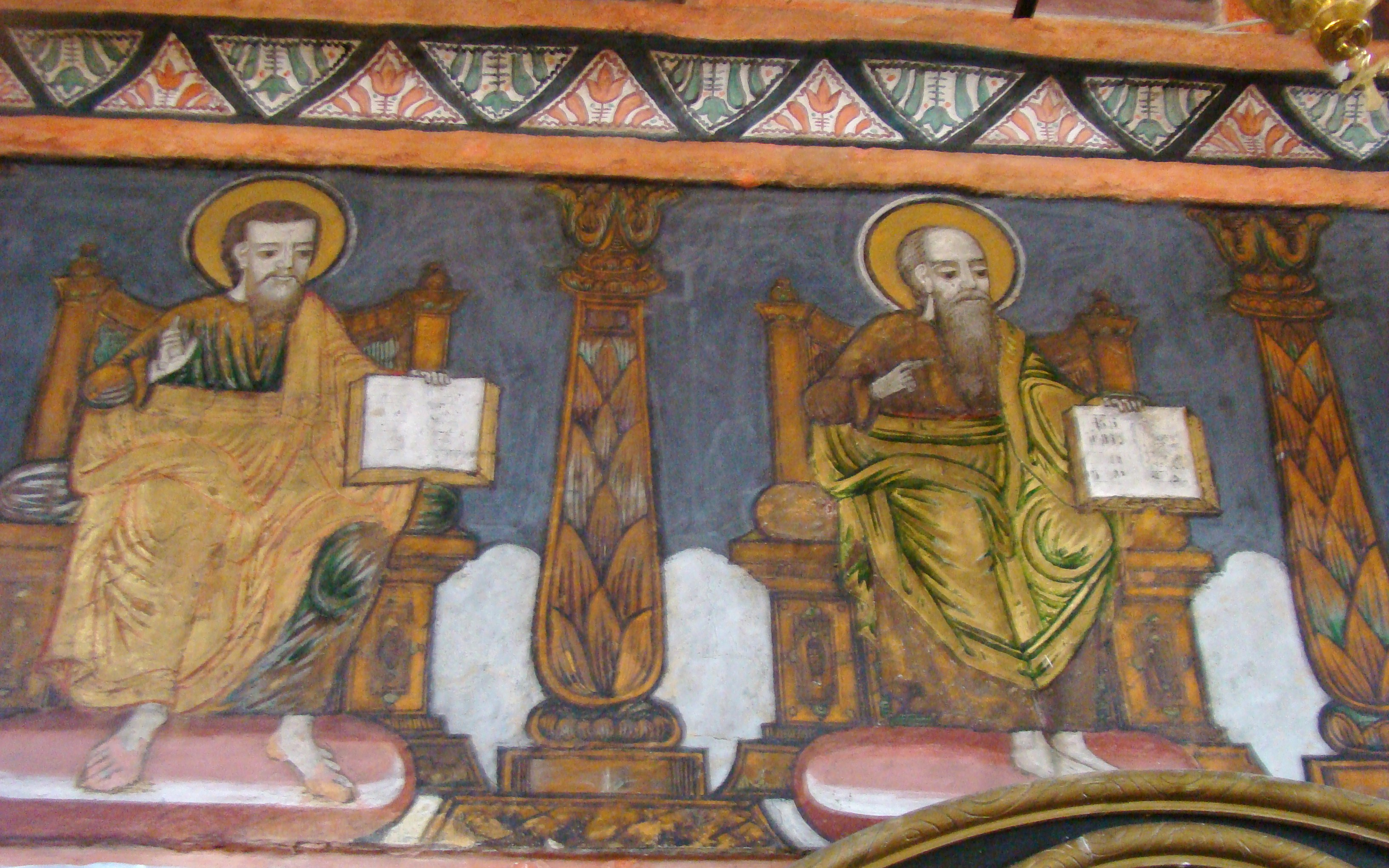
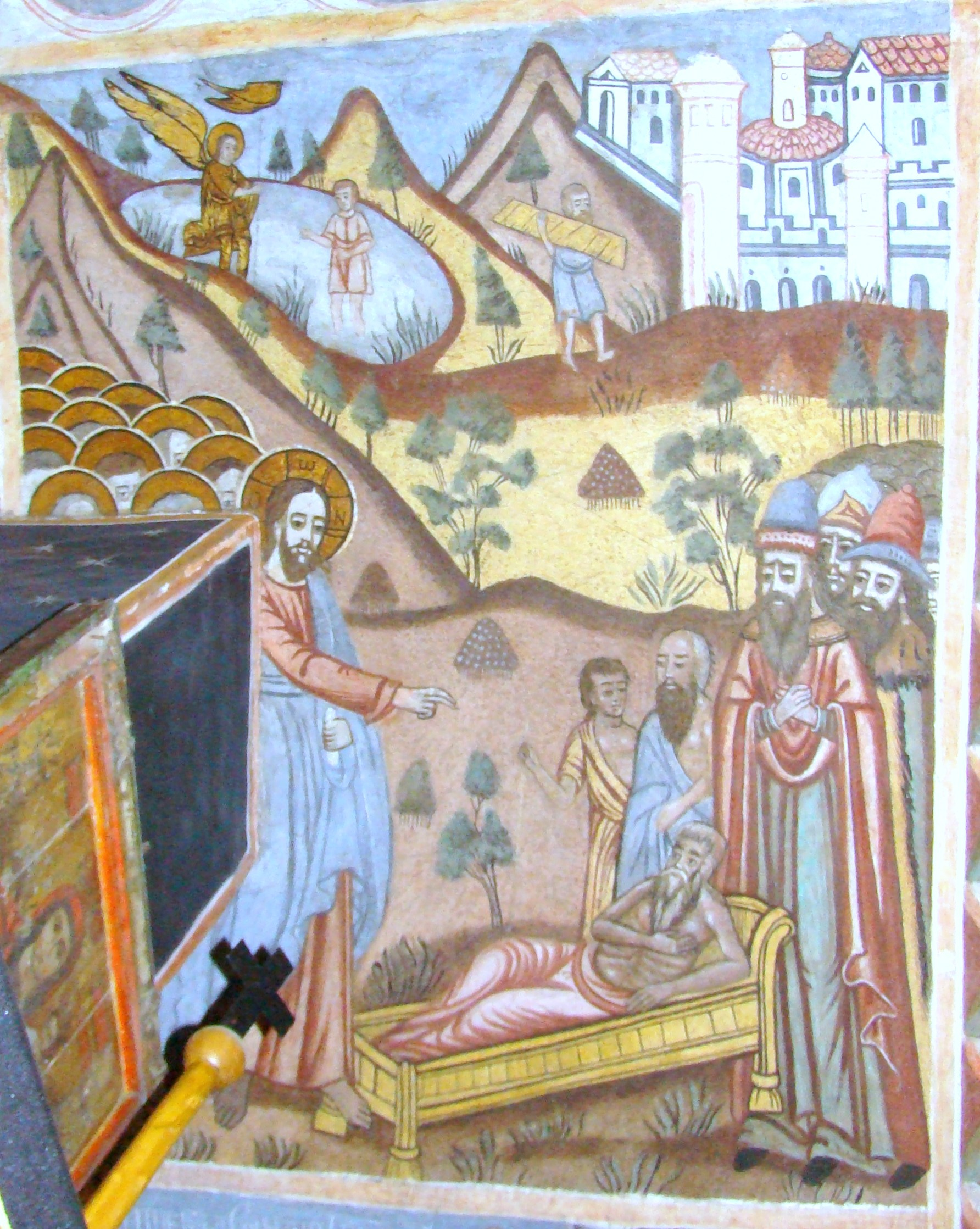
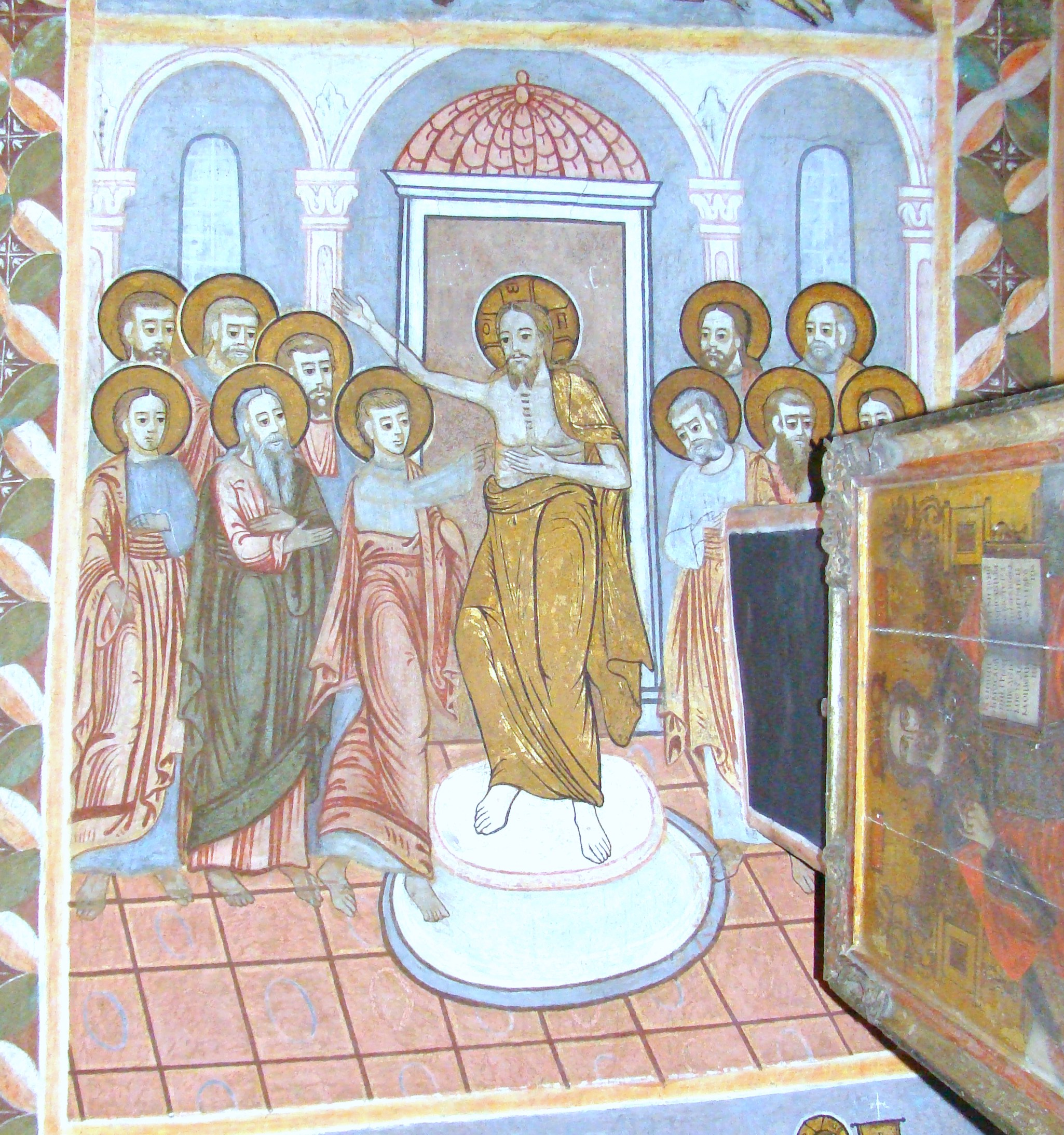
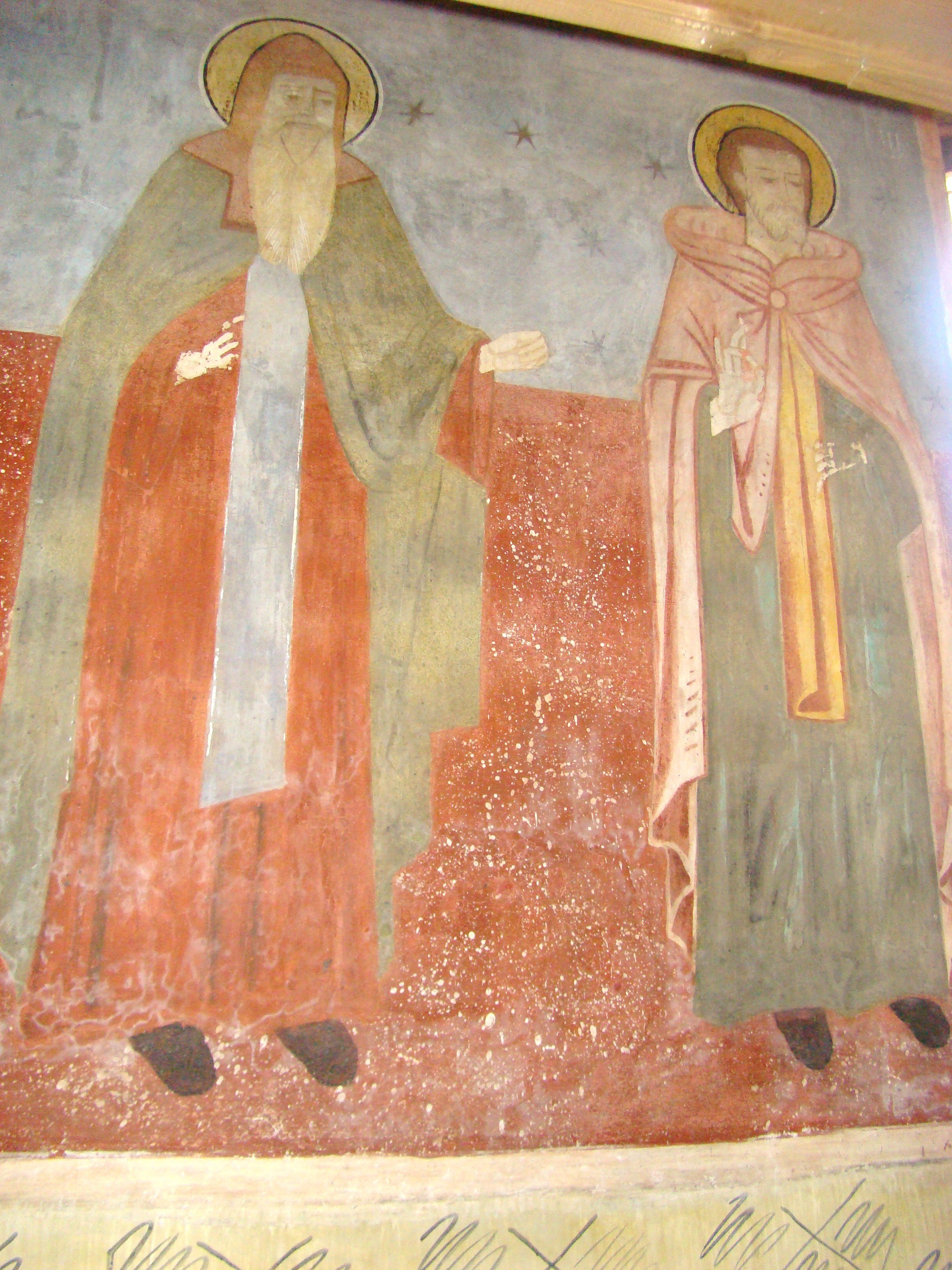
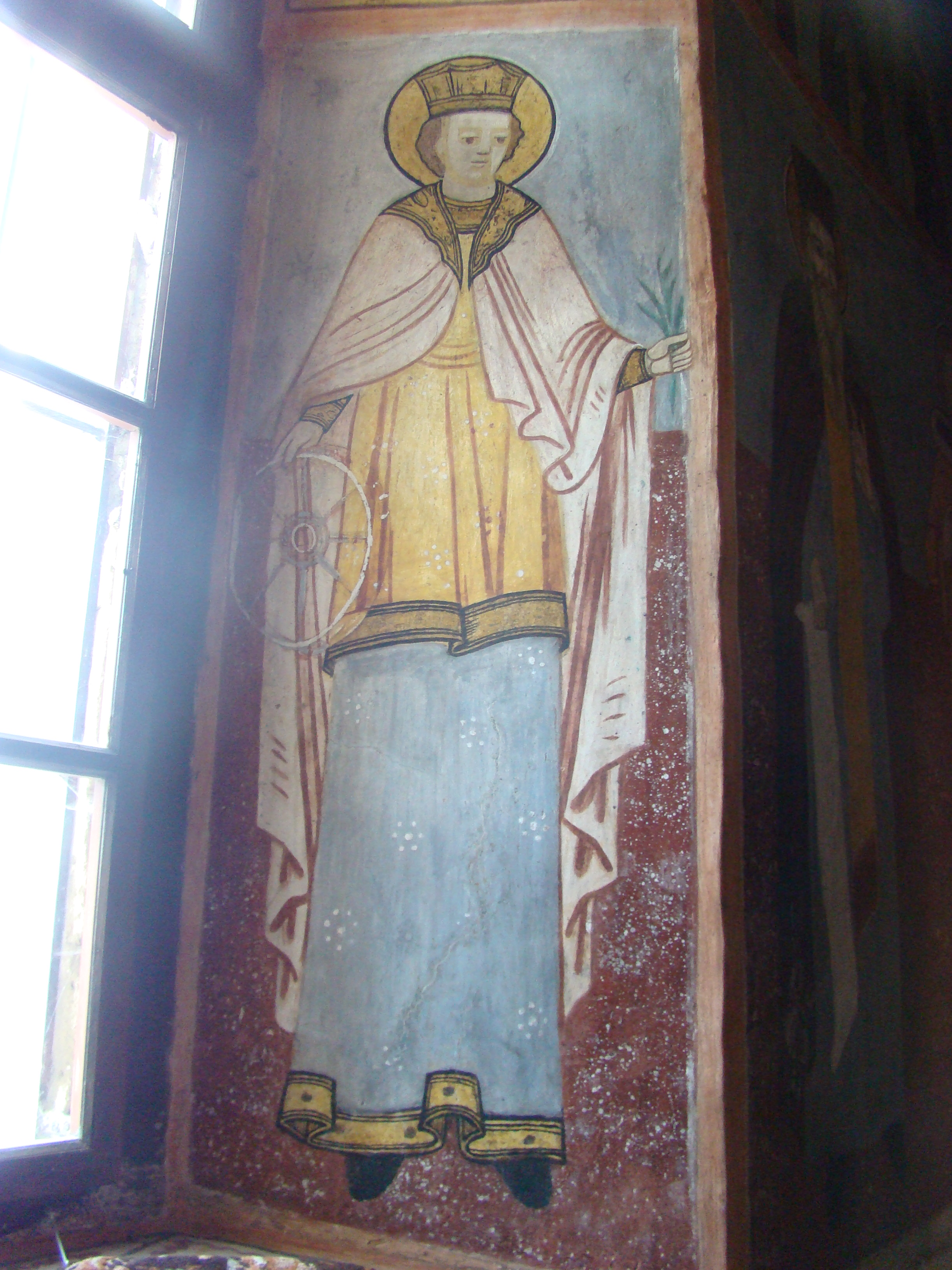
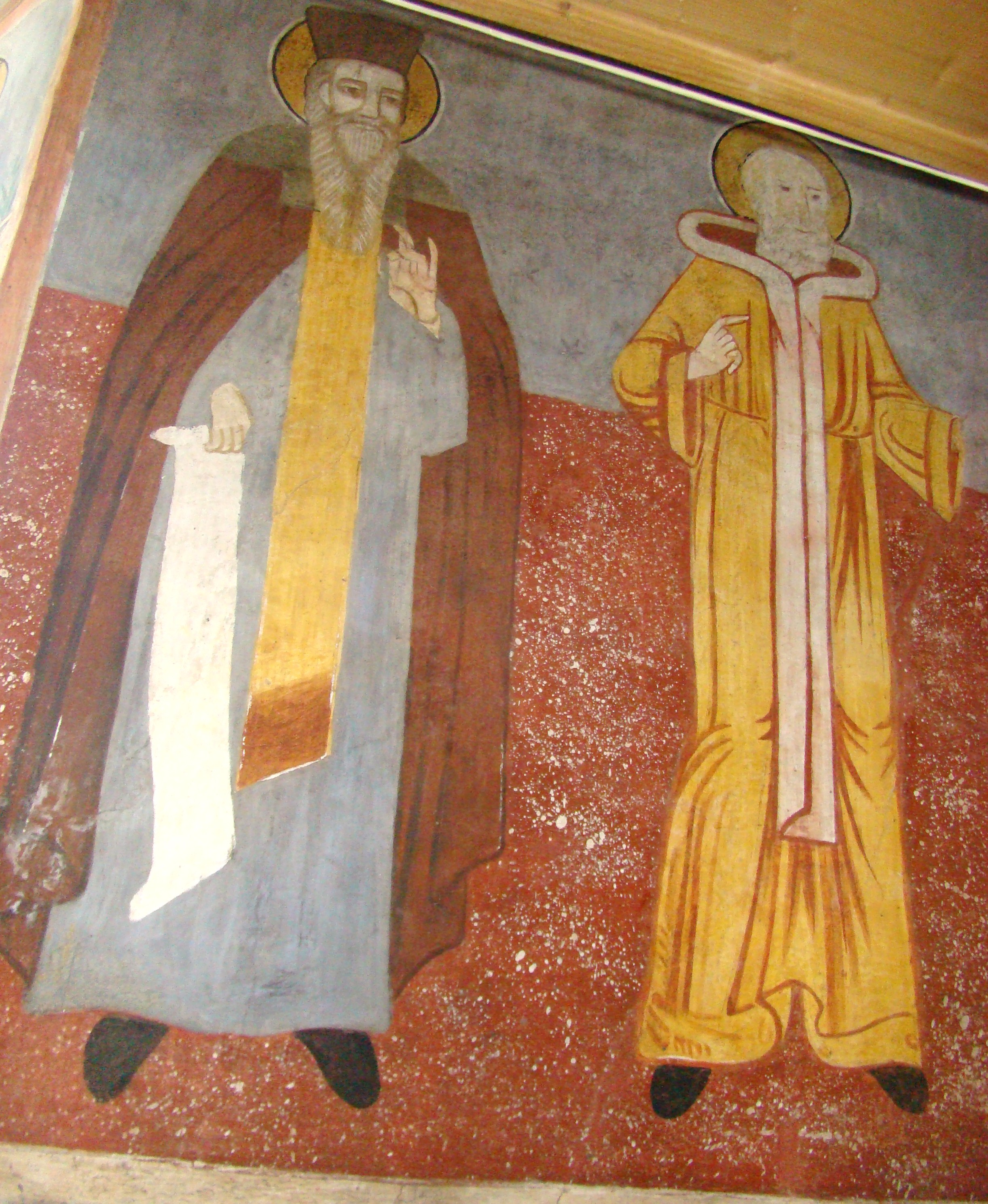
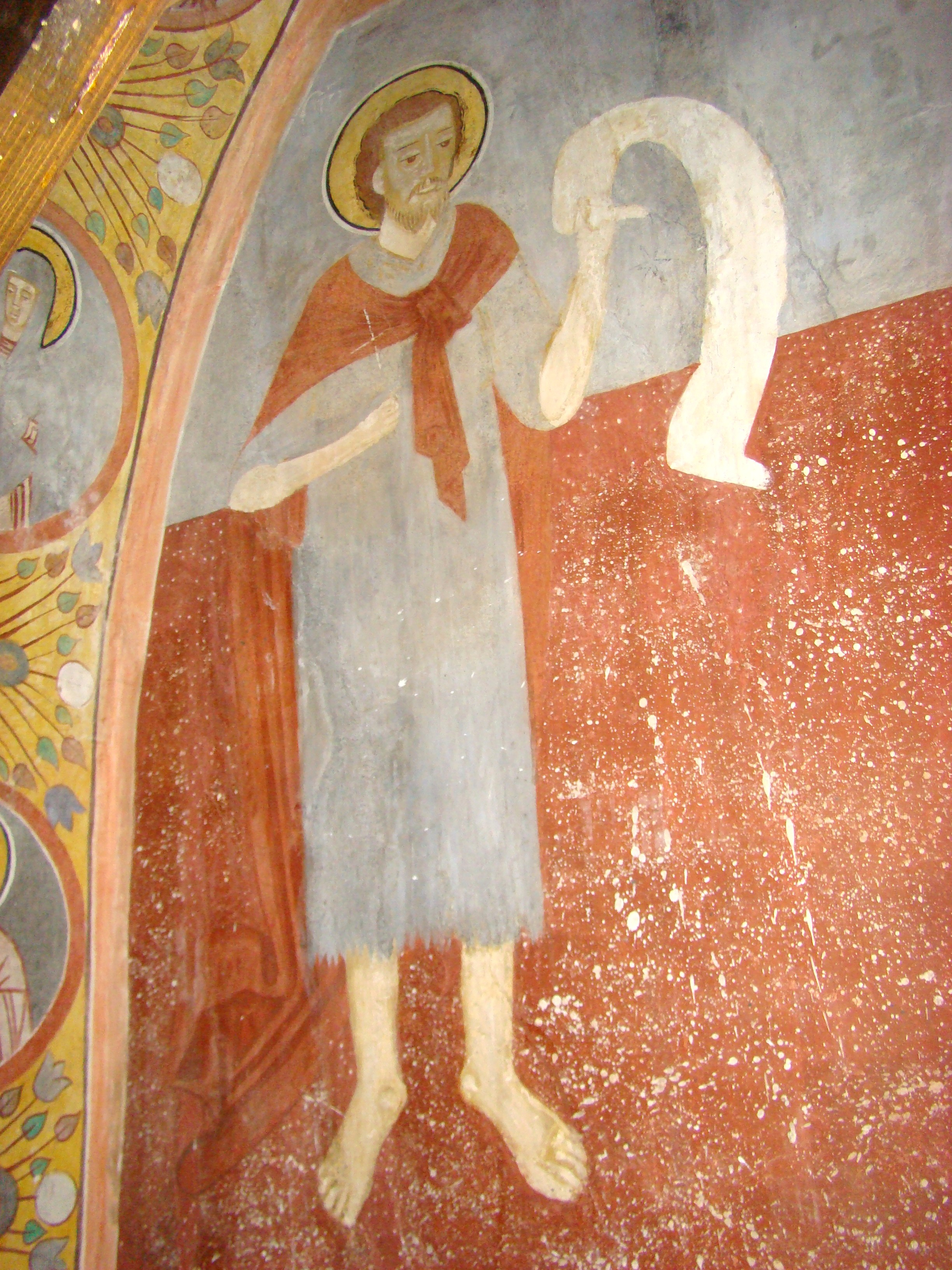
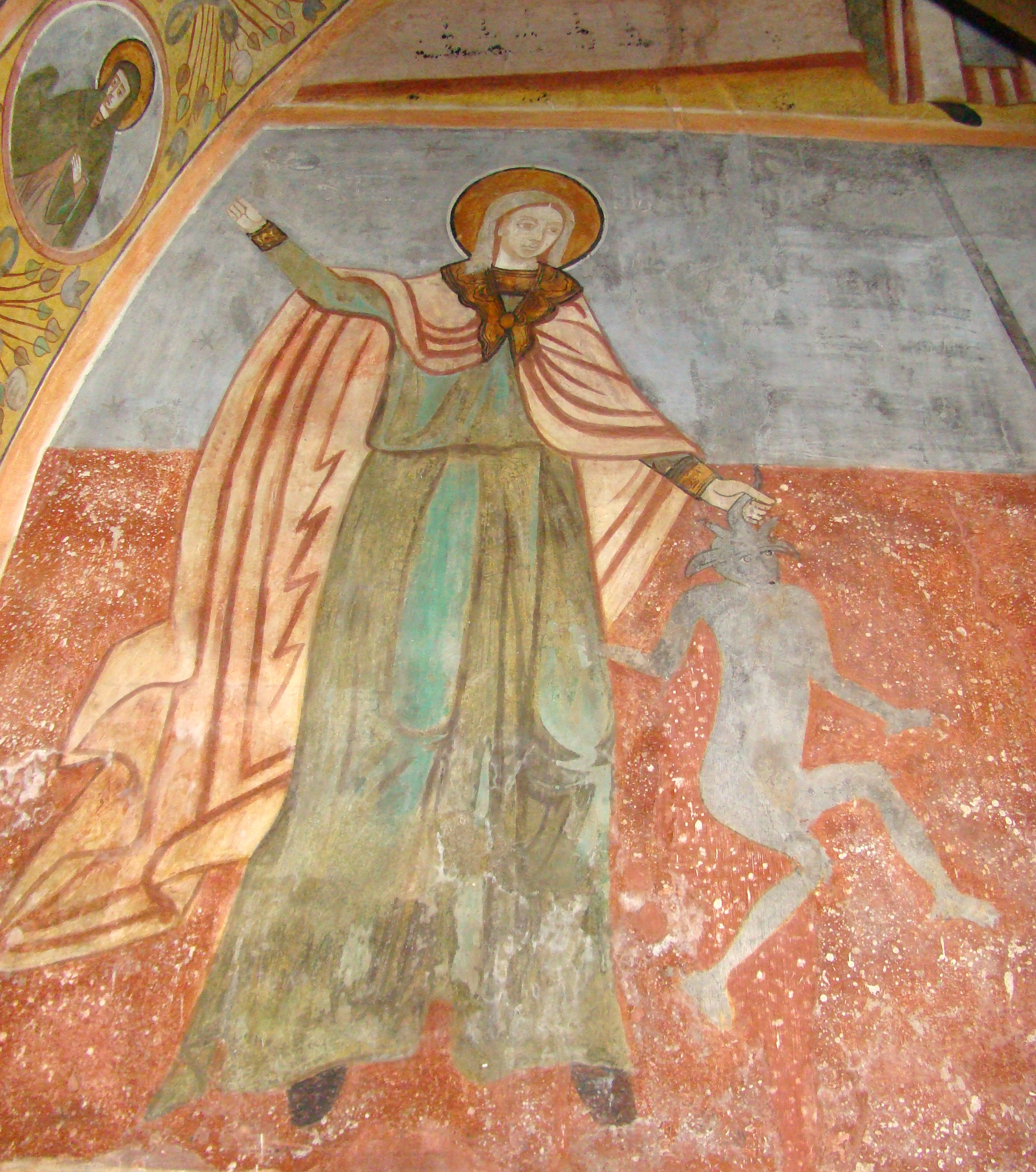
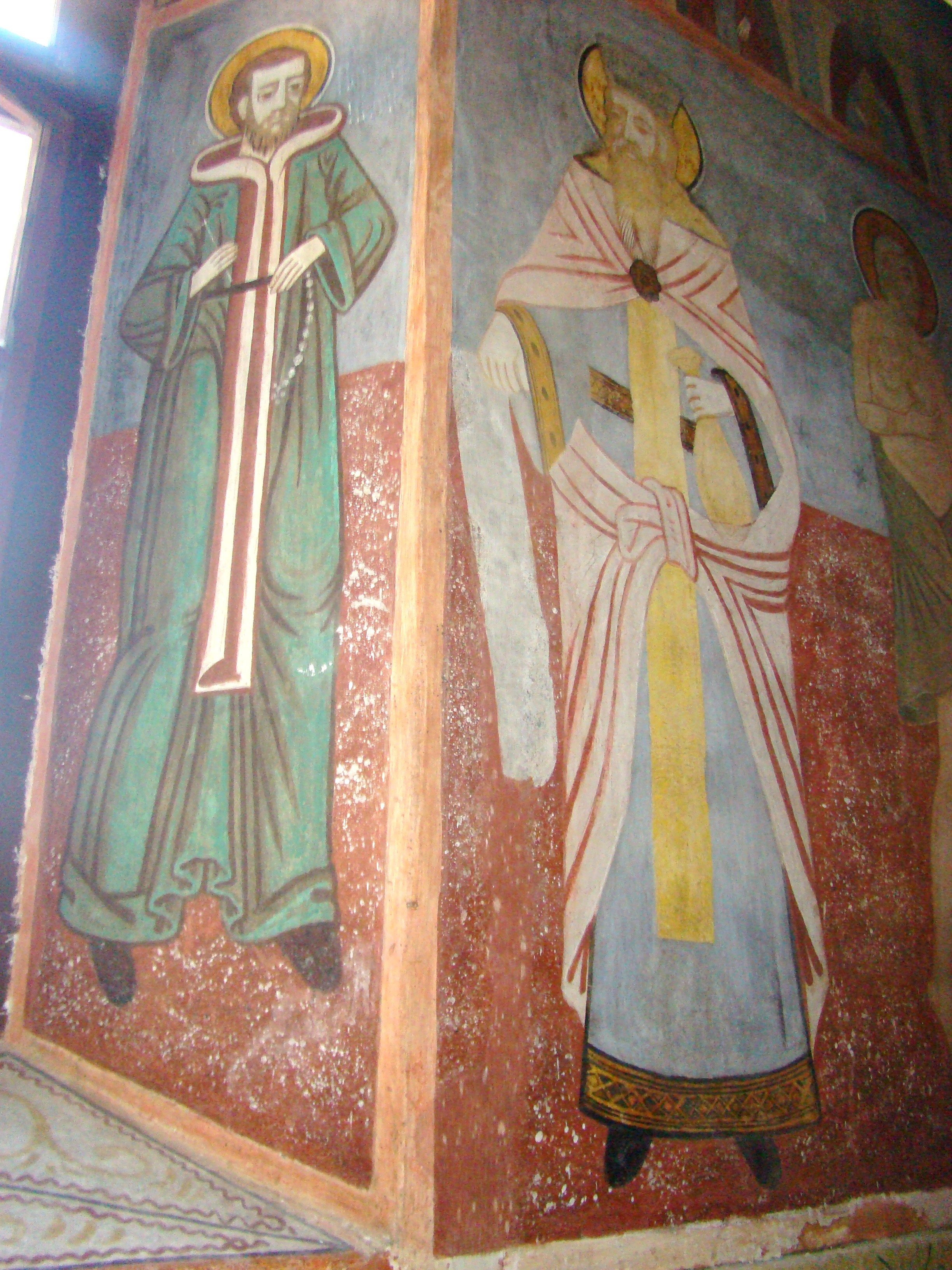
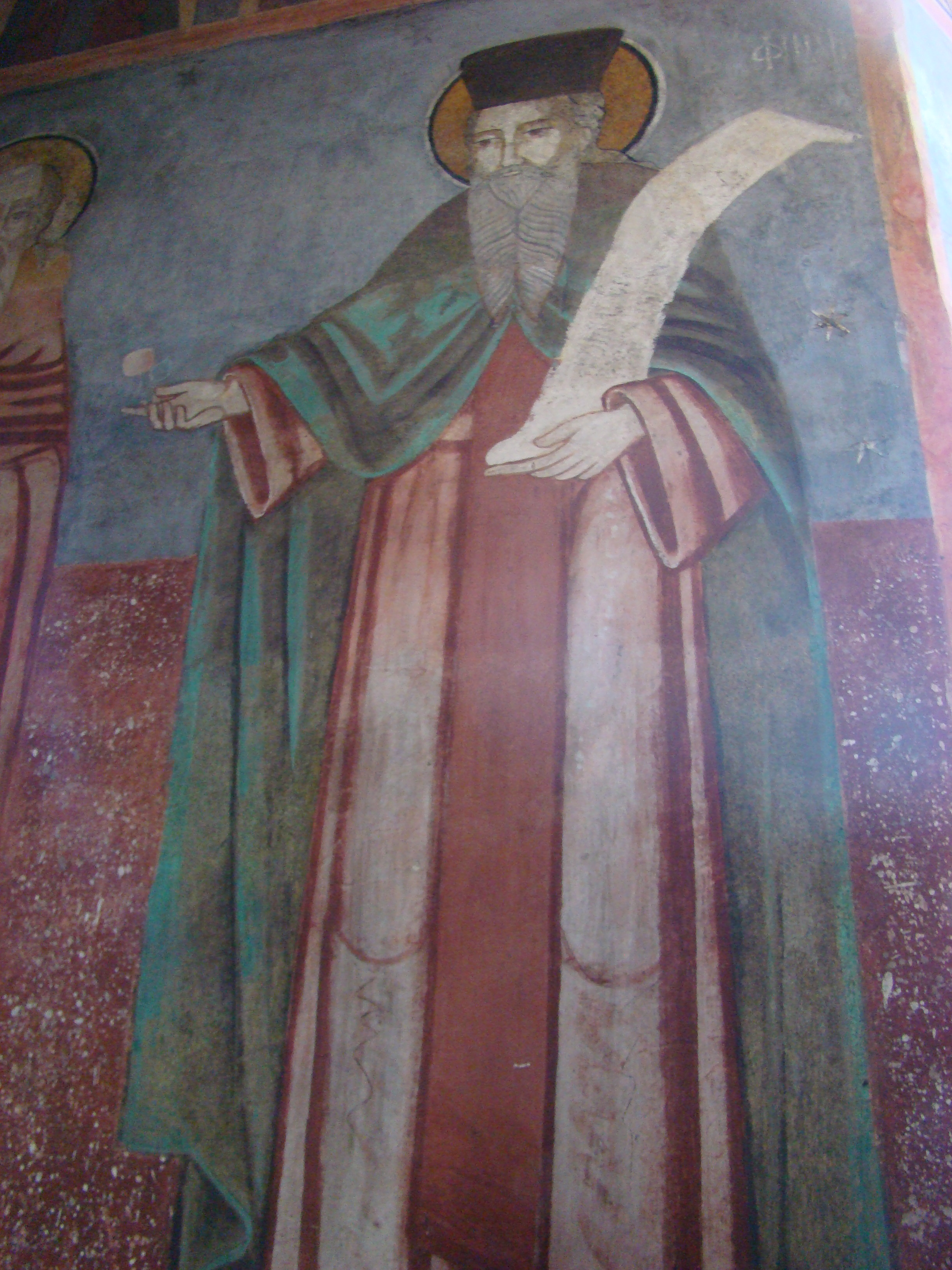
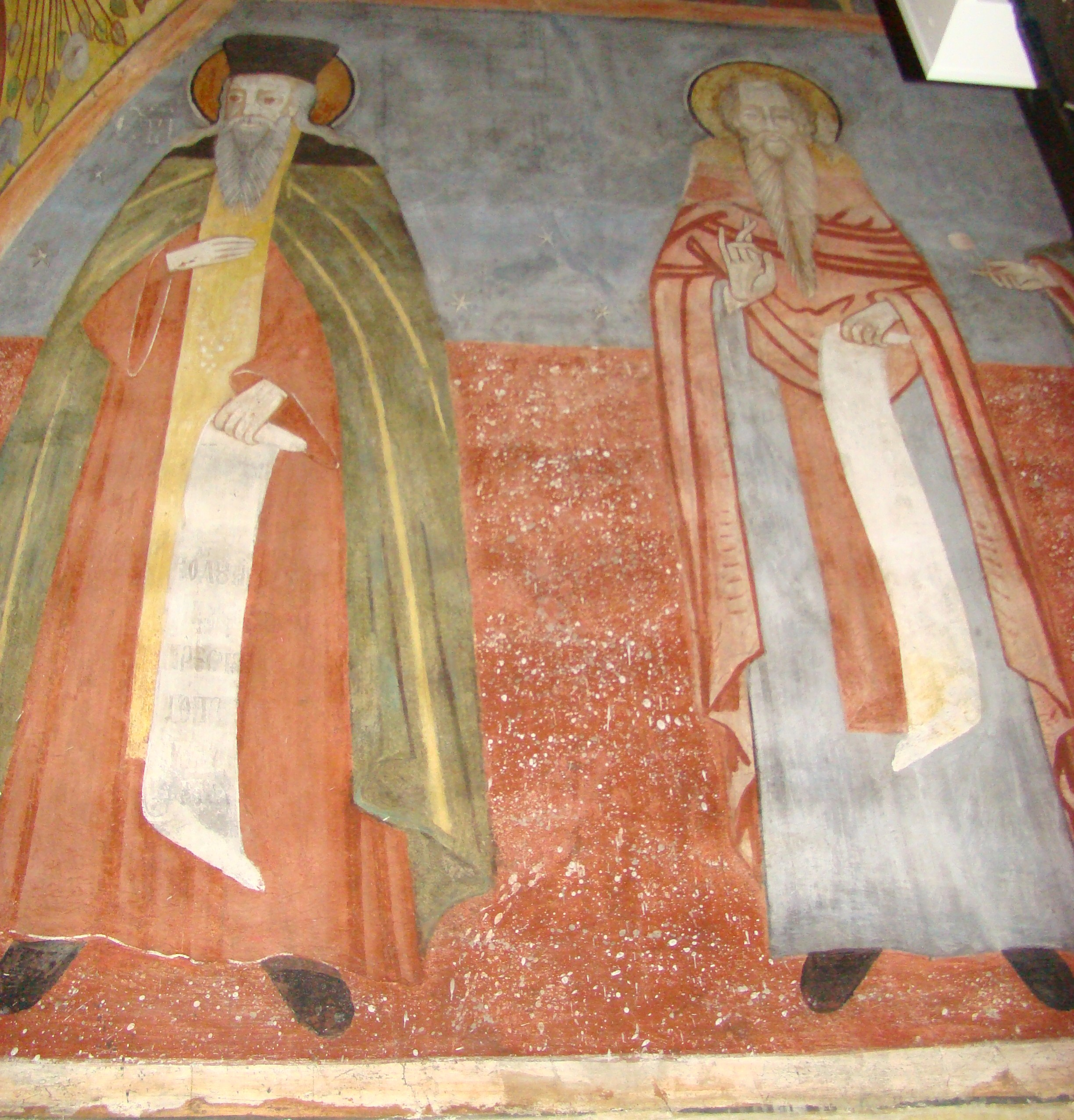
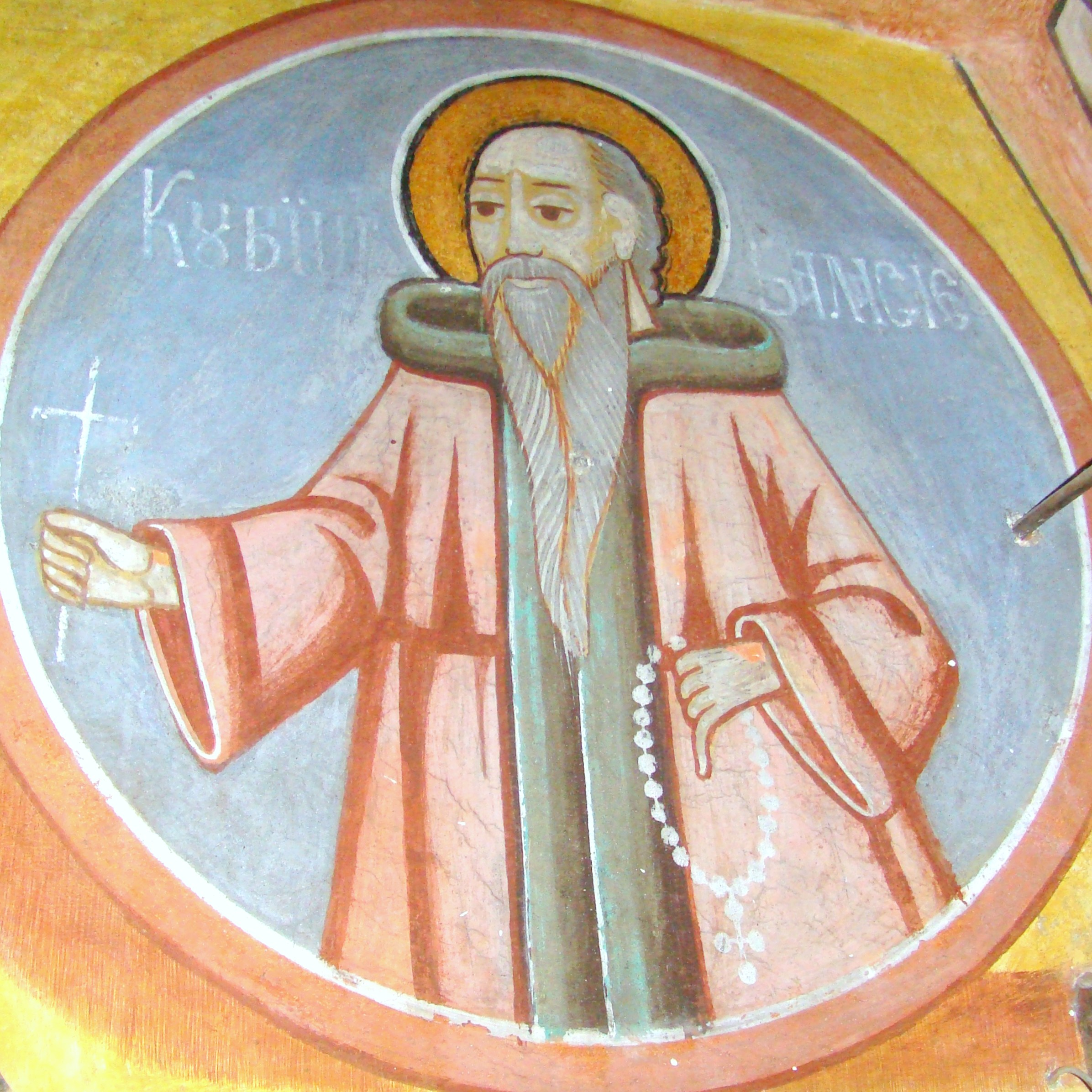
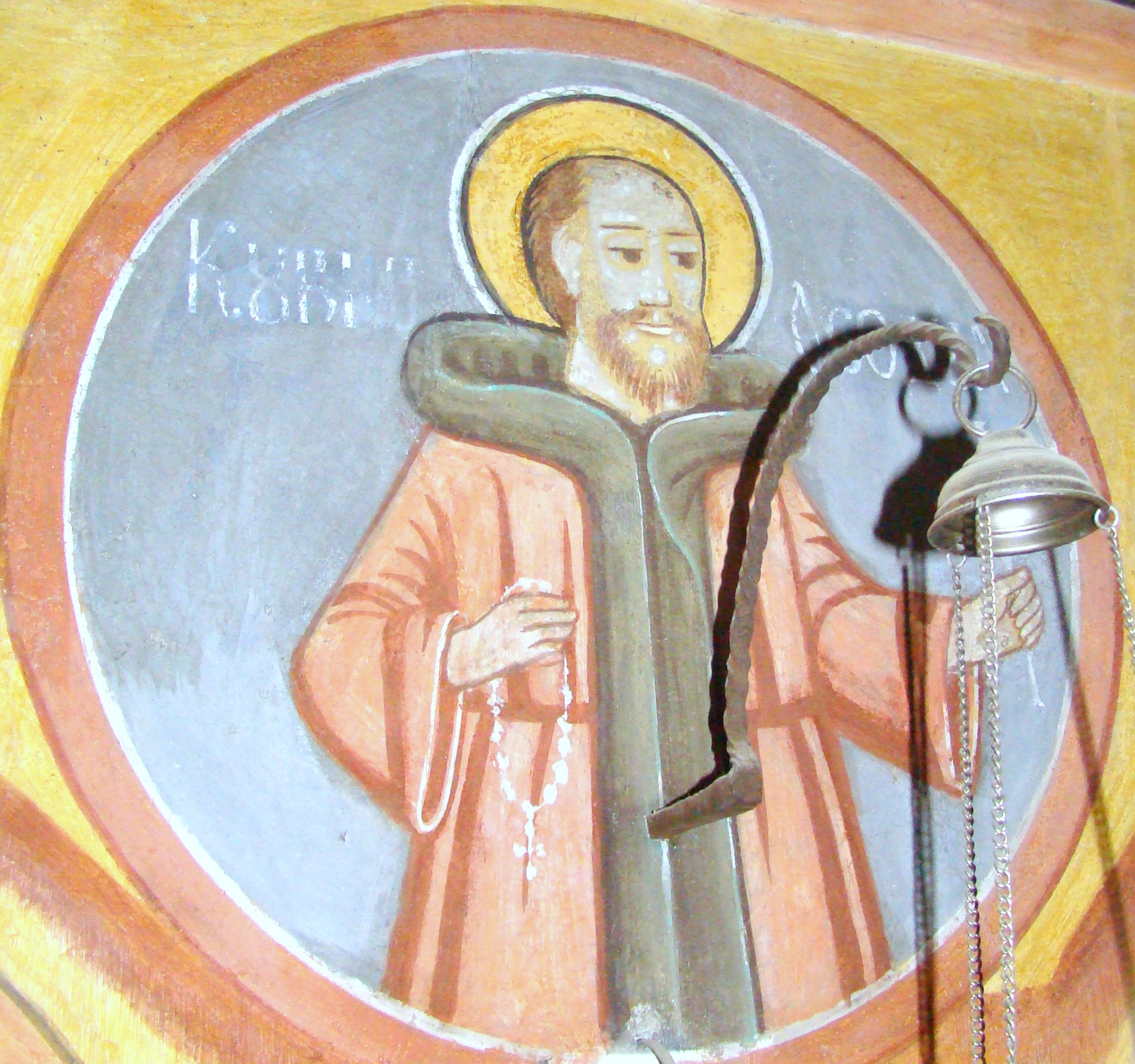
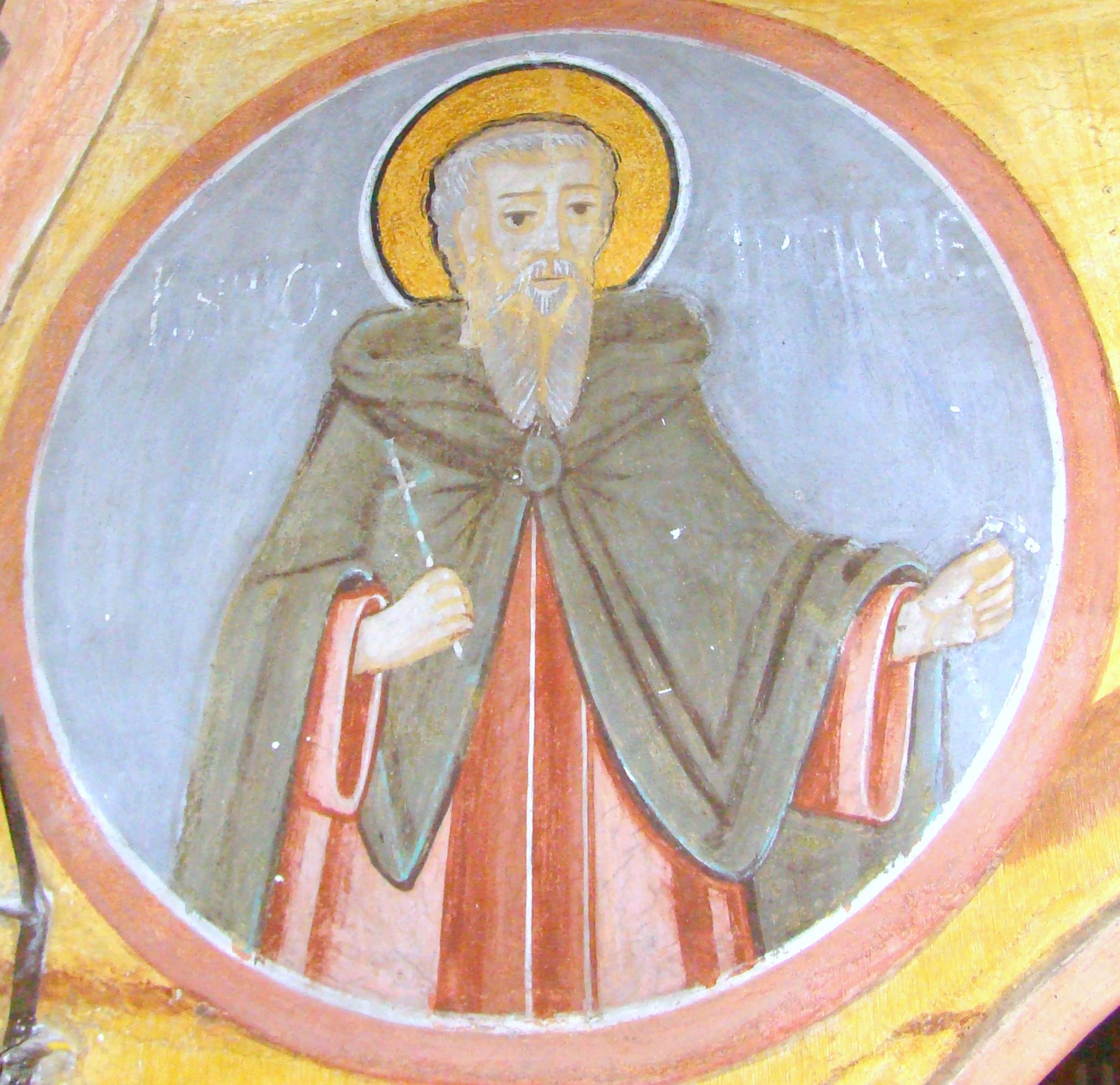
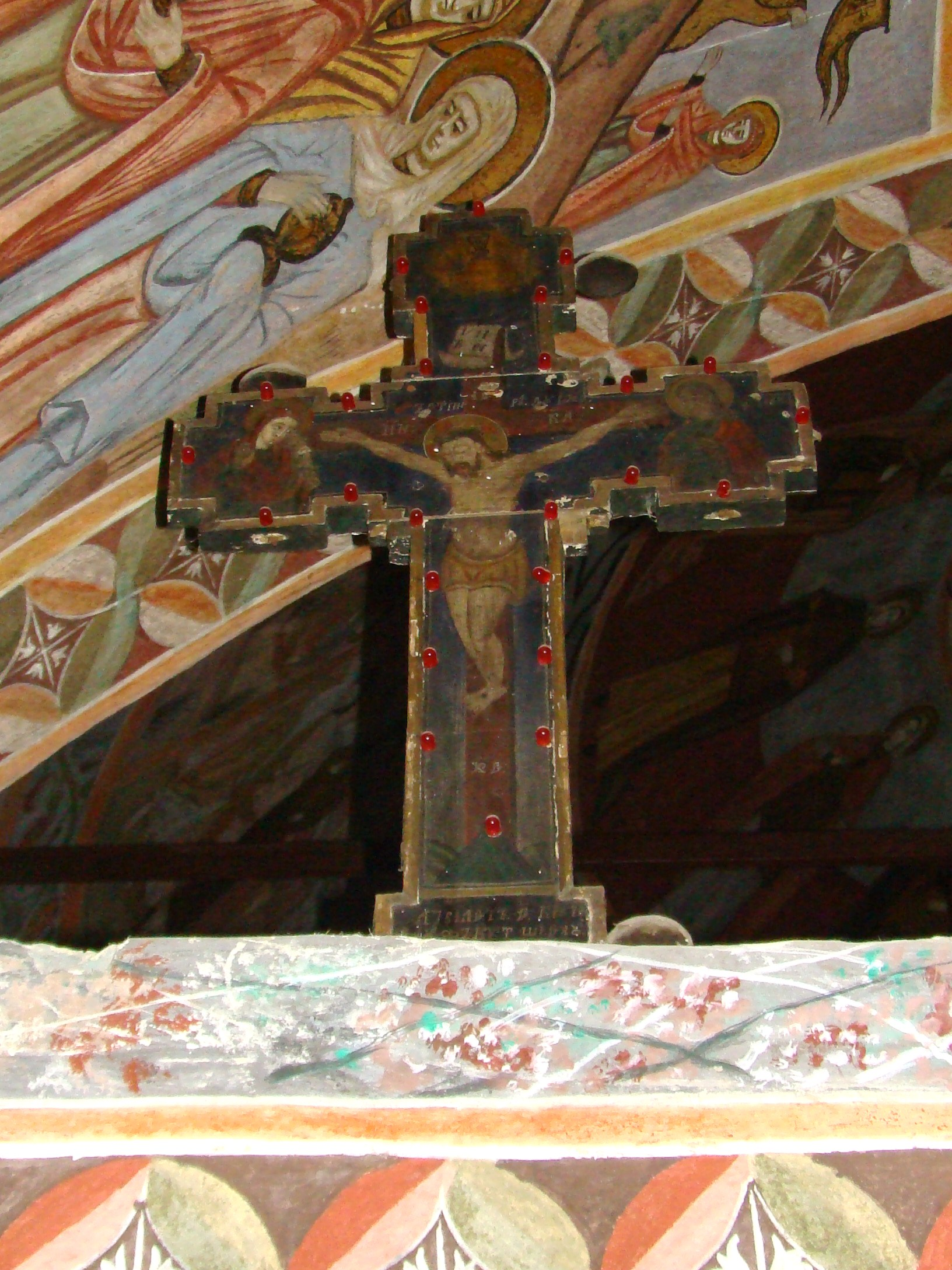
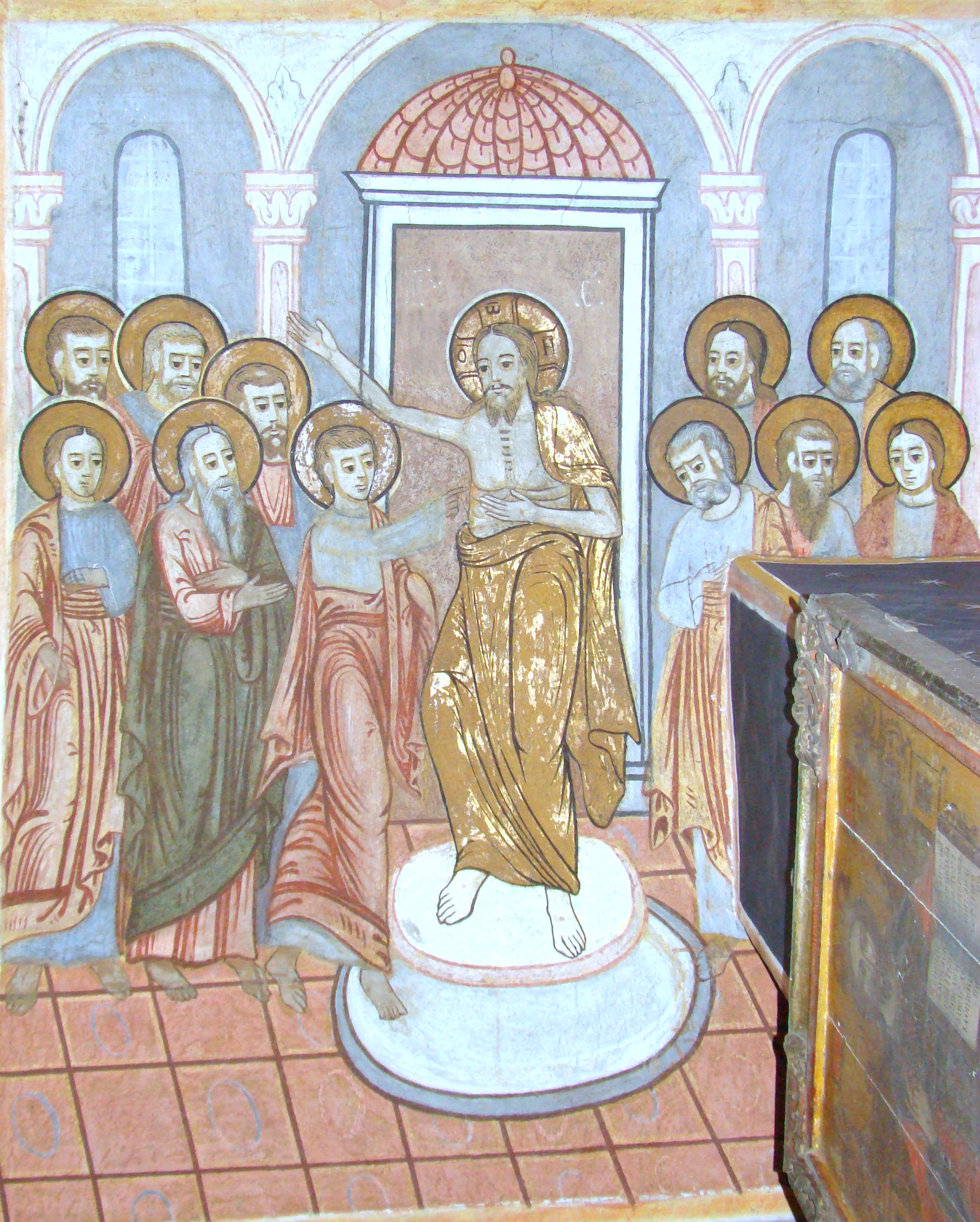
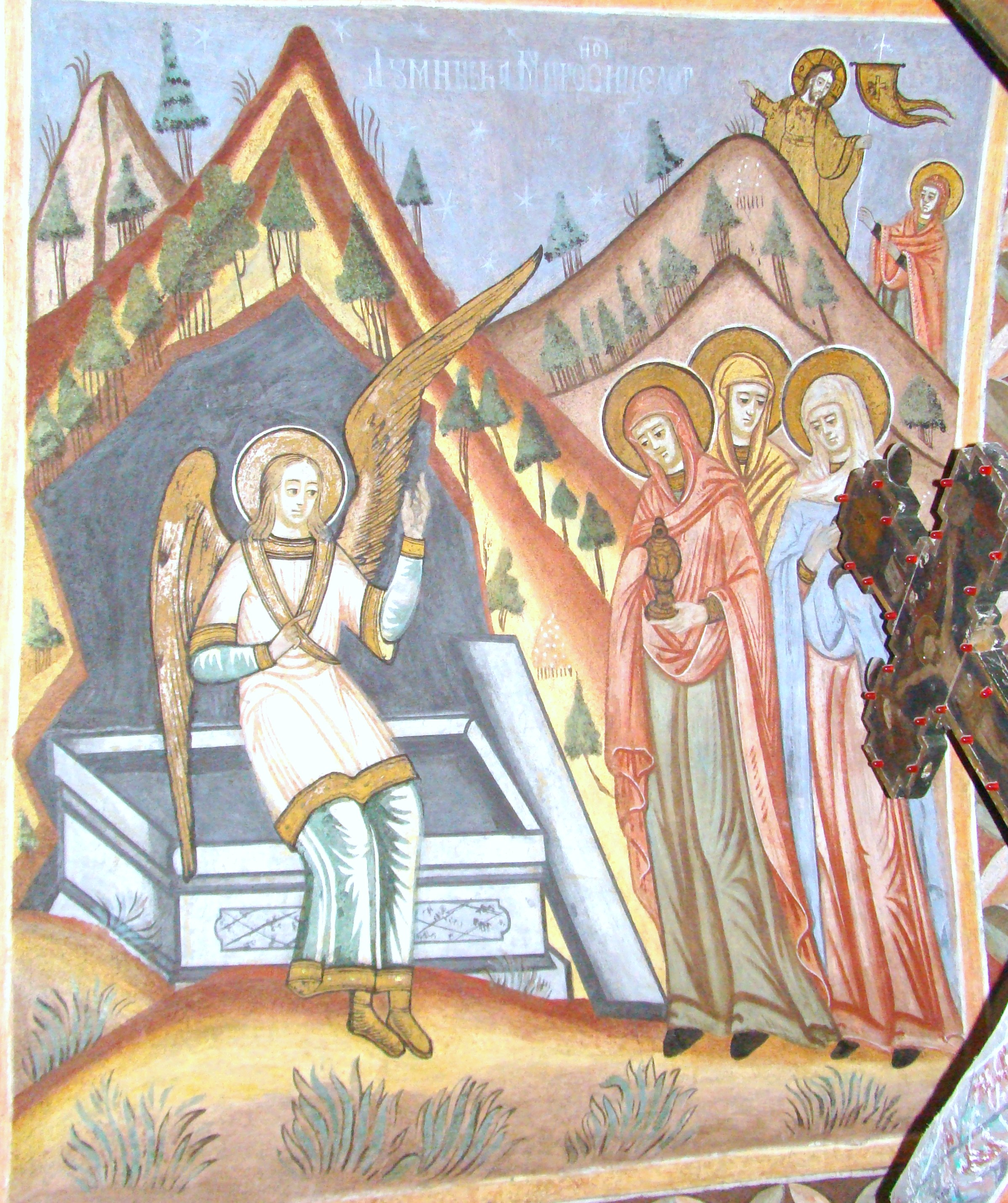
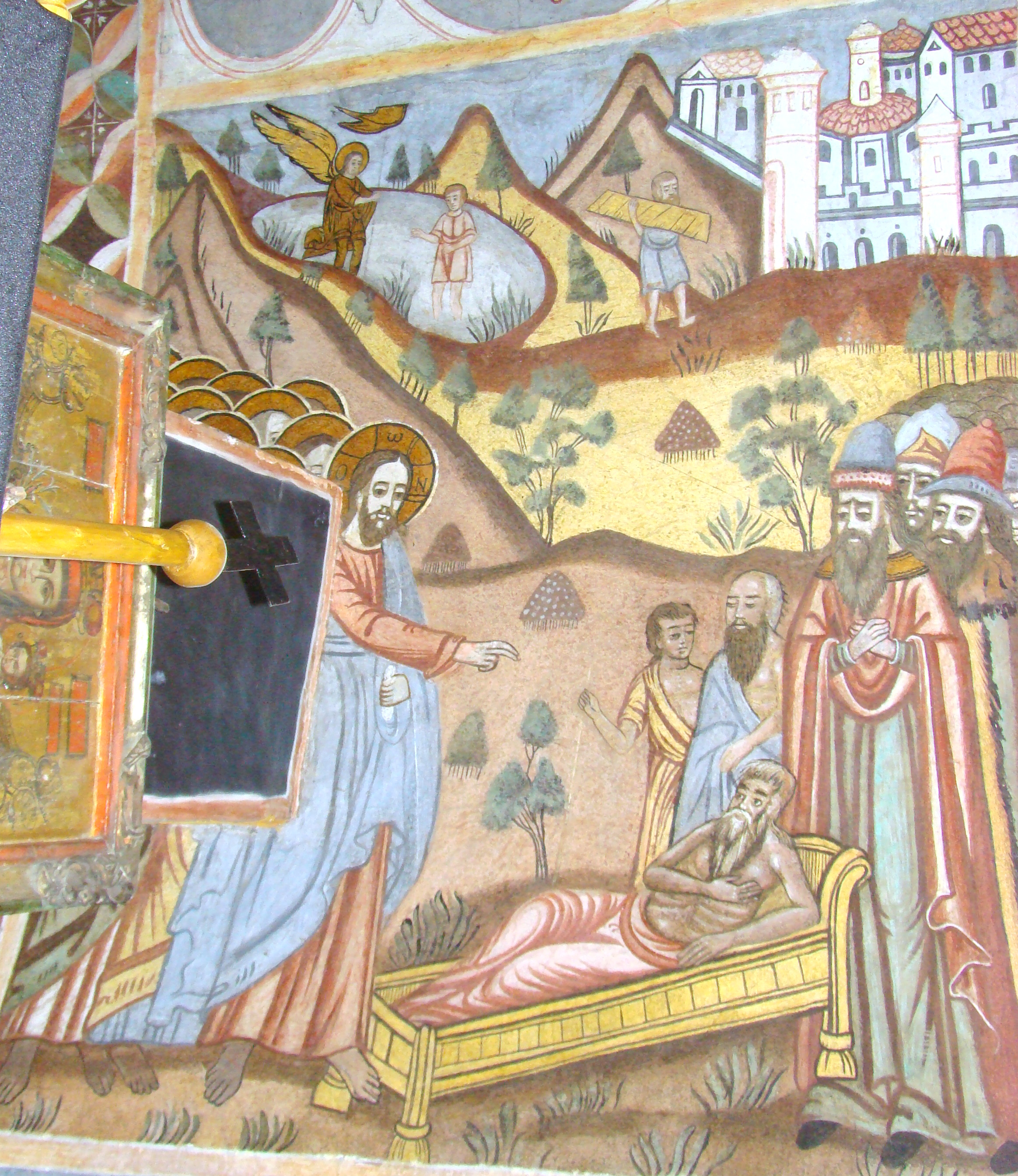
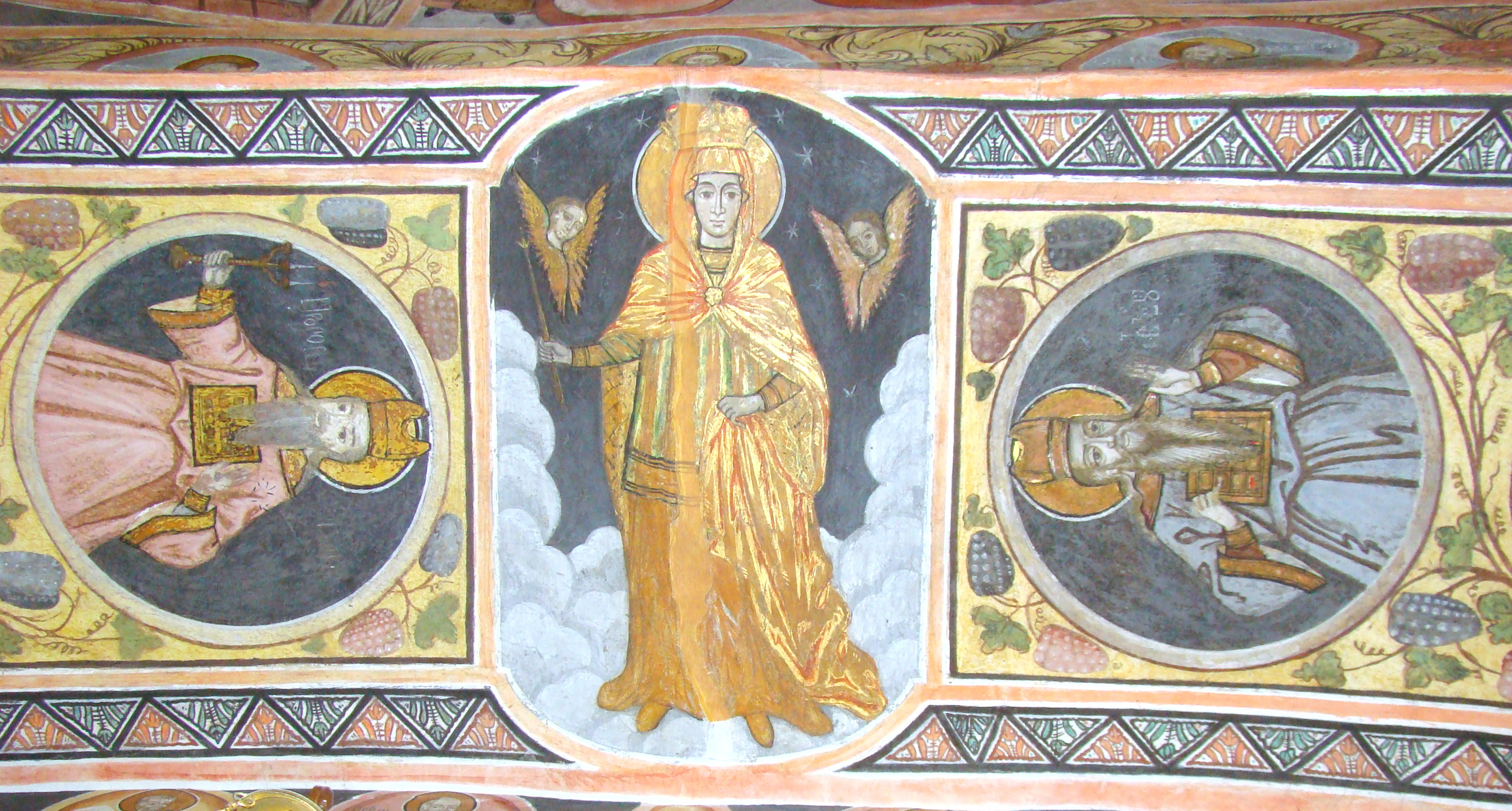
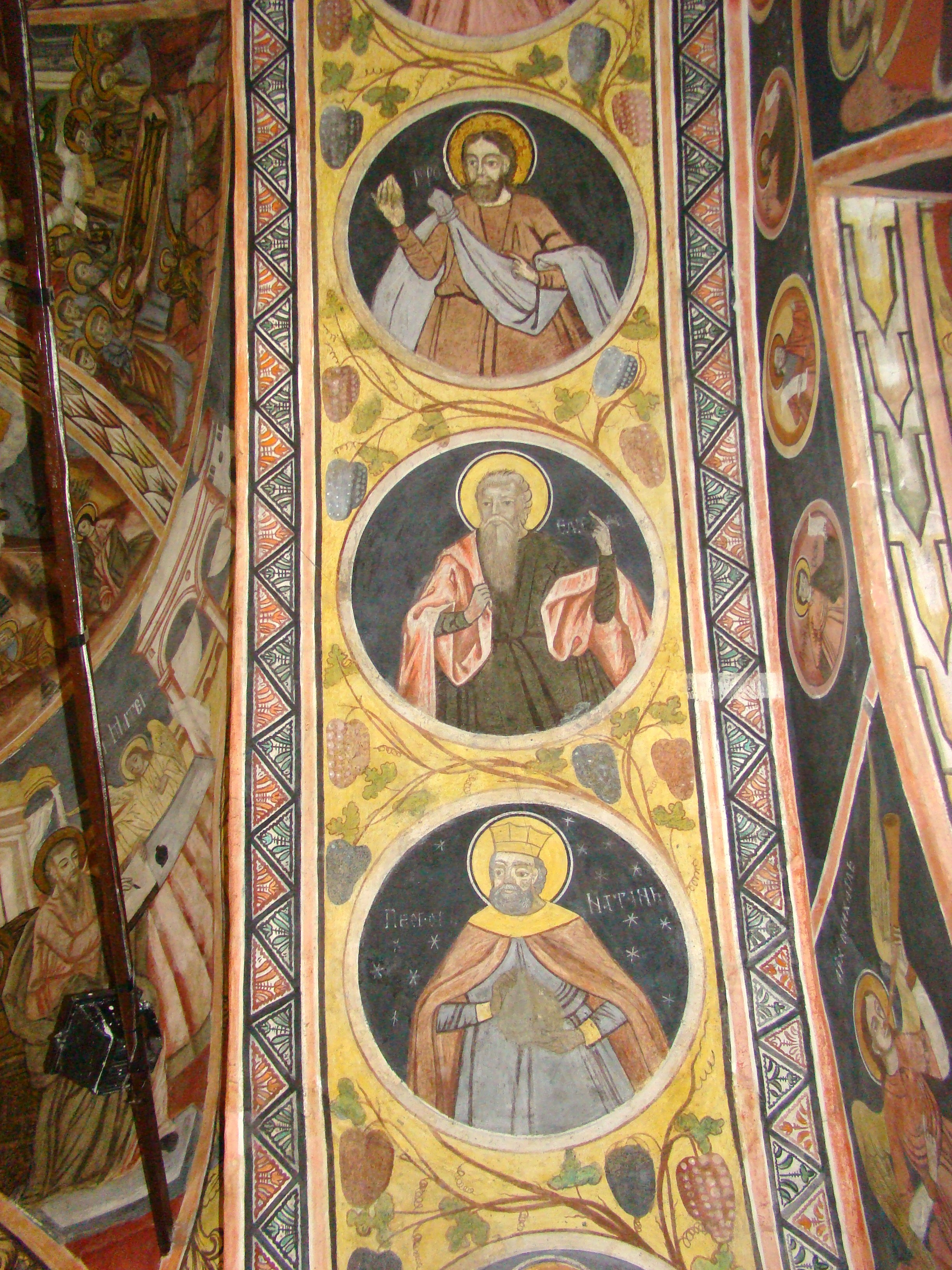
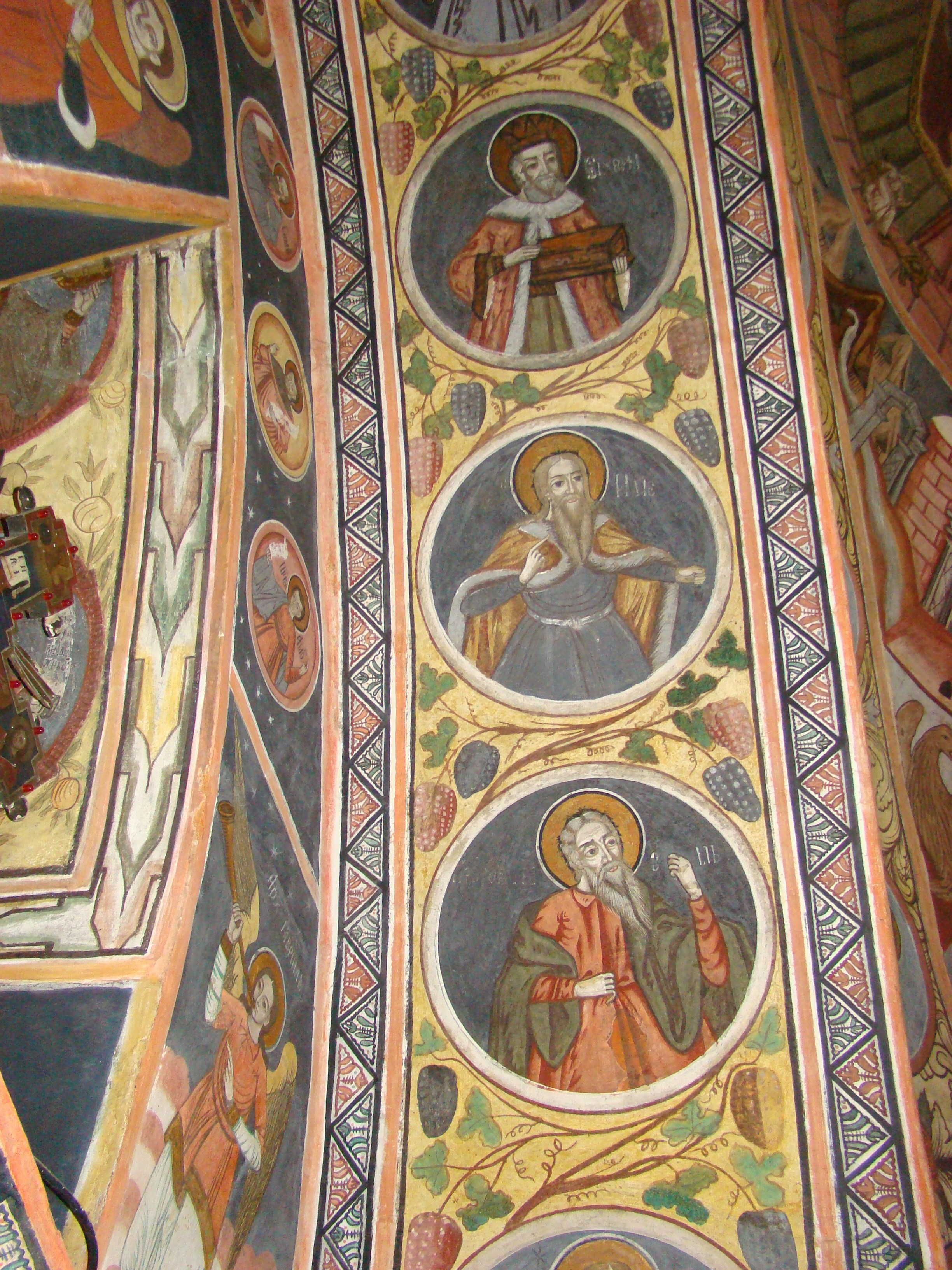
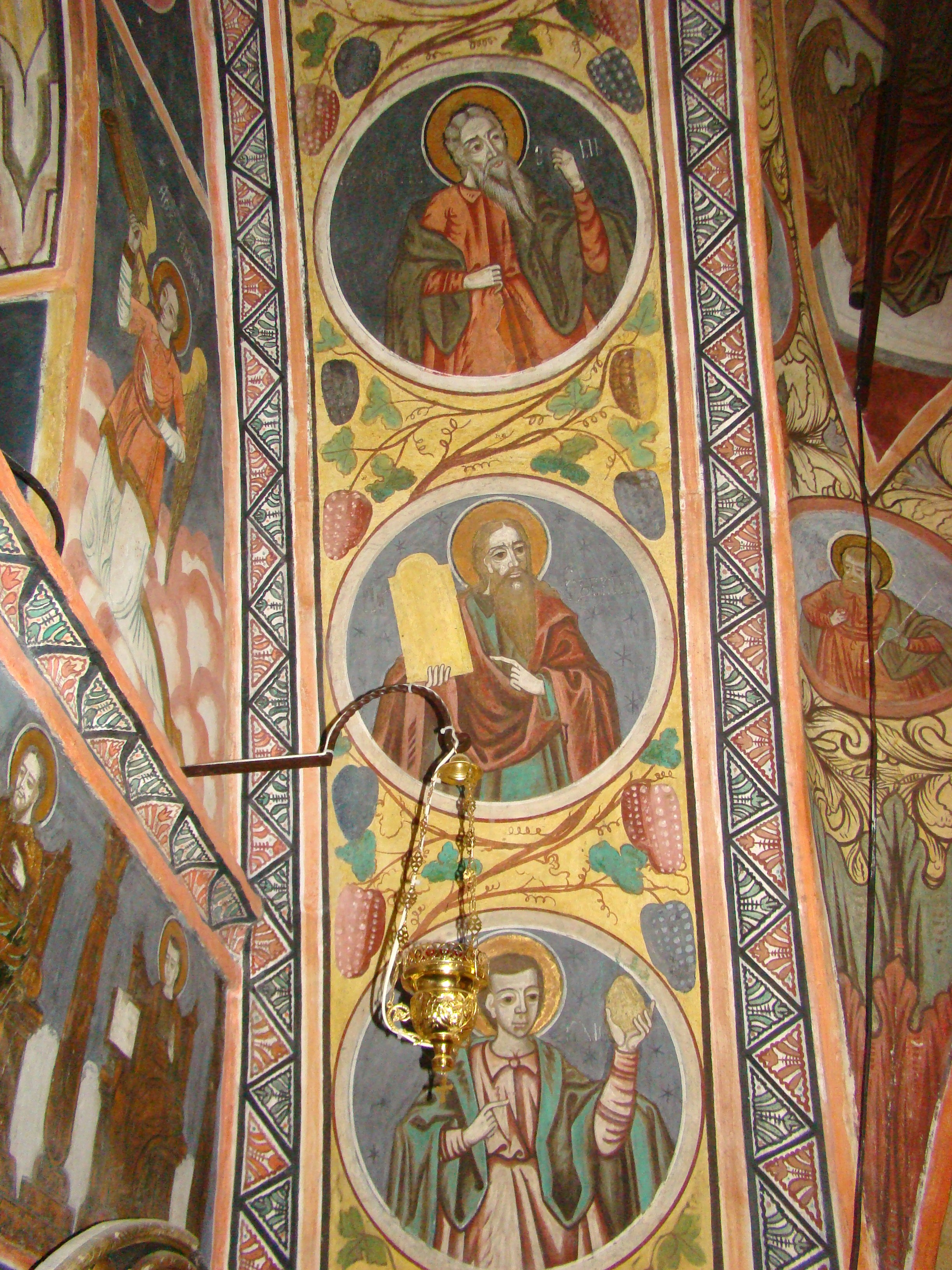
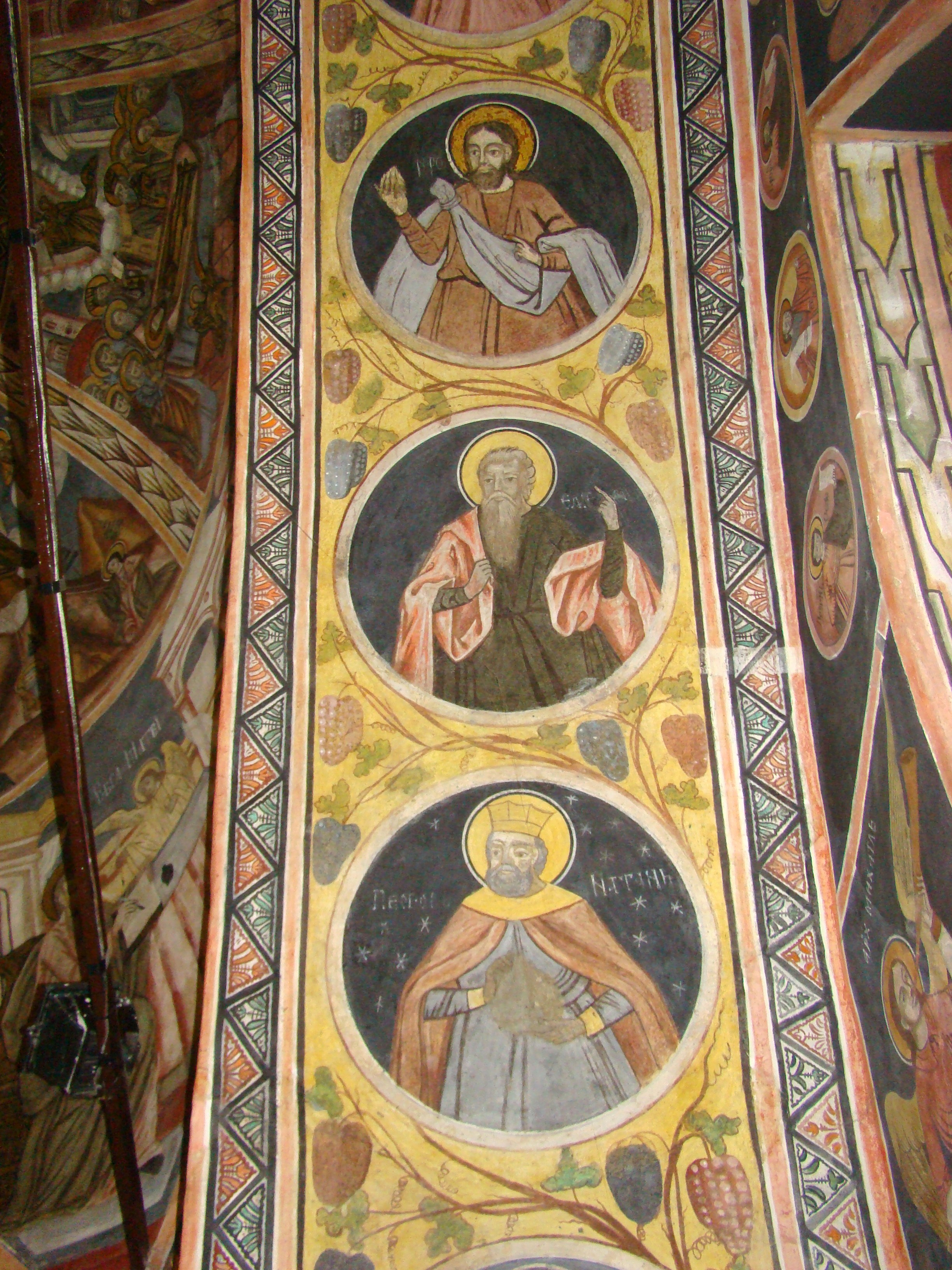
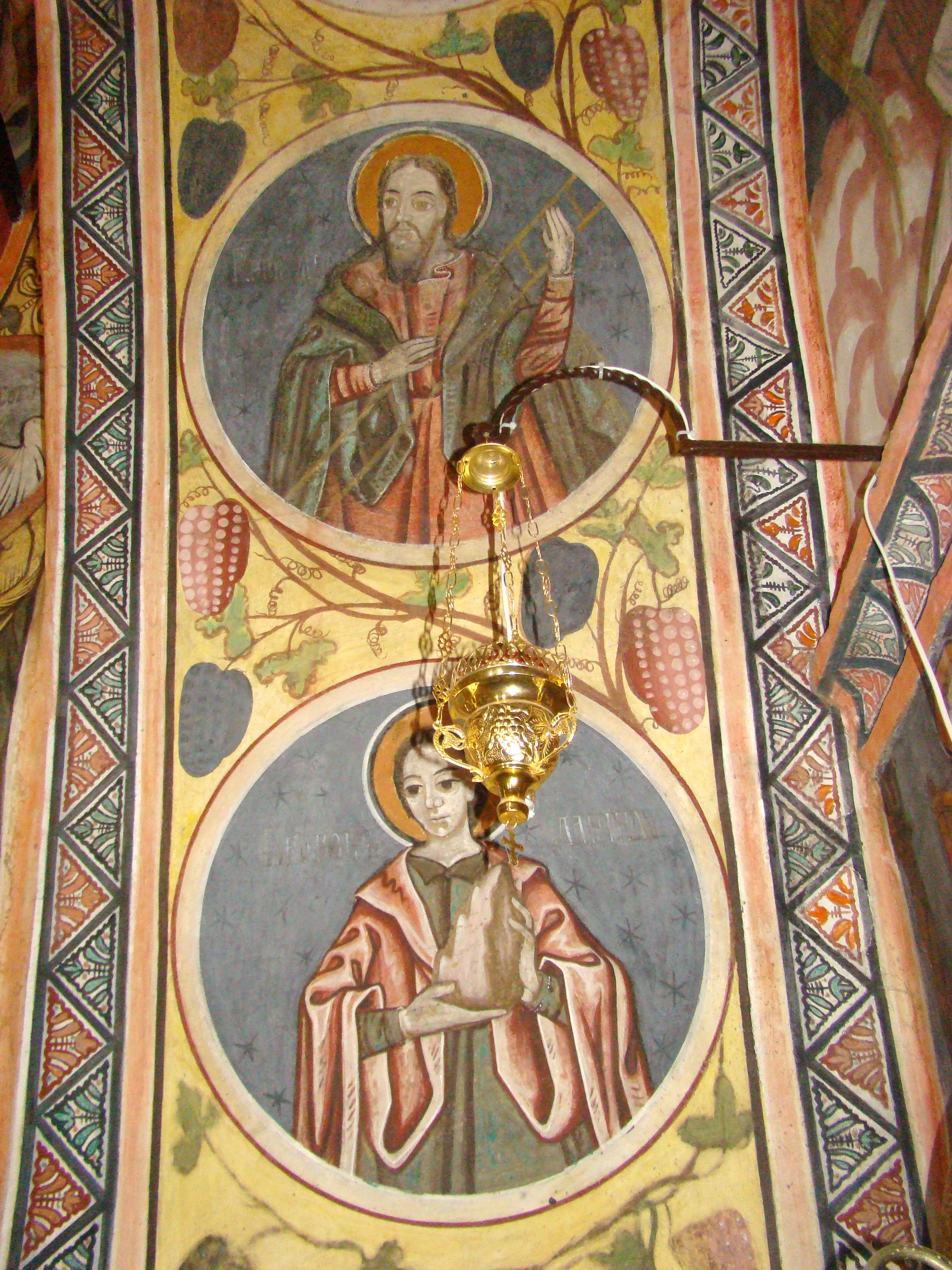
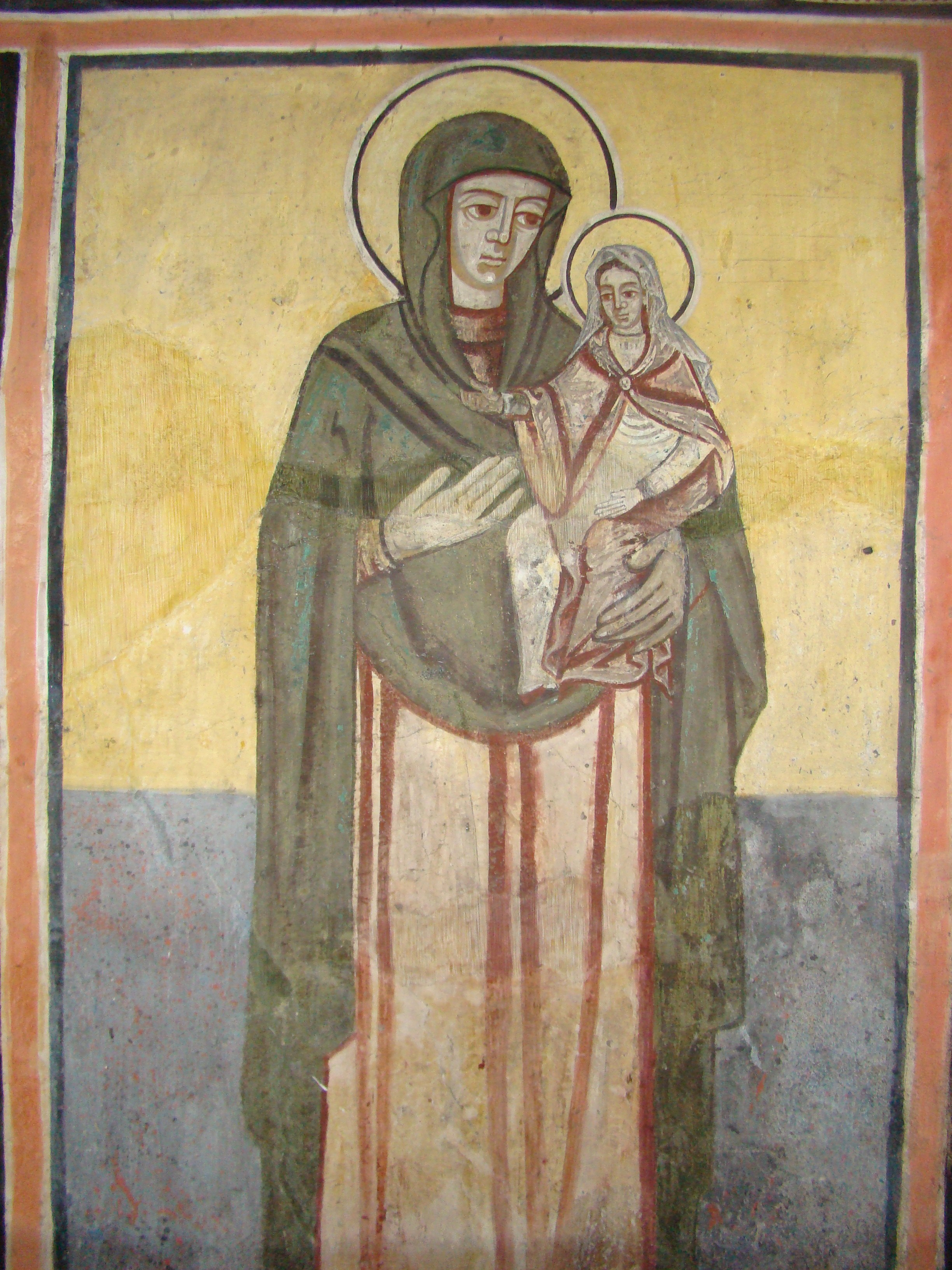
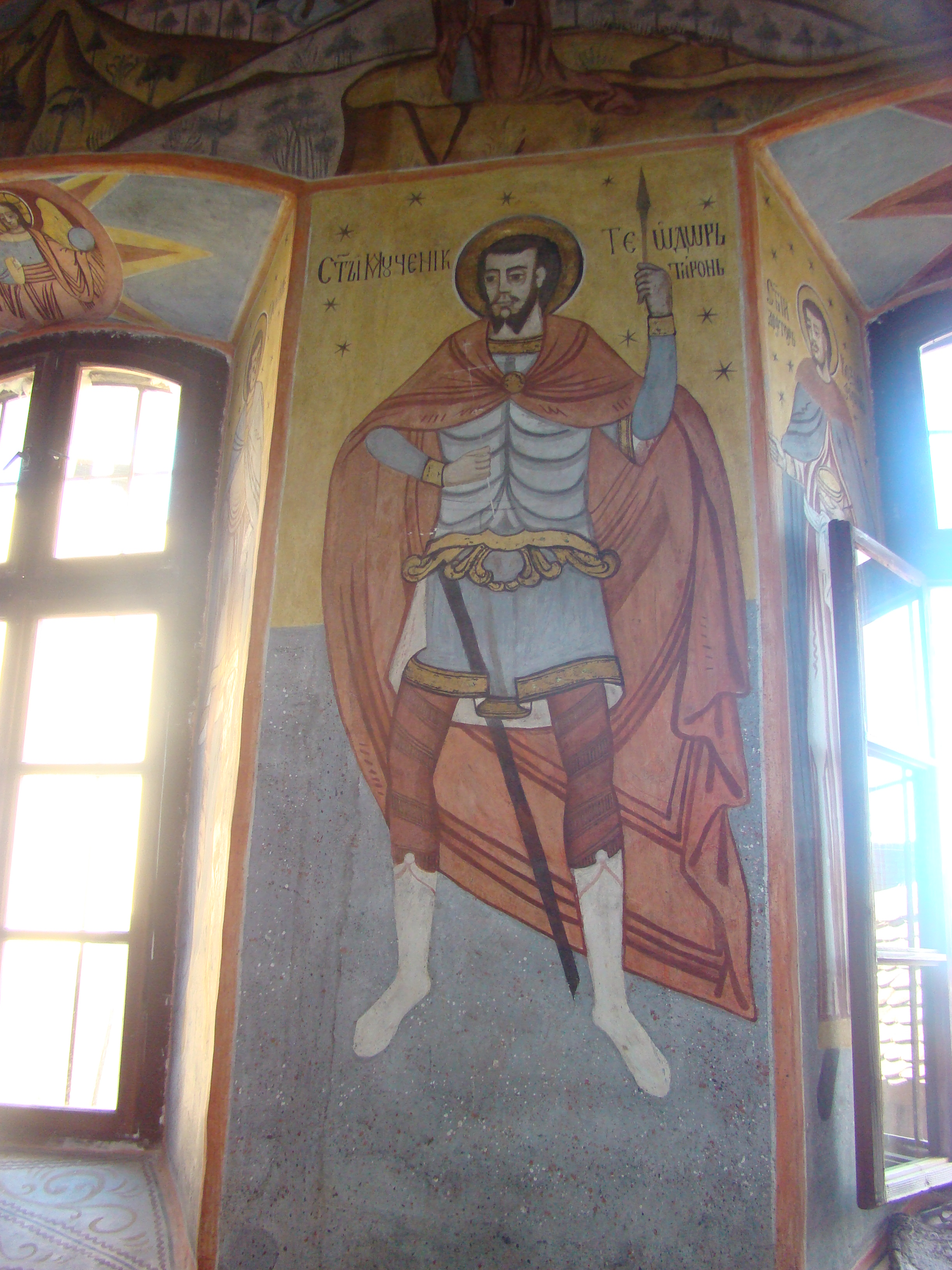
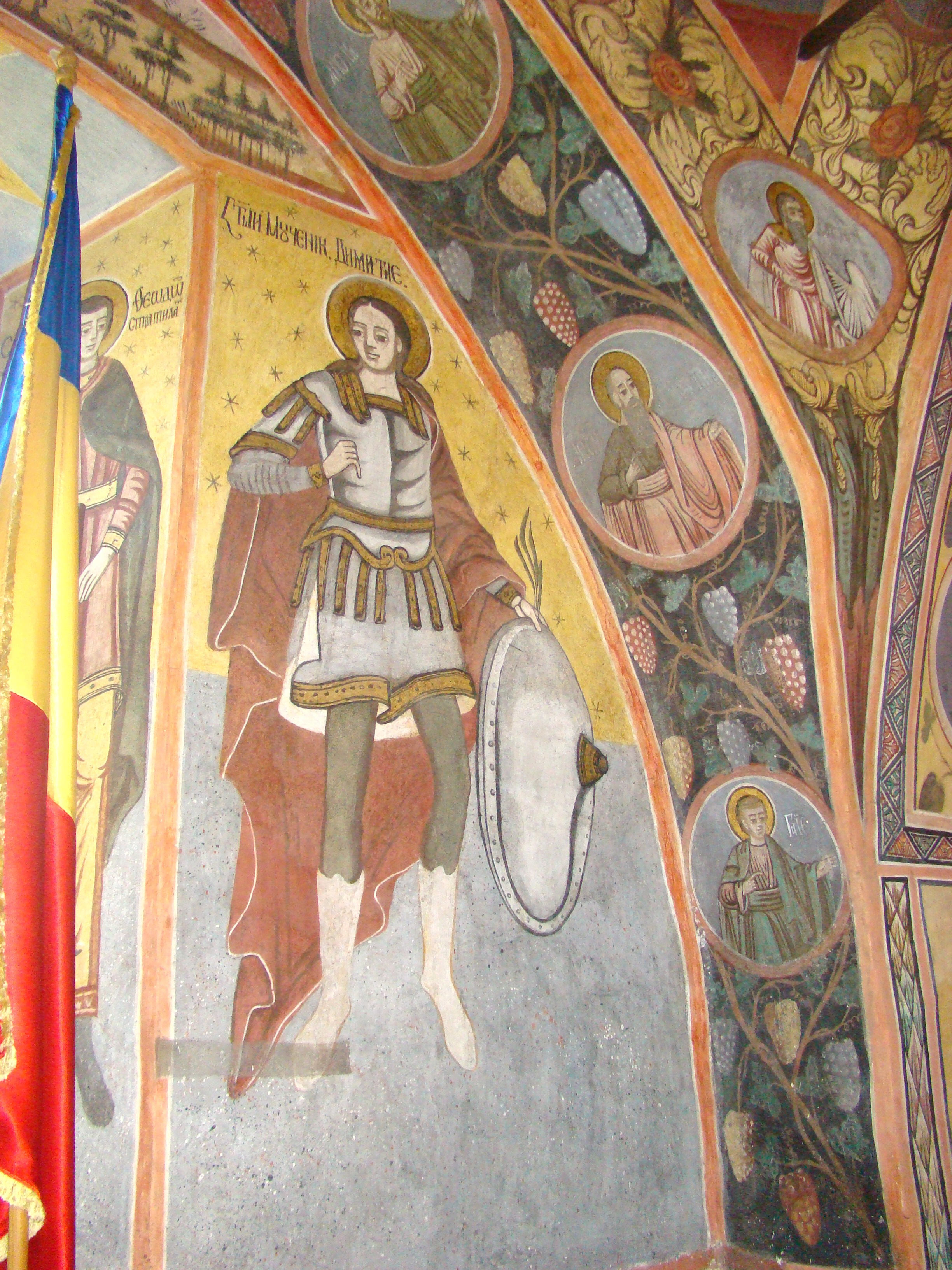
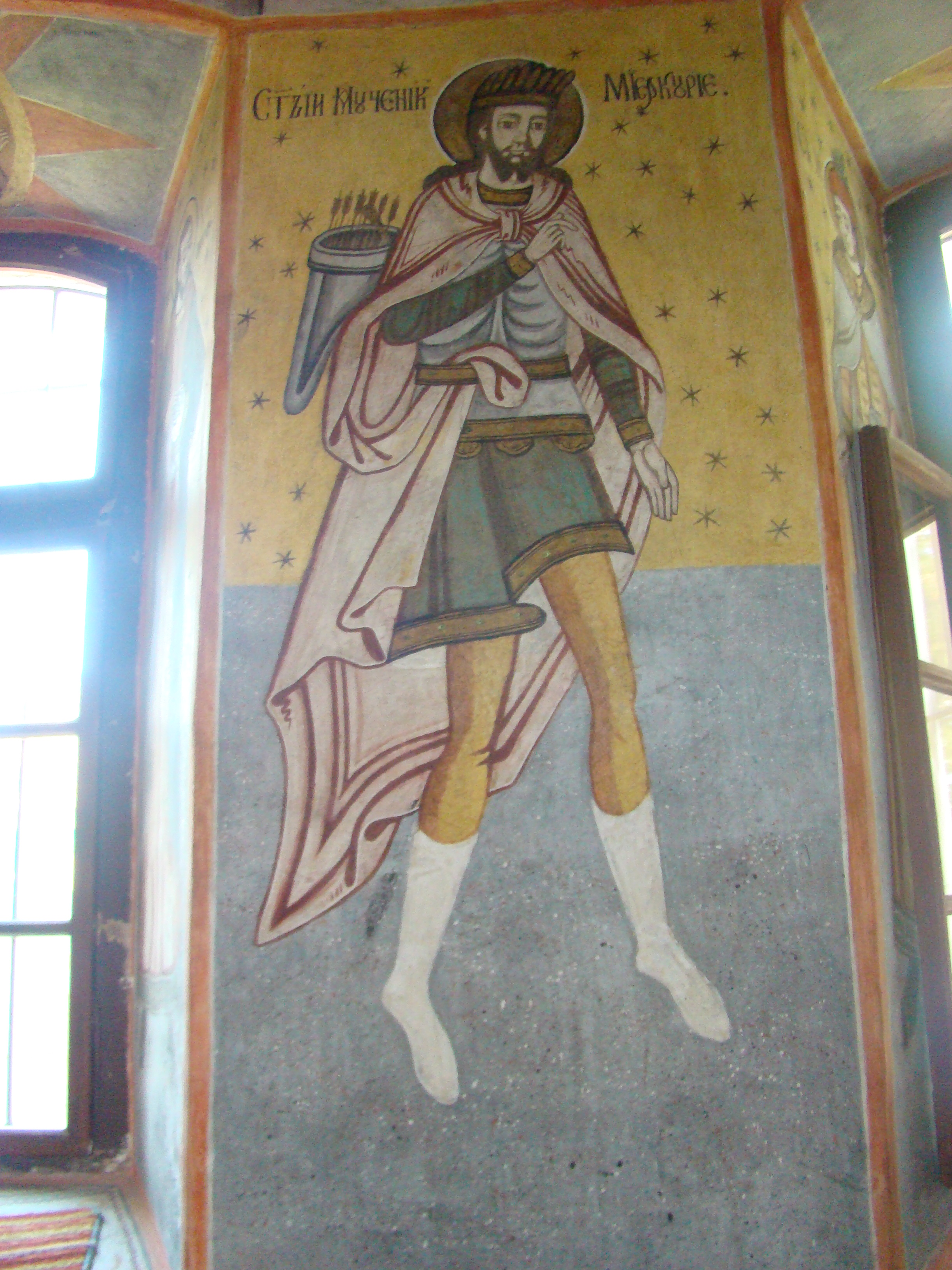
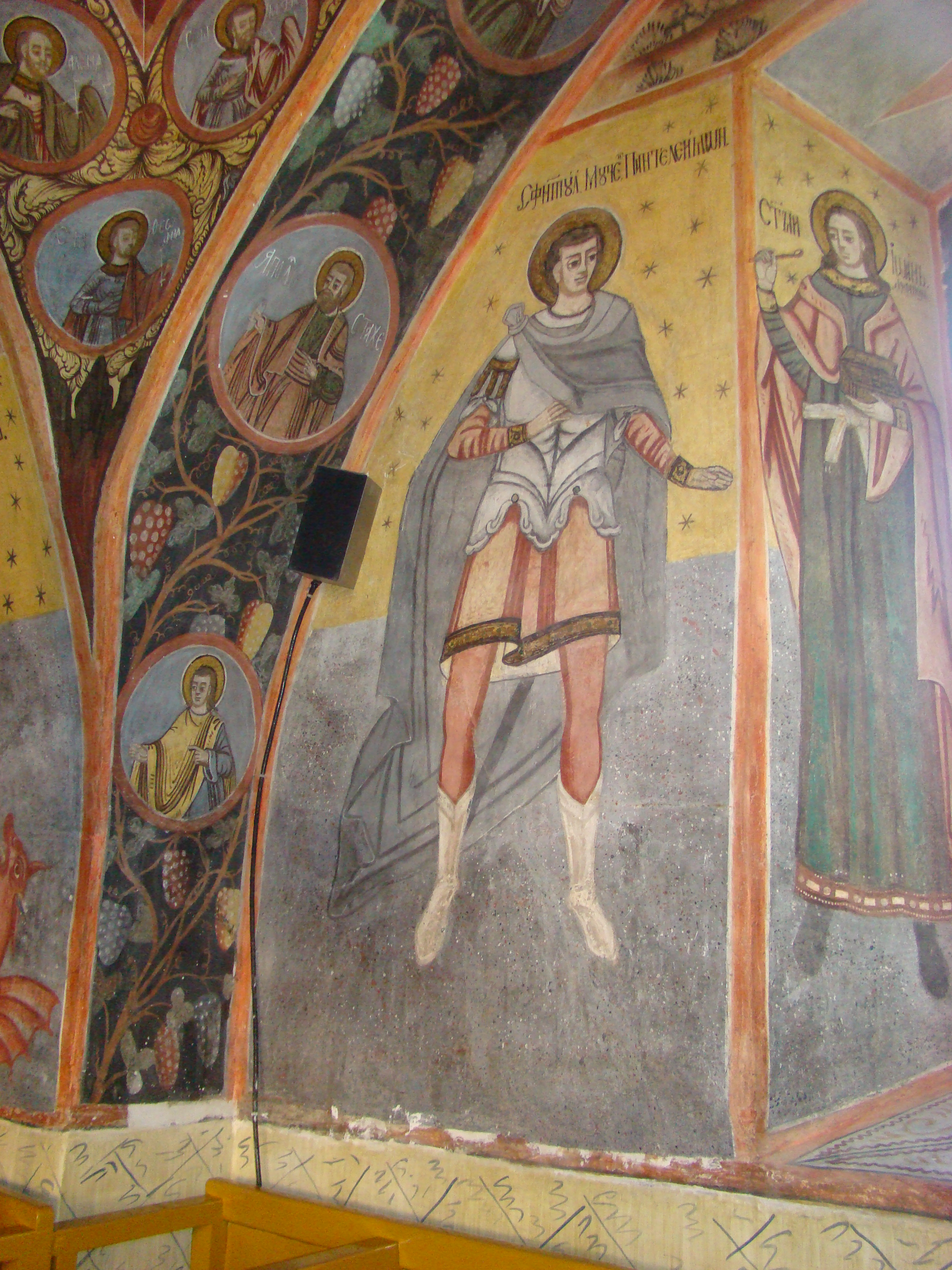

## Edicul osuar

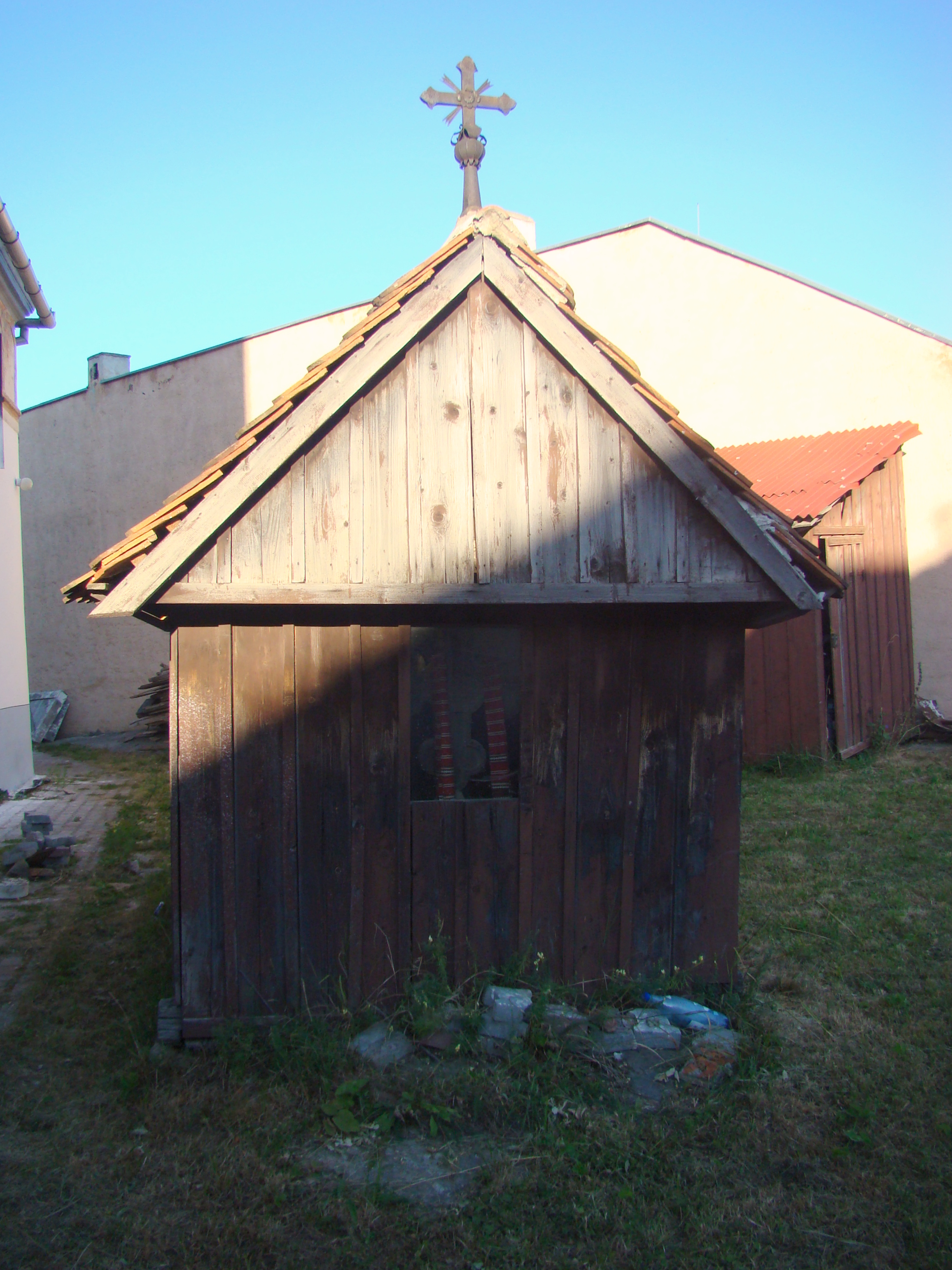
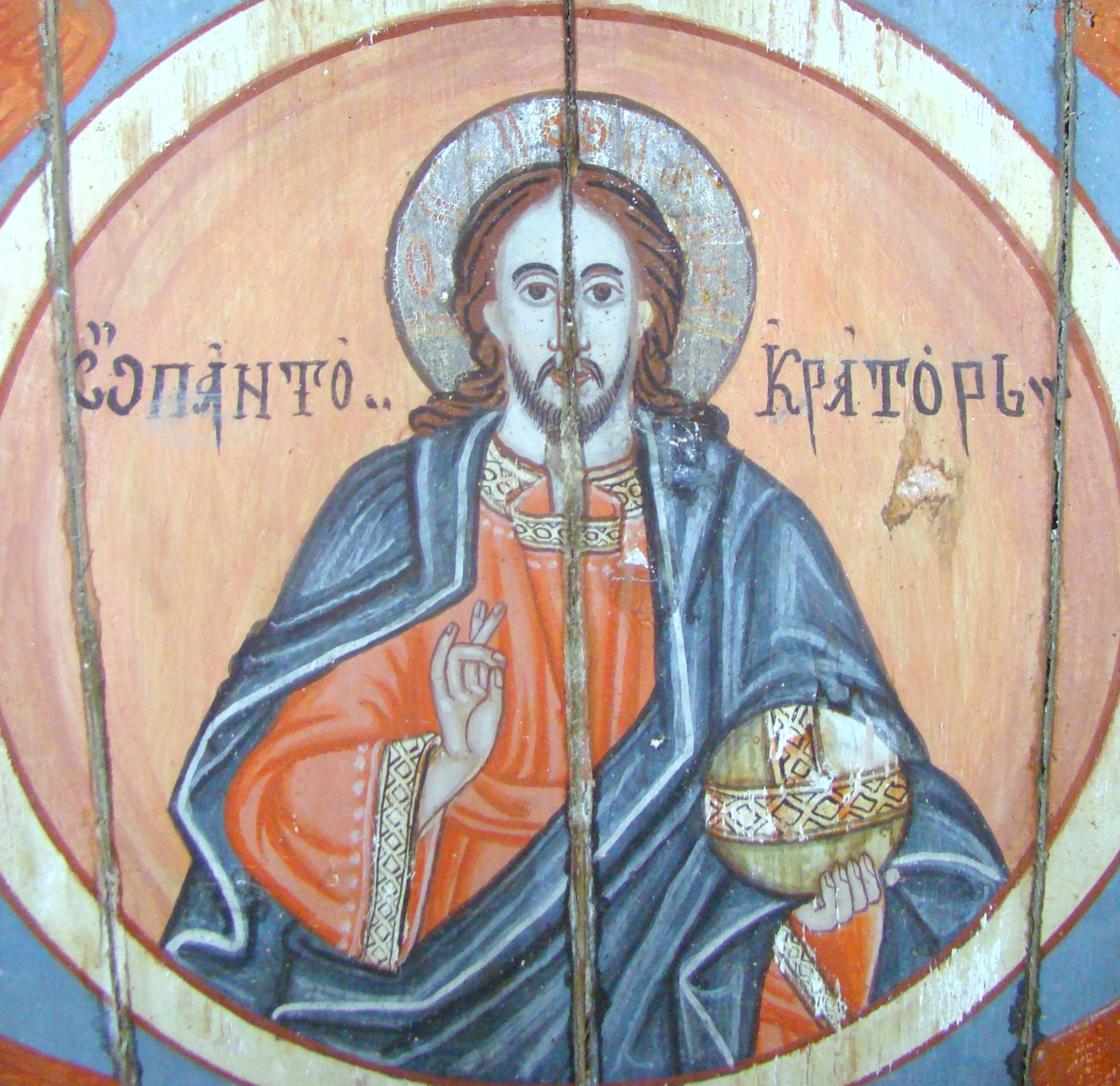
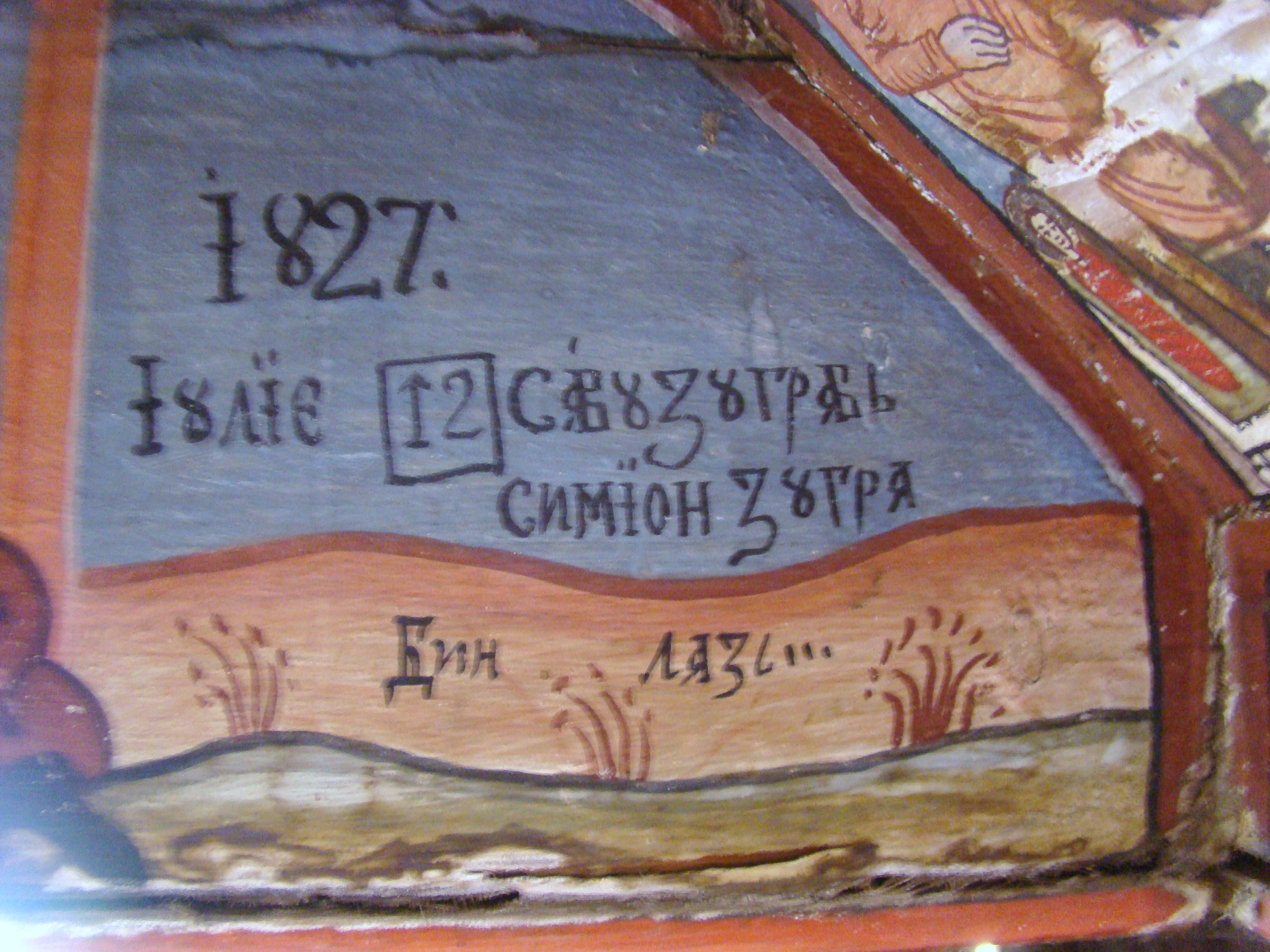
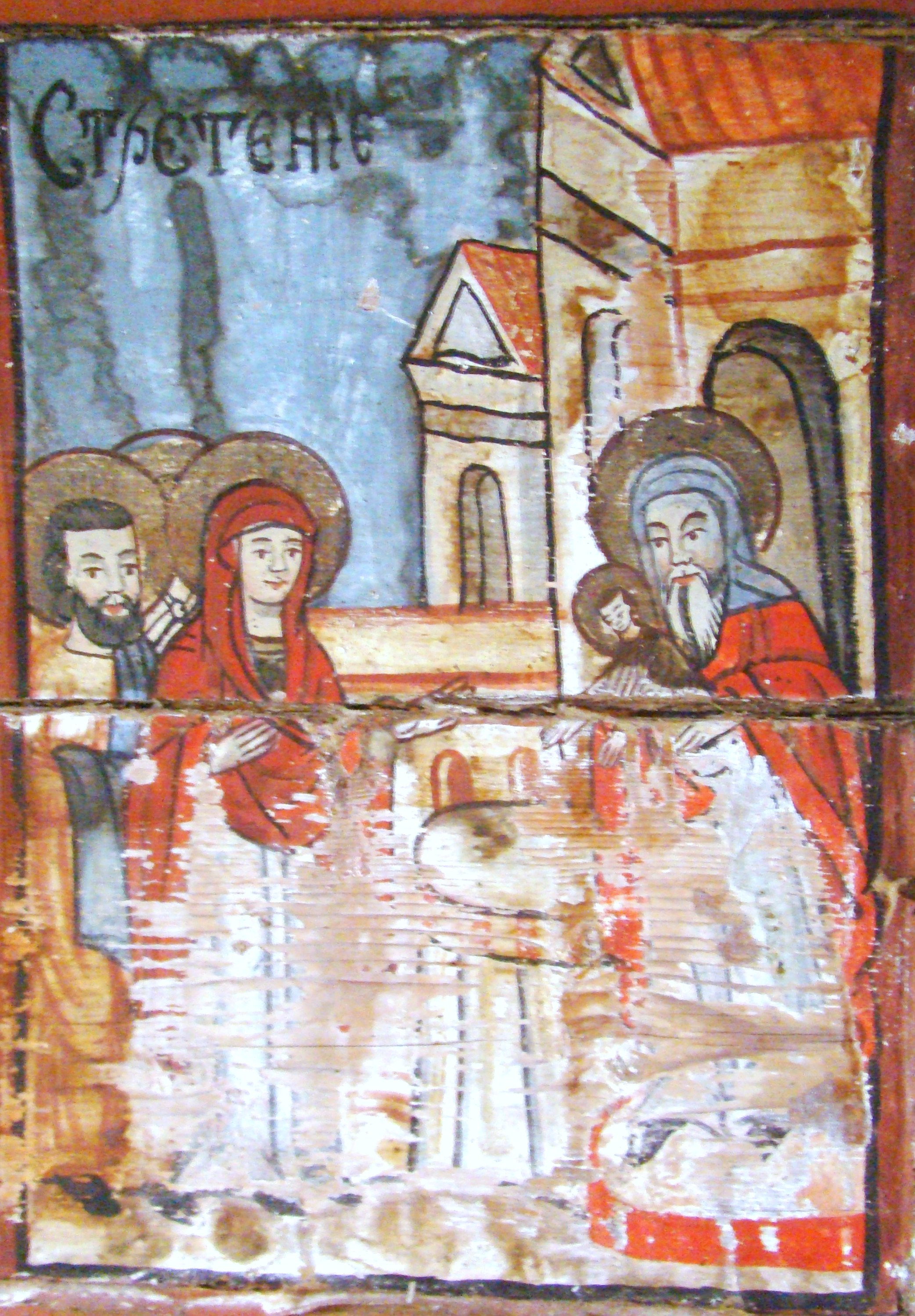
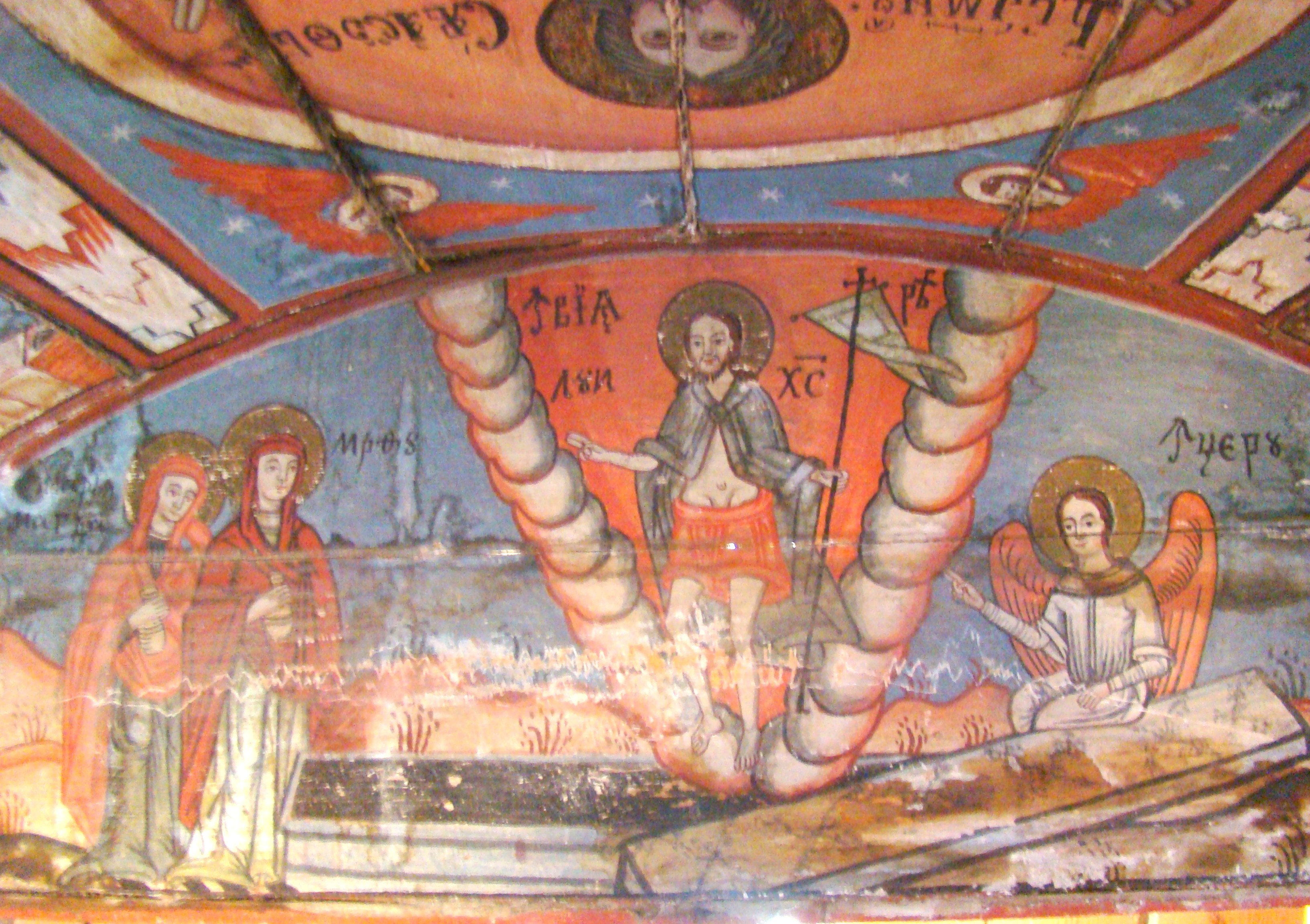
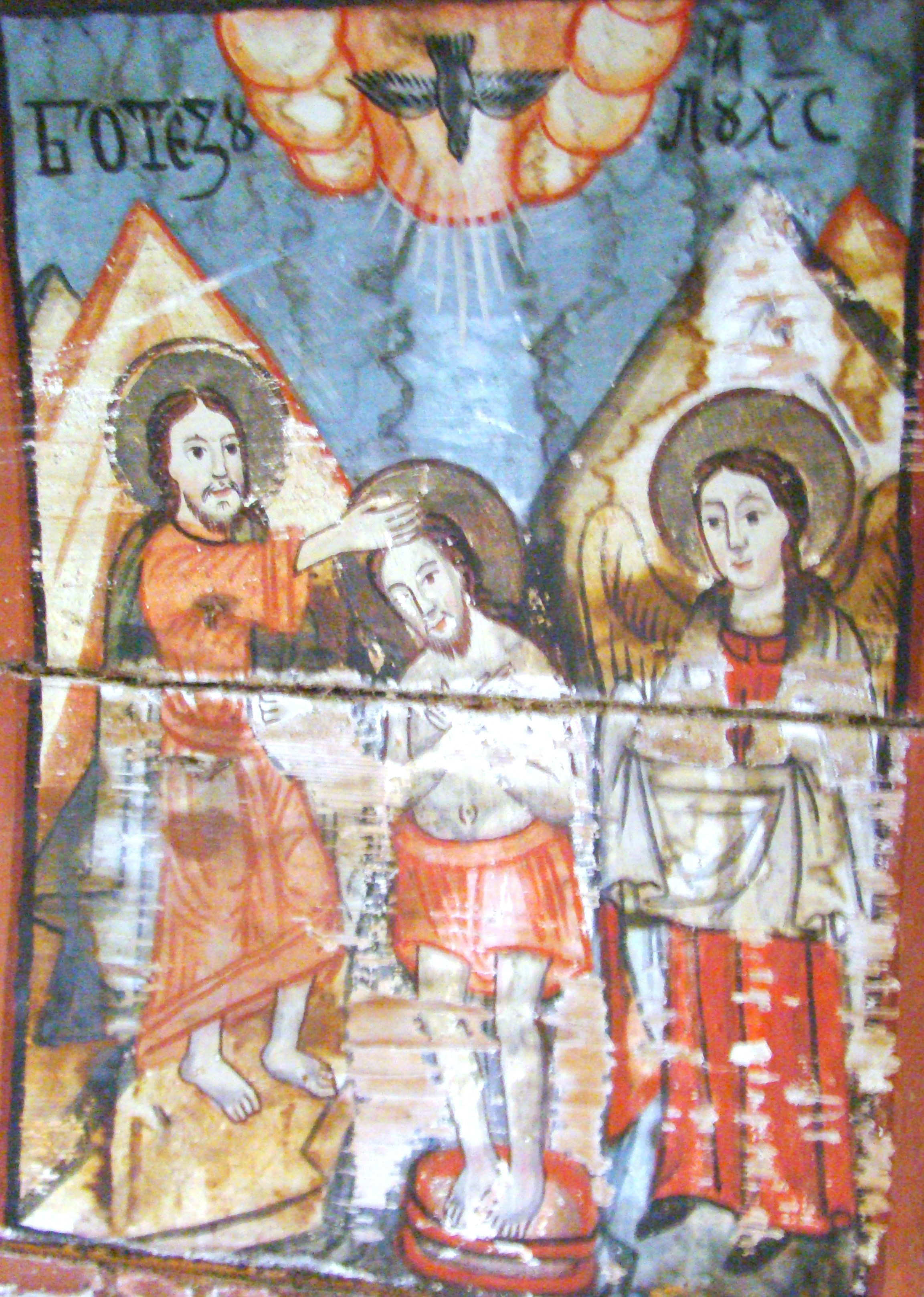
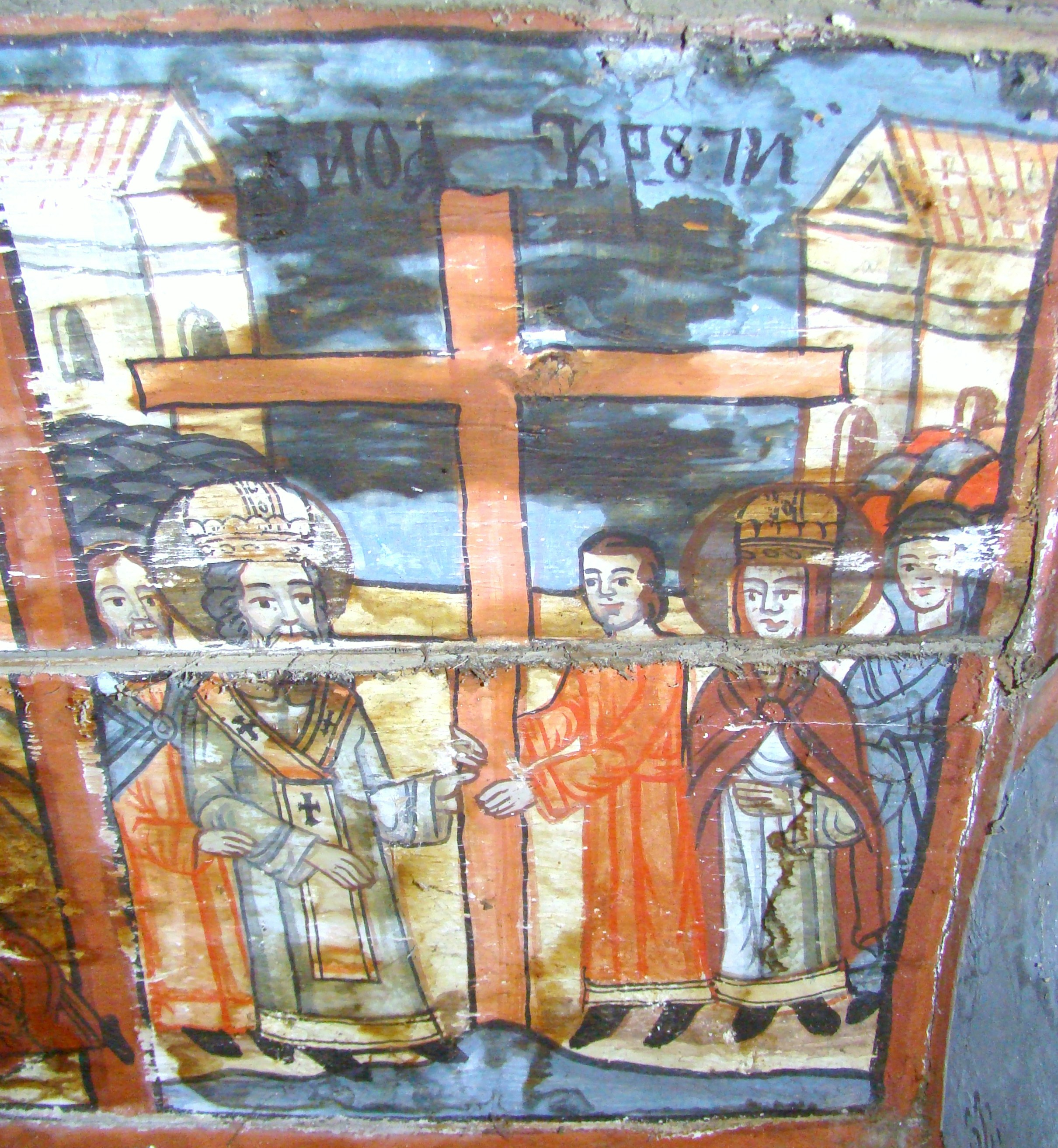
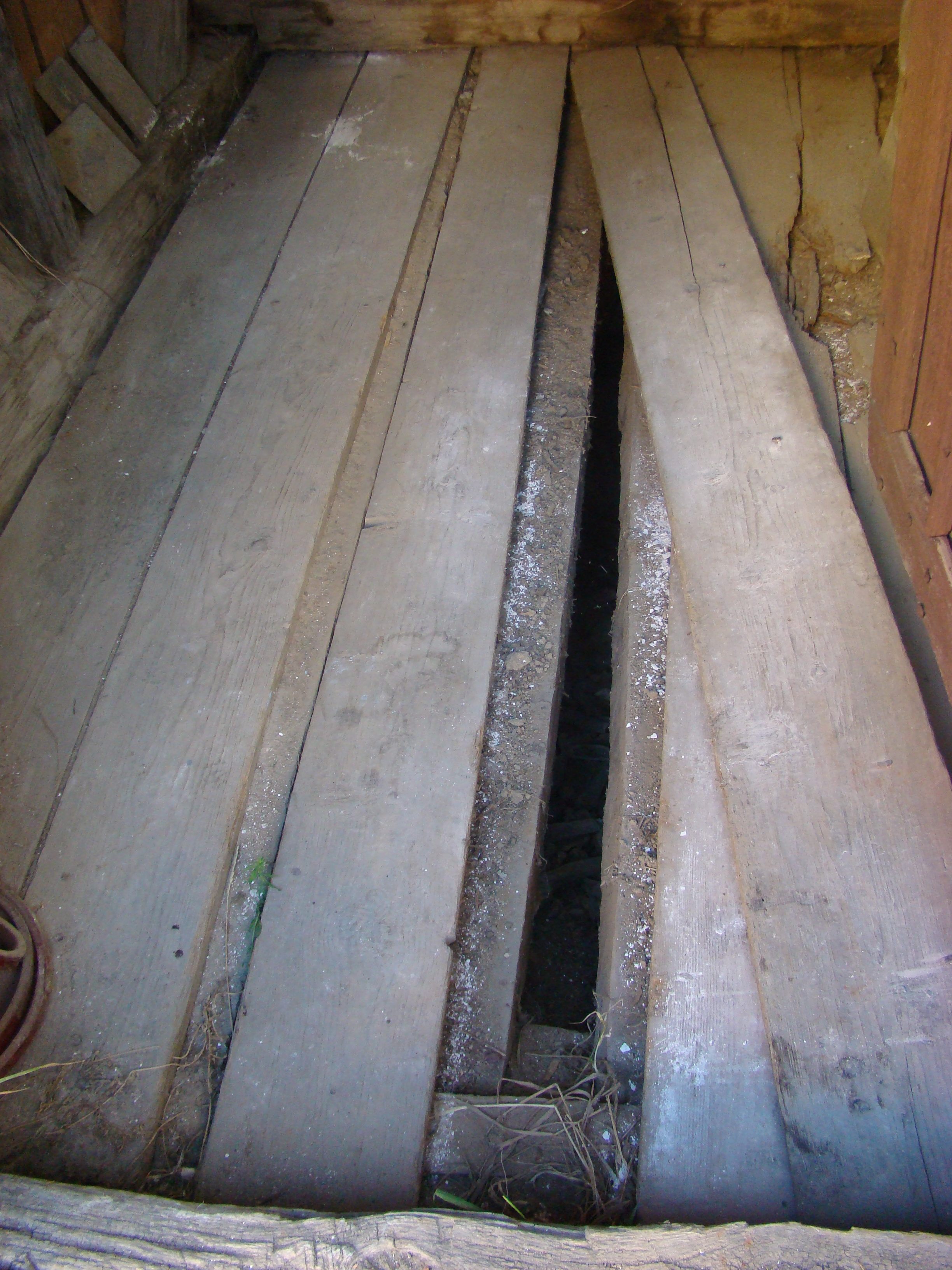
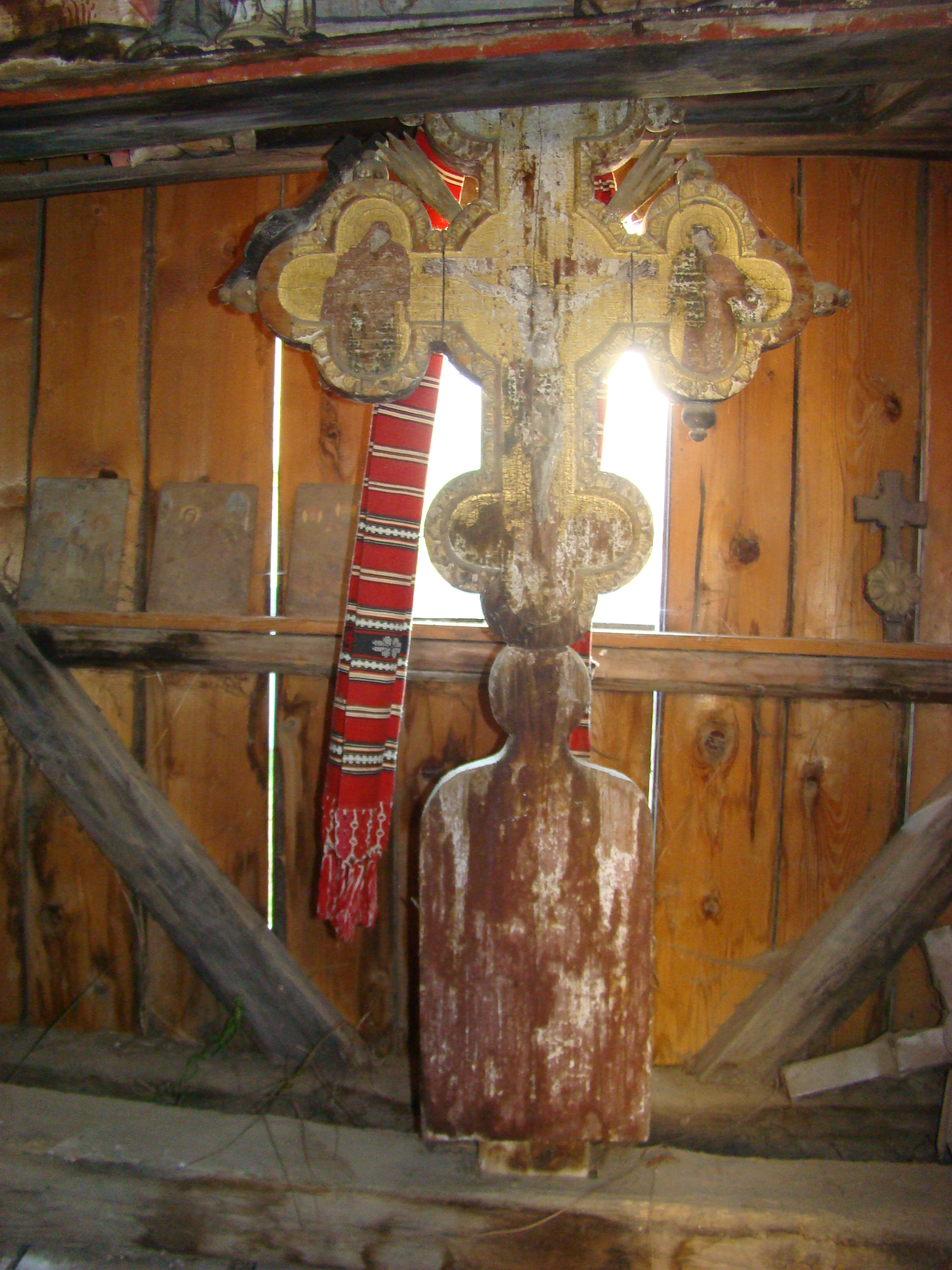
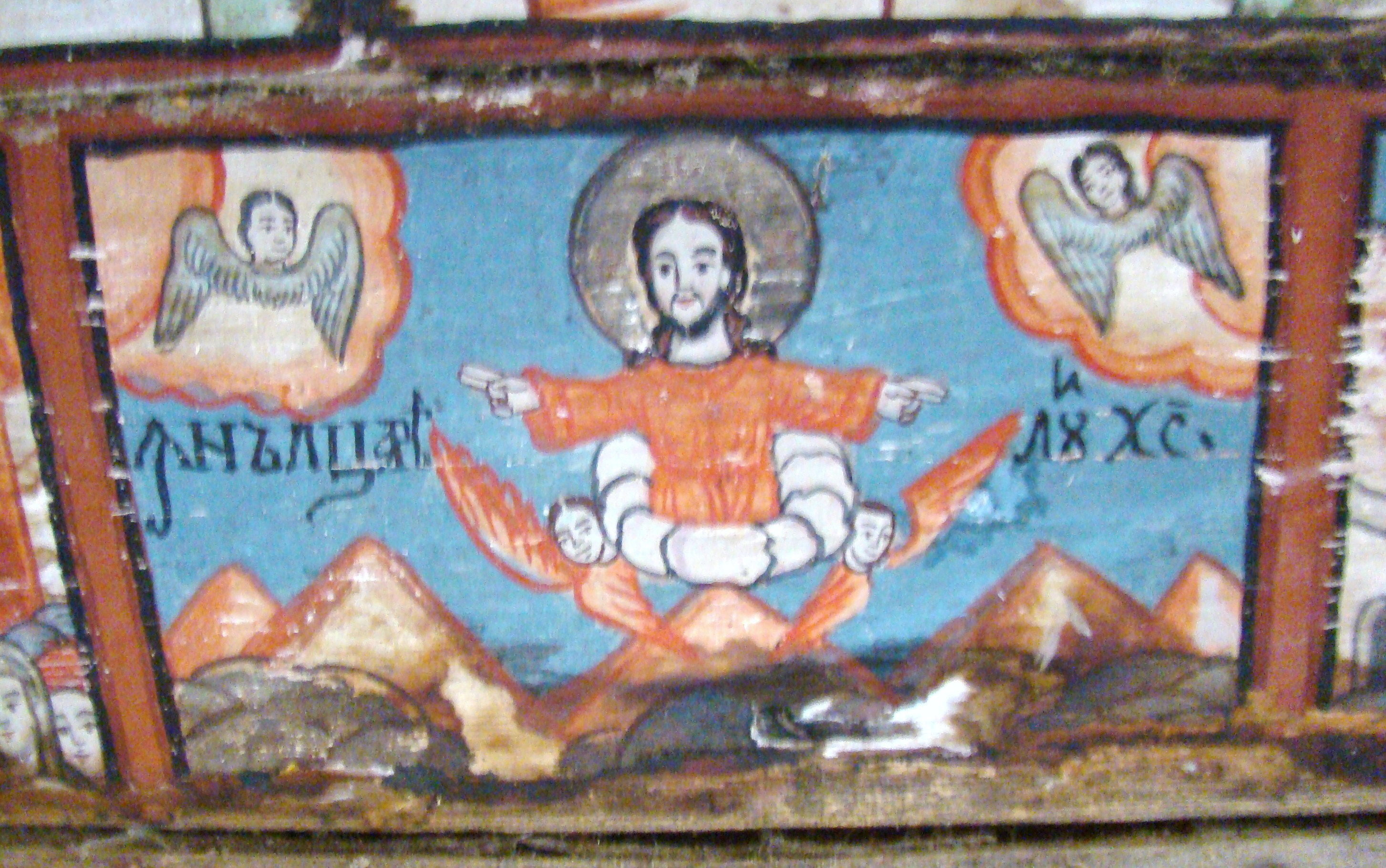